# B-29 (航空機)
ボーイング B-29 スーパーフォートレス
飛行するB-29A-30-BN 42-94106号機
(第472爆撃航空団所属、1945年撮影)
- 用途：戦略爆撃機
- 分類：爆撃機
- 製造者：ボーイング、マーティン、ベル
- 運用者

  -  アメリカ合衆国（USAAF、USAF、USN）
  -  イギリス（イギリス空軍）
  -  オーストラリア（オーストラリア空軍）
- 初飛行：1942年9月21日
- 生産数：3,970機
- 運用開始：1944年5月8日
- 退役：1960年6月21日
- 運用状況：退役
- ユニットコスト：639,188[1]USドル
- 派生型：

  - KB-29
  - KB-50
  - B-54
  - C-97
  - KC-97

ボーイング B-29 スーパーフォートレス（Boeing B-29 Superfortress。日本での通称「ビーにじゅうく」）は、アメリカのボーイングが開発した大型戦略爆撃機。

## 特徴
B-29は、中型爆撃機から発展したB-17と異なり、最初から長距離戦略爆撃を想定した設計である。B-29による日本本土空襲は、日本の継戦能力を喪失させる大きな要因となった。
愛称は「スーパーフォートレス」。戦時中の文献ではスーパーフォートレスという愛称を「超空の要塞」と説明したものがあり、当時のニュース映像では「超空の要塞（ちょうそらのようさい）」と呼んでもいる。朝日新聞が選定した名称は「ビイ公」（1945年5月12日）。
B-29は専門の航空機関士を置く初めての機体にもなった。B-17までの従来の軍用機は、操縦席の計器盤に飛行に必要な計器の他にエンジン関係の計器が取付けられており、パイロットは飛行に必要な計器の他にエンジン関係の計器類を監視しなければならなかったが、B-29ではそれらが全て航空機関士の前に置かれ、パイロットは飛行に専念することができるようになり、飛行機操縦の分業化が図られている。

### 機体
従来の飛行機では高空で機内の気圧・気温が低下するため酸素マスクの装備、防寒着の着用が必要だが、B-29は高度9,000 mで高度2,400 m相当の気圧を維持することができた。これはボーイング307の技術を応用し、毎分11.25 kgの加圧能力を持つ与圧装置を設置したことによる。爆弾倉を開閉する必要から、B-29では機体前部の操縦室と機体後部の機関砲座を与圧室とし、その間を直径85 cmの管でつなぎ、搭乗員はこの管を通って前後を移動した。被弾に備えて酸素ボンベも設置された。機内冷暖房も完備され、搭乗員は通常の飛行服のみで搭乗していた。撃墜されたB-29乗員の遺体を日本側が回収した際、上半身Tシャツしか着ていない者もいるほど空調は完備されていた。それを知らない日本側は搭乗員に防寒着も支給できないとし、アメリカもまた困窮していると宣伝を行った。機体は軽量ながら強靭な装甲板に覆われて防御力も高かった。日本軍の戦闘機や対空砲火で無数の弾痕や高射砲の破片痕が開き、中にはそれが機体上部から下部に達するような大穴であったり、尾翼の大半が破壊されたりしても、マリアナ諸島の飛行場まで自力で帰還できた。また、このような大きな損傷を受けても修理を経て再出撃できる整備性があった。
重量はB-17の2倍となったが、翼面積はB-17の131.92m2に対してB-29は159.79m2と21%増に留まり、翼面荷重はB-17の約2倍となった。翼面荷重が増加すると着陸時の速度が高速となってしまうが、フラップを長さ10ｍの巨大なものにすることにより、着陸速度を減少させるだけでなく離陸時の揚力も増加させている。そのためにB-29の主翼は縦横比（アスペクト比）が大きな、細長く空気抵抗の少ない形状となった。垂直安定板の前縁には防氷装置も設置された。空気抵抗を極限まで減少させるため、機体には外板を接合するリベットに沈頭鋲を使用したり、機体との接合部には重ね合わせせずに電気溶接で直接接合させている。

### エンジン
B-29はライト社が開発した強力な新型エンジン、ライト R-3350を4発搭載していた。R-3350は空冷星型9気筒を複列化した二重星型18気筒で、2基のゼネラル・エレクトリック社製B-11ターボチャージャーが装着されており、ミネアポリス・ハネウェル・レギュレータ社製の電子装置で自動制御され、高度10,000 mまで巡航時で最大2,000馬力の出力を維持できた。（離昇出力は2,200馬力）しかし、先進的な設計により、エンジンは過熱しやすくよくエンジン火災を起こすことになった。特に軽量化のために多用されたマグネシウム合金の可燃性が強いため、重篤な火災となることも多かった。試作第一号機のXB-29-BOもエンジン火災により墜落している。当初はその信頼性の低さから、ライト（Wright）エンジンはロング（Wrong = 誤りだらけの意味）エンジンと呼ばれたり、火炎放射器などと揶揄されたが、のちに、シリンダー・バッフル（整流用のバッフル板）とカウル・フラップの設計変更により過熱をかなり低減させている。運用当初はR-3350の交換時期を飛行時間にして200時間から250時間に設定していた。これは平均15回の出撃に相当したが、エンジンの冷却性能向上により750時間まで延長することができた。エンジン交換は熟練した整備兵により5時間30分で完了し、取り外したエンジンは本国に送り返されてオーバーホールされた。インドやマリアナ諸島の前線基地に飛行する際に、爆弾倉に1個の予備エンジンを搭載した。
耐久時間は延長されたが、エンジン発火の問題は最終的な解決までには至らず、第869爆撃団のH.W.ダグラスによれば「エンジンの火災は、大問題だった。マグネシウム合金部分が燃え出すと、もう手が付けられなかった。ある夜、私の機はプラットで訓練中に、衝突でエンジン火災を起こした。消防車が到着して、ありったけの消火液をかけたが、炎の勢いはちっとも弱まらなかった。」と回想している。B-29クルーの間ではエンジンが発火した場合「30秒以内には、火が消えるか、自分が消える！」という言い伝えがあったという。太平洋戦争が終了し、基地のあるサイパン島から本土に向けて帰還するときも、1機が離陸直後にエンジン火災で墜落したほどであった。
試作1号機の墜落から1944年9月までの試験飛行で合計19回のエンジン故障による事故が発生するなど、信頼性が抜群とまでは言えないR-3350であったが、B-17と比較すると戦闘重量で2倍の約44,100 kgの巨体を、B-17より30 %増の速度で飛行させる出力を発揮し、最高速度で570 km/h、巡航速度で467 km/hという戦闘機並みの高速で飛行させることが可能となった。機動性も極めて高く、試験飛行から日本への爆撃任務まで経験したパイロット、チャールズ.B.ホークスによれば、水平での加速や急降下速度でも戦闘機に匹敵したといい、アクロバット飛行も可能であったという。試作機が一緒に飛行していたF6Fヘルキャットの前で急上昇ののち宙返りをしてヘルキャットのパイロットを驚かせたこともあった。エンジン出力は排気タービン過給器によって10,000 mでもほぼ変わりはなく、これにより高高度での飛行性能に劣る日本軍機による迎撃は困難になった。

### 電子装備
B-29には、当時のアメリカの最先端の電子装備が配備され、航法や爆撃任務に最大限活用された。初期型では、長距離航法としてAN/APN-4LORANが用いられ、のちにAPN-9が装備された。高高度爆撃と飛行に使用されたレーダーはAN/APO-13であり、直径80センチのアンテナは2つの爆弾倉の間に設けられた半球状のレーダー・ドーム内に設置され夜間爆撃用に使用される。一部の機体に設置されたより高度なAN/APO-7「イーグル」爆撃照準・航法用レーダーは、機体下部に吊り下げられた翼状のケースに収納された。SCR-718レーダー高度計は爆撃のための詳細な高度測定と地形マッピングに使用された。またその計測データは偏流計のデータと合わされて、対地速度と針路を計算するのにも使用された。

### 武装
B-29では与圧室の採用により通常の爆撃機のように人が乗り込んで直接操作する方式の銃座は設置できないため、射手が集中火器管制を行って機銃を遠隔操作する方式をとった。B-29は5ヵ所（胴体上面の前後部、下面の前後部、尾部）に火器を備え、上部および下部銃塔には連装のAN-M2 12.7ミリ機関銃、尾部には同様のAN-M2 12.7ミリ連装機関銃に加えてM1 20ミリ機関砲 1門が装備された。
ただし、20ミリ機関砲は作動不良や給弾不良などの不具合が多く、また、12.7ミリ機銃とは弾道特性や有効射程が異なるために照準上の問題があり、実戦投入後に撤去している機体が多い。現地改造で20mm機関砲を12.7ミリ機銃に換装した機体もあり、尾部銃座が12.7ミリ機銃3連装となっている機体が存在する。
機体各所の連装12.7ミリ機銃の銃塔はそれまでの有人型と異なり中に人が入らなくてもよいため、高さの低い半球形となり、空気抵抗を小さくして速度性能を高めることに貢献した。ただし、小型で全高の低い銃塔は仰角はともかく俯角がほとんど取れないという難点もあり、全高を多少増したものが開発されている。また、機体前上方の防御に関して「連装機銃では火力が不足しており、有効な弾幕が張れない」という要望が出たために、B-29A-BNからはコクピット後方の機体前部上部に装備される銃塔は機銃を4連装として直径を増したものに変更された。多少大型になったとはいえ小型の銃塔に機銃を4基も詰め込んだため、連装のものに比べて旋回速度が遅い、射撃時の衝撃で故障が多発するなどの問題が生じ、B-29A-BN block 40 A後期型からは内部構造や機構を強化した大型の流線型のものへと変更されている。
このようにB-29の防御火器は試作機が完成して実戦投入された後も改良が繰り返され、機首や機体側面に機銃を増備した機体や、銃塔を20ミリと12.7ミリの混載として大型化したものなども開発された。しかし、最終的にはいずれも採用されなかった。さらに実戦投入後、日本側の夜間の迎撃体制が予想外に貧弱なことや、1945年に入って硫黄島が攻略され、昼間任務での戦闘機による護衛が可能となったことによって、B-29の主任務が夜間低空侵入による都市無差別爆撃となった時期からは、爆弾と燃料の搭載量を増大させるために尾部の12.7ミリ連装銃座を除いて武装は撤去されるようになった。そして、製造当初から尾部銃座以外の武装を省いた型(B-29B)が生産されるようになった。
銃塔を制御する照準装置は5ヵ所に設置され、4ヵ所は専任の射手が、もう1ヵ所は機体前方に配置されている爆撃手が兼任で担当した。こうしたB-29の射撃システムにはアナログ・コンピューターを使用した火器管制装置（ゼネラル・エレクトリック社製）が取り入れられており、機体後部の半透明の円蓋下に取り付けられた別名「床屋の椅子」に座った1人が射撃指揮官として上部射撃手を兼用して対空戦闘を指揮したほか、左側射撃手と右側射撃手の計3人が尾部と前部上部銃塔を除く残りの銃塔を照準器を使用して操作した。さらに戦闘の状況に応じて、銃塔の操作の担当を他の射撃手に切り替えることも可能であった。照準器には、弾着点とそれを囲むオレンジ色の円で示されたレチクルが写しだされており、射手は敵機の翼幅を照準器で手動でその数字に設定し、敵機が見えると右手にある距離ノブによって照準器を始動させ、照準器内で敵機を弾着点とそれを囲むレチクルの丸い円に入れるように操作する。このレチクルは距離ノブの操作により丸い円の直径が変化して距離が測れるようになっており、敵機が近づくと距離と同時に弾着点を捉え続けているので、敵が射程に入り次第親指で発射ボタンを押して射撃するだけでよかった。ただし、激戦の中では護衛のアメリカ軍戦闘機と日本軍戦闘機との識別は困難で、射手はB-29以外の機影に対し反射的に引き金を引く習慣がついていたという。なお、各銃塔にはガンカメラが備えられており、戦果の確認等に活用された。
照準器と銃塔の動きを同期させるための制御はセルシンを使用するが、目標への方位角や仰角などの機銃の発射する弾の弾道計算を含むすべての計算は、機体後方下部の”ブラックボックス”に収められ装甲で保護された重量57kgのアナログ・コンピュータ5台によって行なわれるため、それまでは非常に高い練度を必要とした見越し射撃が誰にでも可能となり、従来の爆撃機搭載防御火器よりも命中率が驚異的に向上、これによって敵機はうかつに接近できなくなった。このアナログ・コンピュータは当初生産が少なく、急遽ゼネラル・エレクトリック社に大量生産の指示がなされた。技術者も総動員され、昼夜を問わず寒風の中、露天に並べられたB-29の機内での設置作業に従事している。

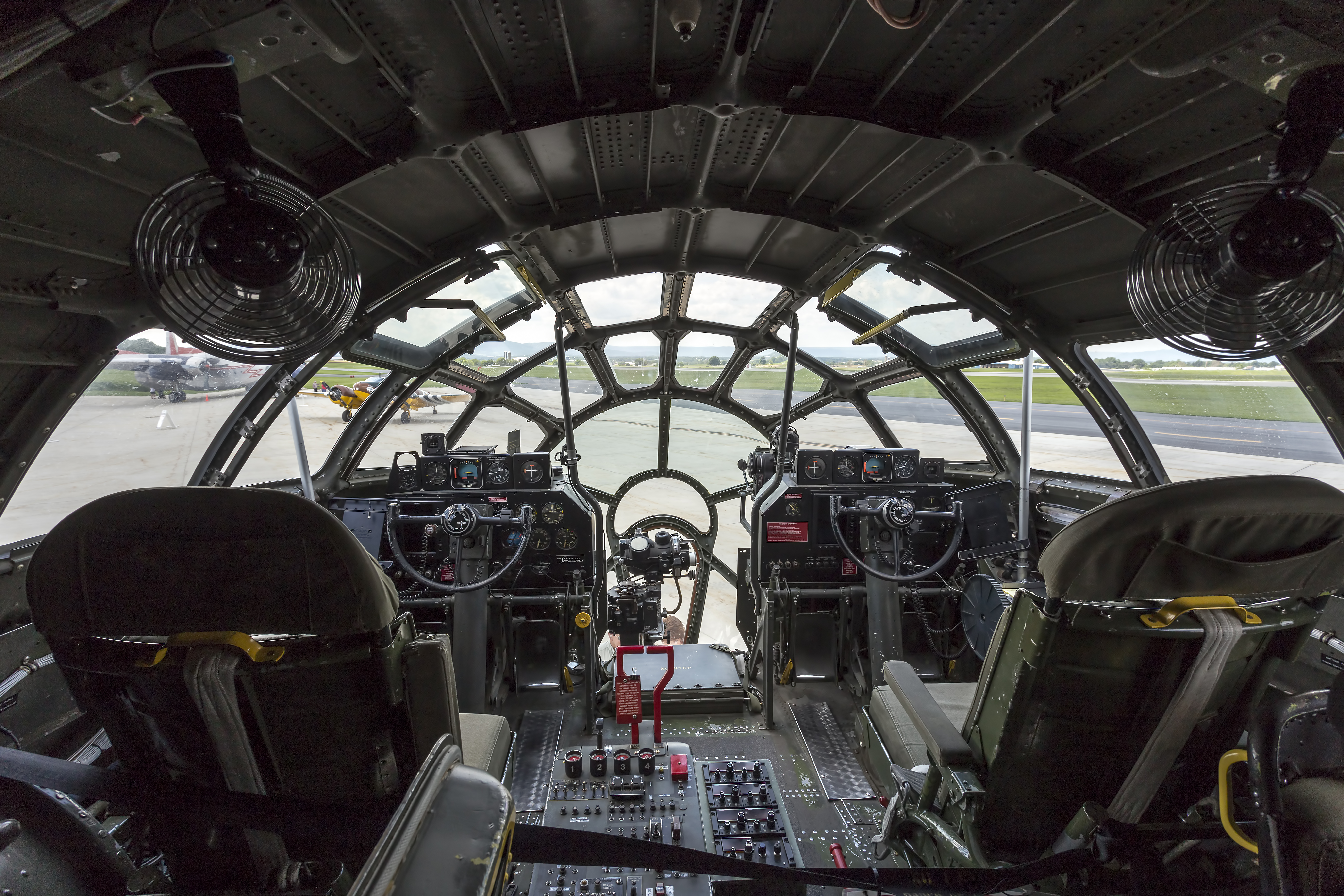
B-29のコックピット。機長席および副操縦士席の前（画像奥側）、ガラス張りの機首の最先端部が爆撃手席。
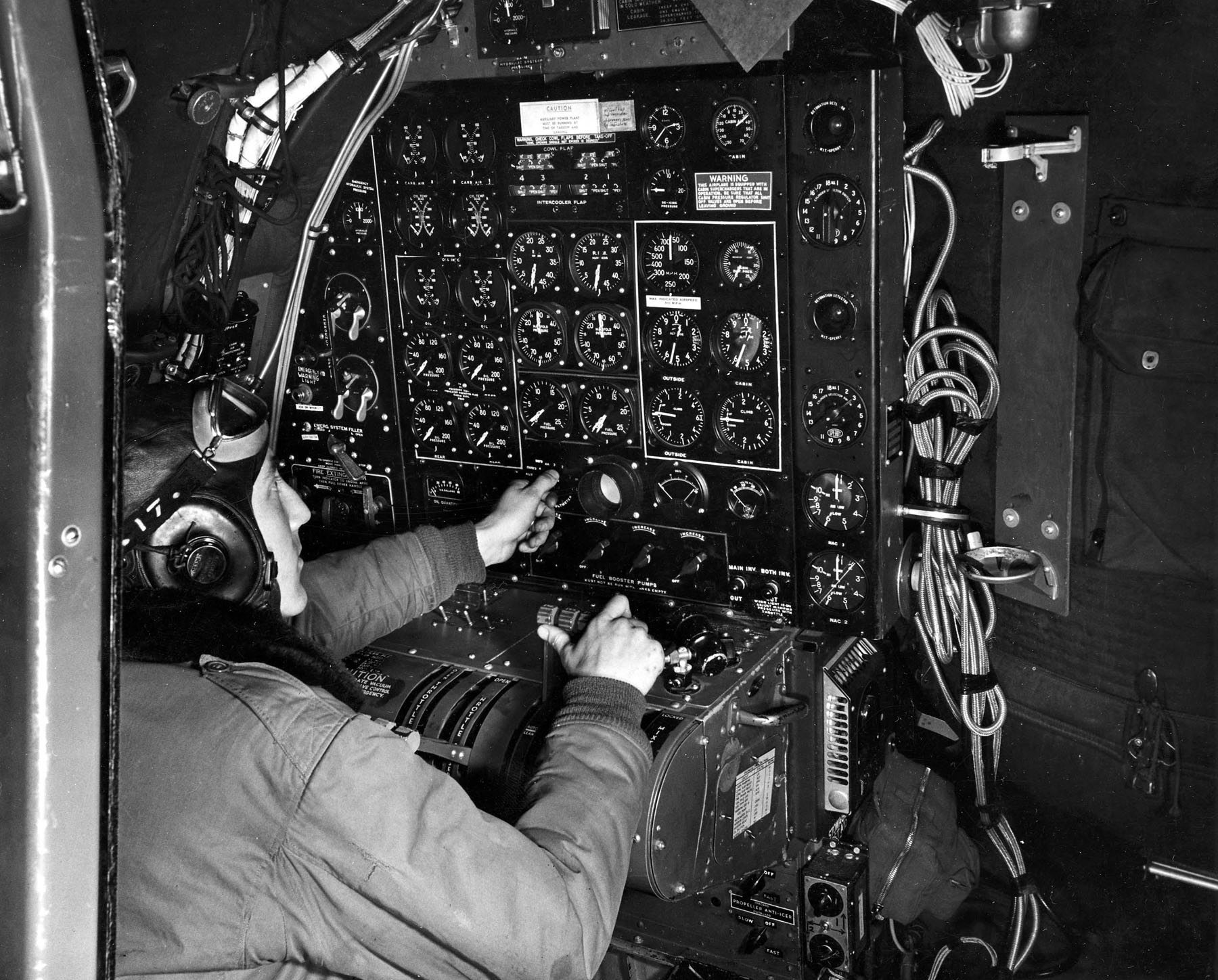
B-29の航空機関士席。軍用機としては初めて航空機関士が搭乗し機上作業が分業化された。
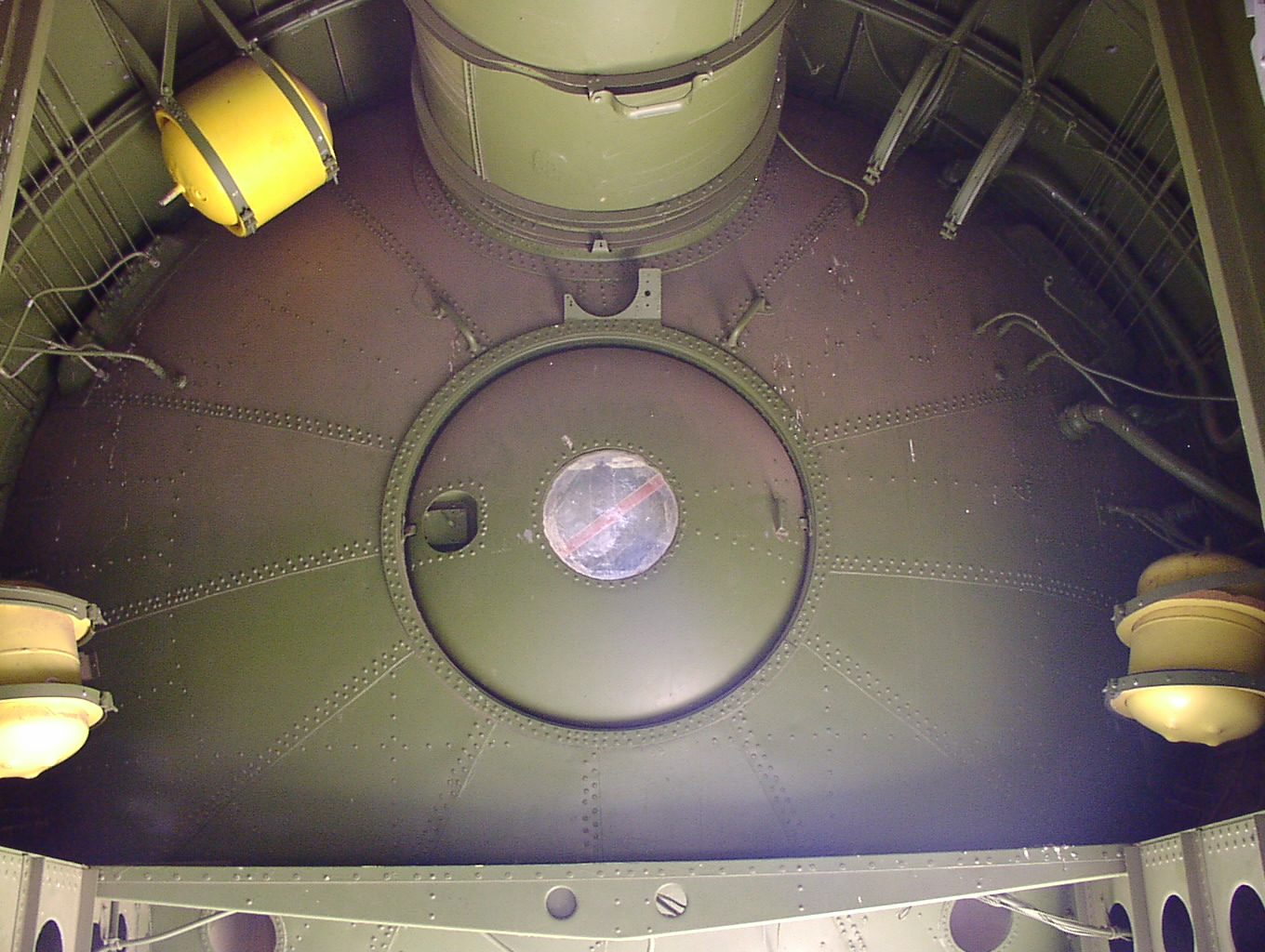
B-29の後部爆弾倉内から後部与圧室を望む。半球状の圧力隔壁を隔て、与圧区画と非与圧区画が分けられる。上部のドラム缶のように見える物が、操縦室と胴体後部を繋ぐ交通パイプ。乗員はこの中を這って移動した。
機体前部と後部を繋ぐ交通パイプを這って移動するB-29クルー。内張りや、機体の前後を結ぶ配線も写っている
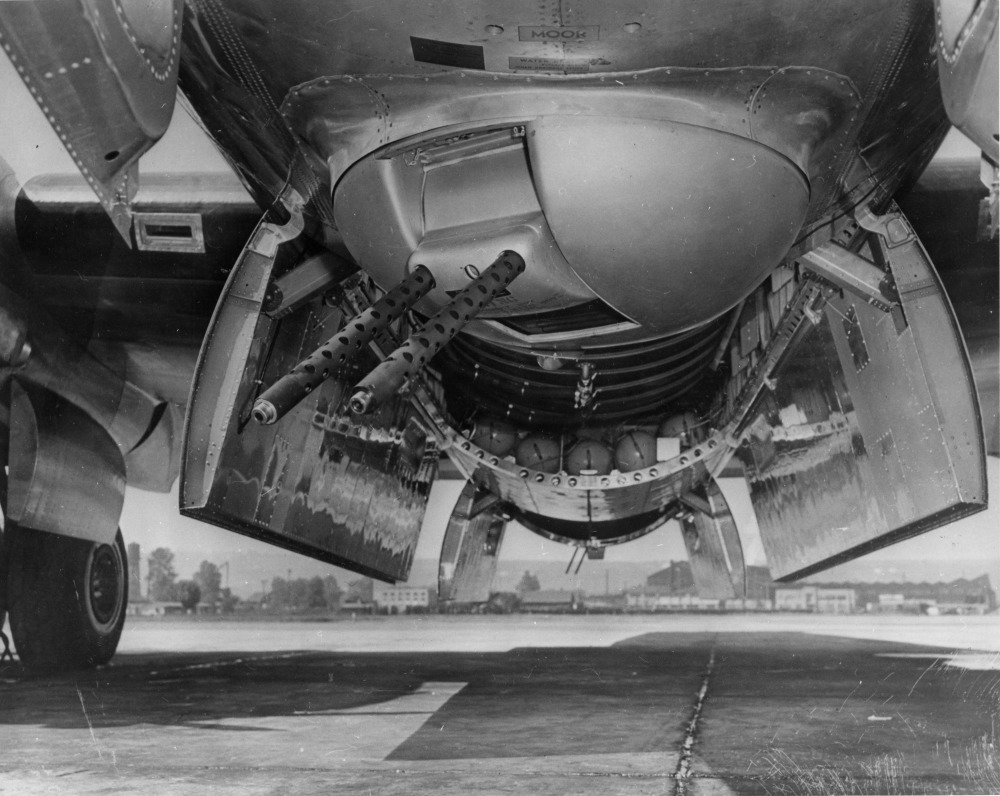
B-29機体前方下部の銃塔と、その後ろの爆弾倉。銃塔は集中火器管制射手が遠隔操作した。
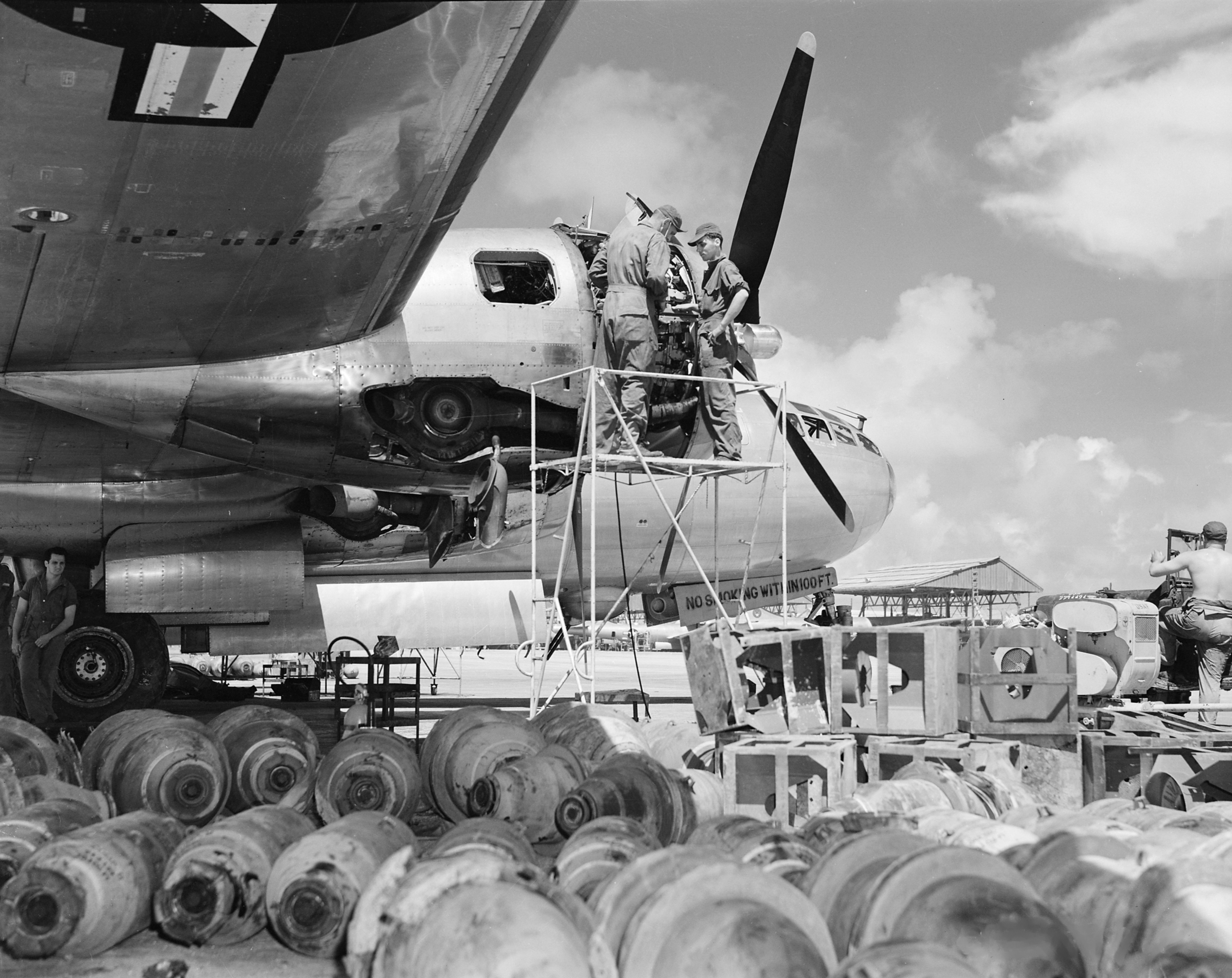
エンジン整備中のB-29 エンジン本体と排気タービンの位置関係がわかる。
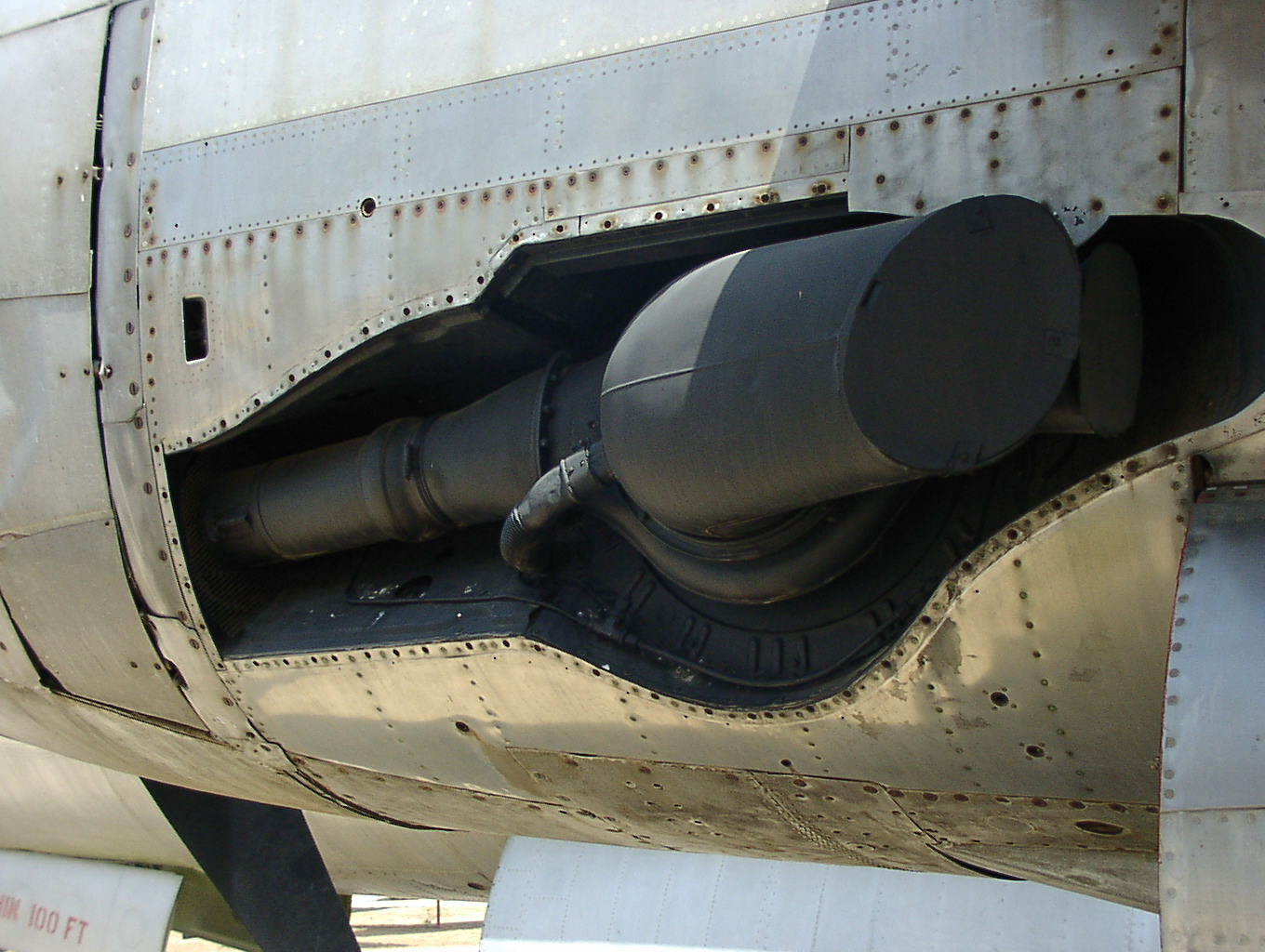
B-29に搭載されているR-3350エンジンの排気タービン部 写真の機体の排気口は蓋で覆われている。
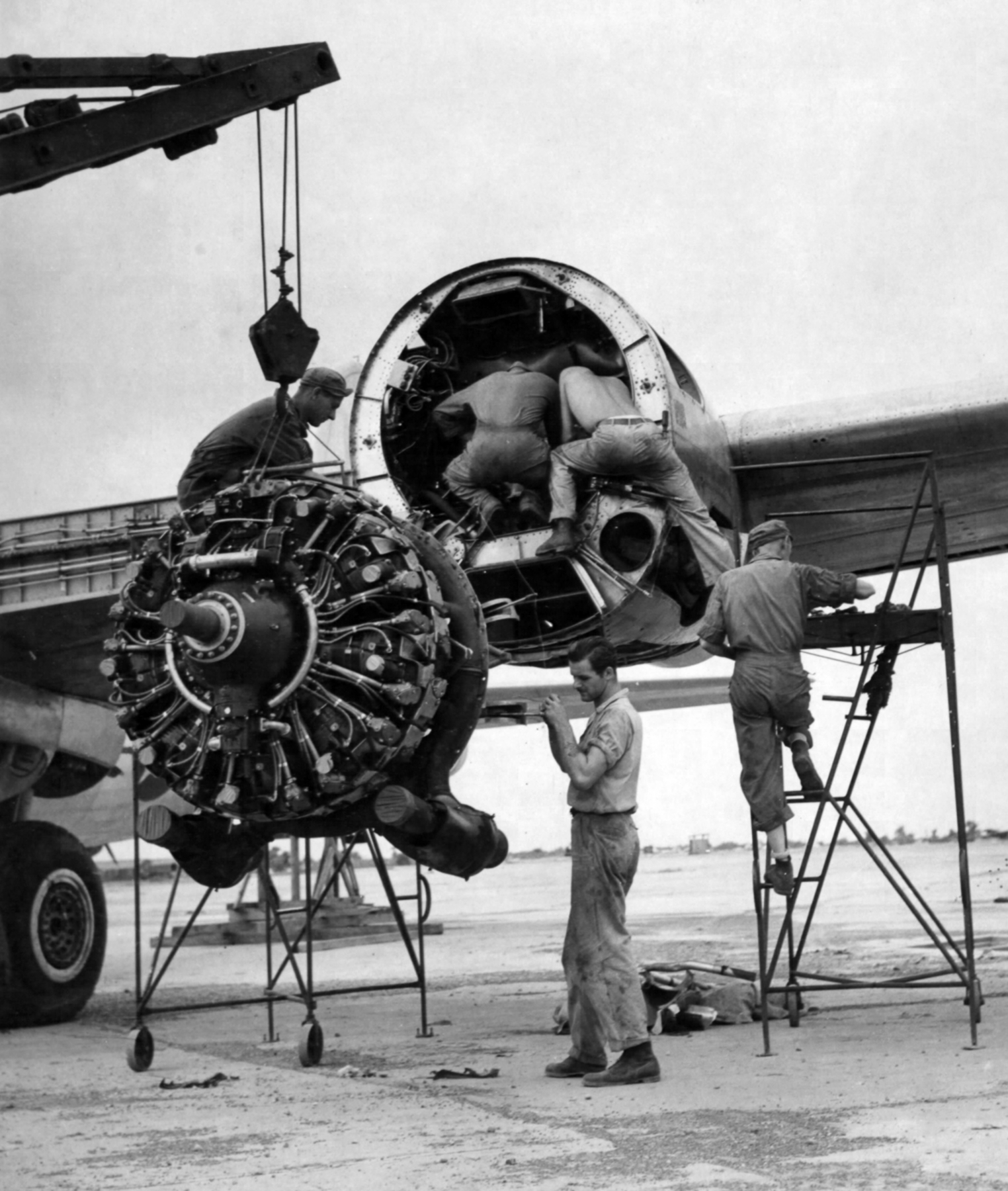
R-3350の交換作業
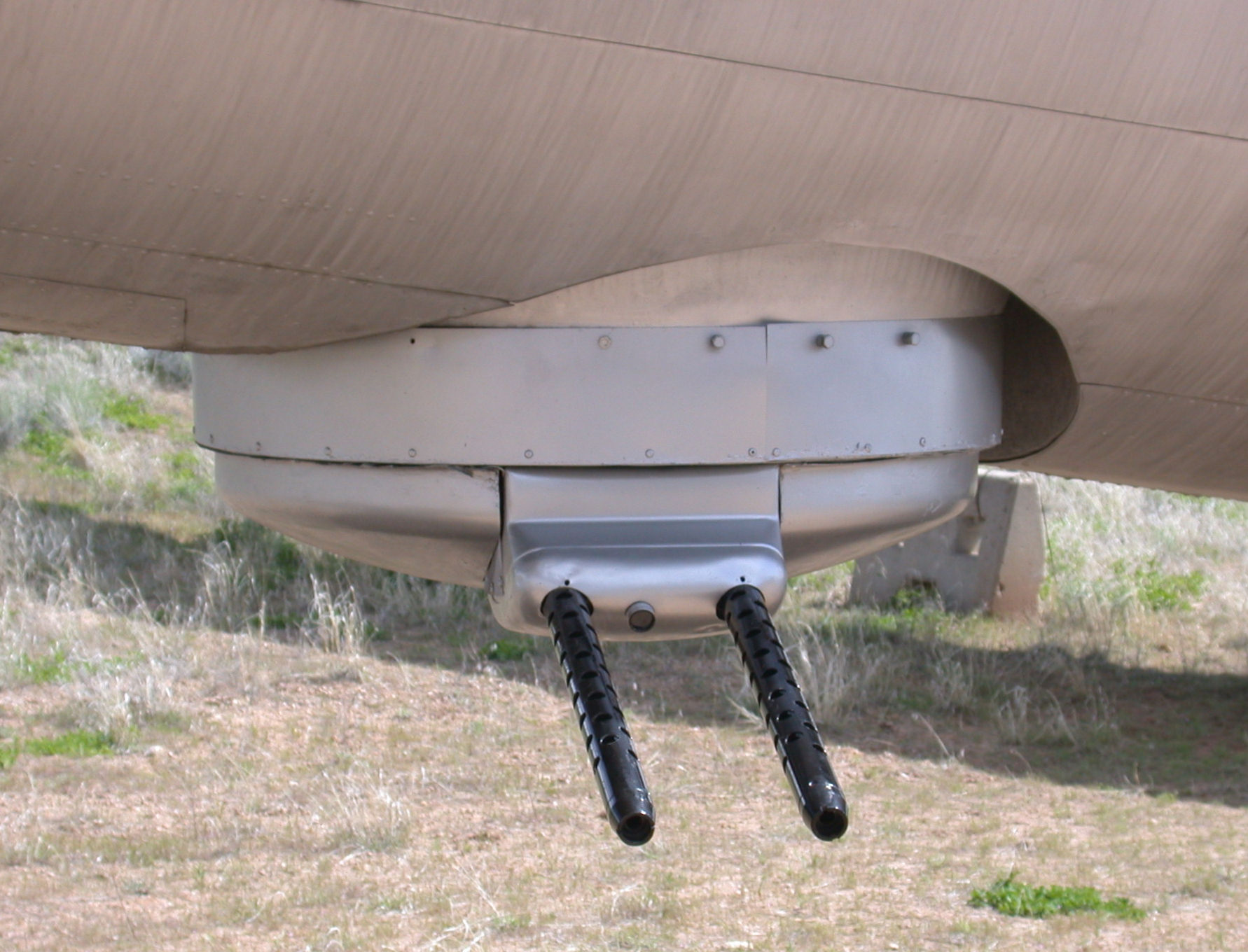
B-29機体下部銃塔。連装機銃の銃身の間に見える孔は、記録用のガンカメラである。
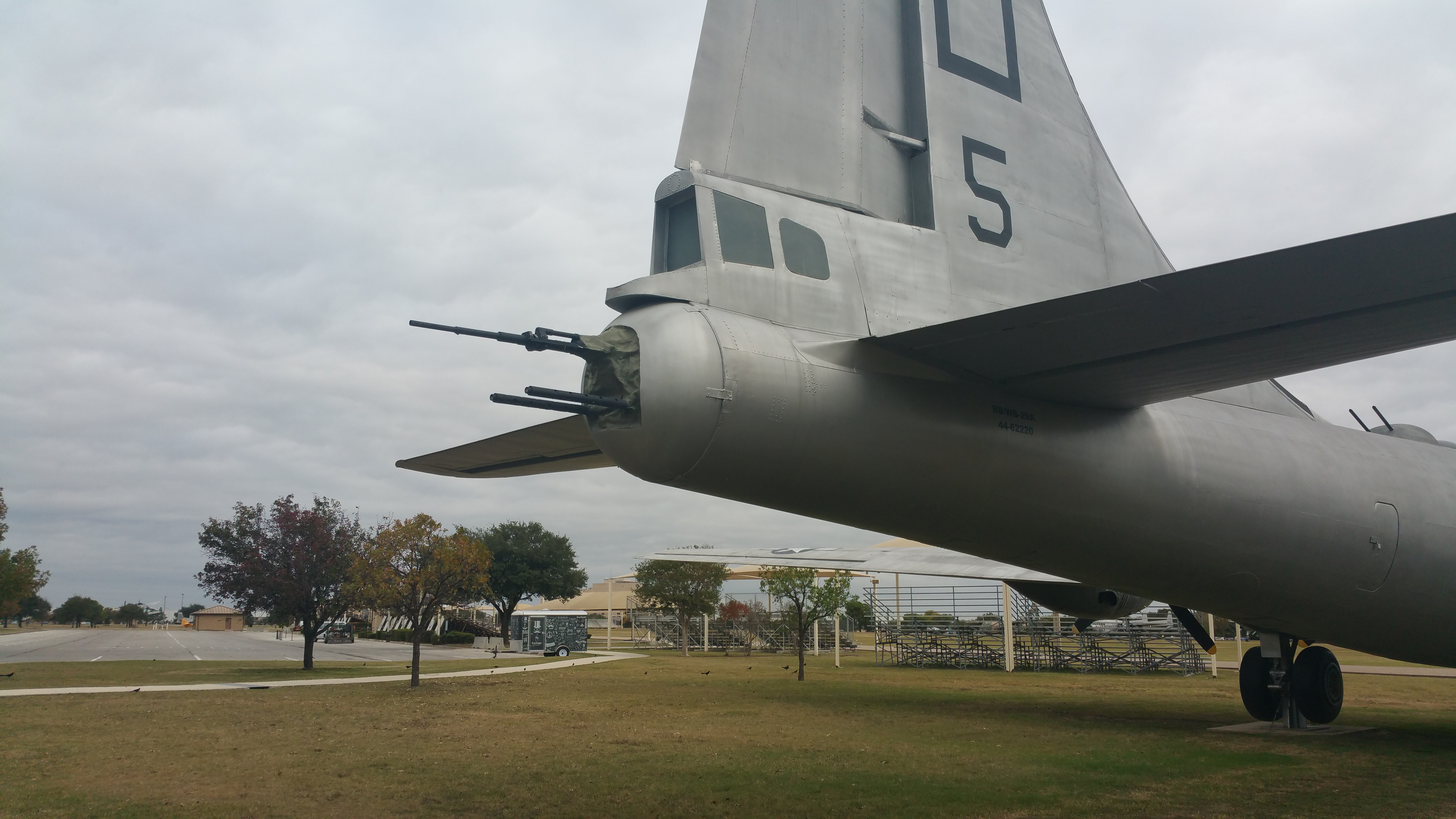
B-29尾部の銃座。20ミリ機関砲 1門と12.7ミリ連装機銃を装備したオリジナルの状態。
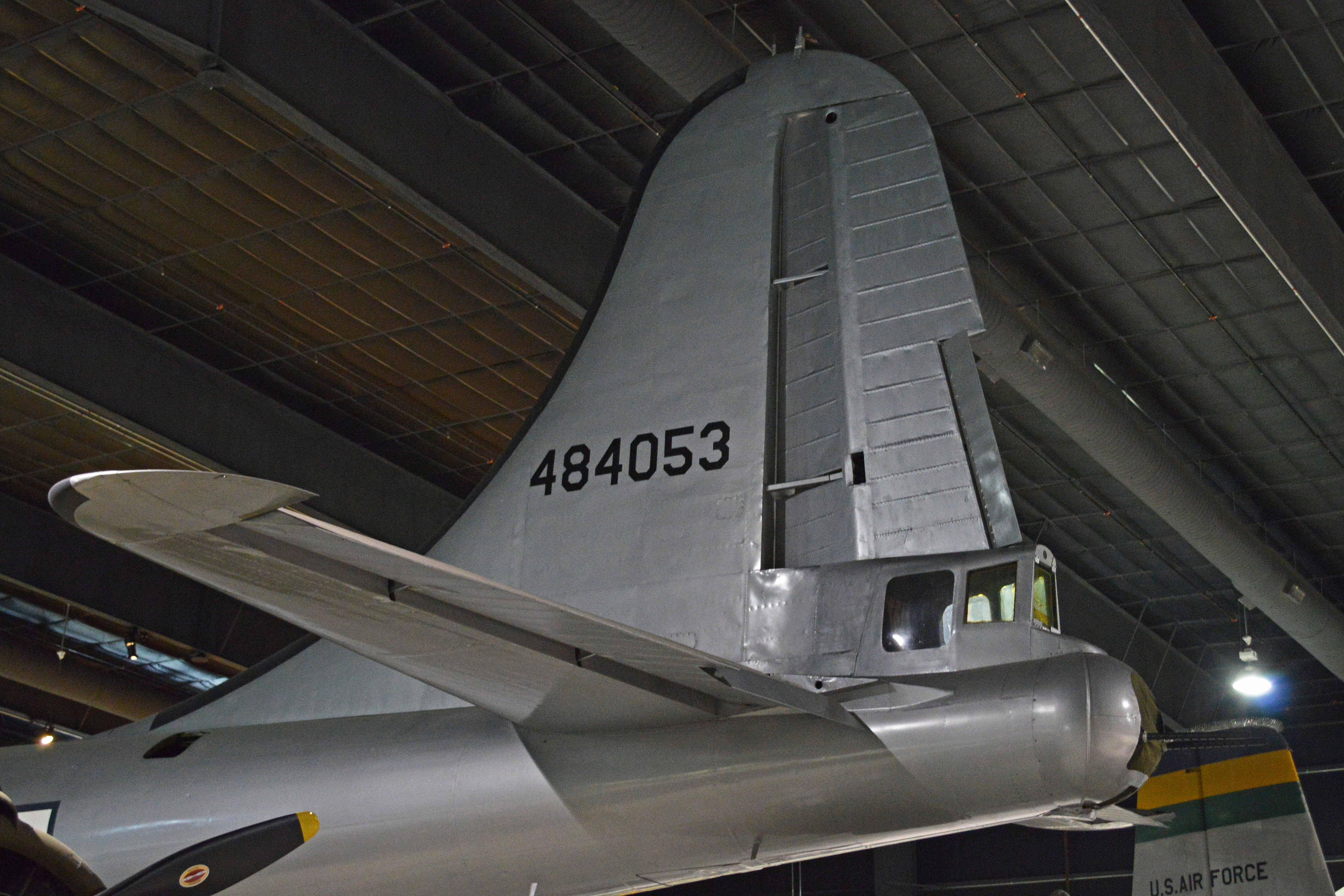
B-29尾部の銃座。20ミリ機関砲を撤去し12.7ミリ連装機銃のみとしたB-29Bのもの。
B-29の尾部銃手搭乗口から身を乗り出しているケネス・W・ロバーツ(Kenneth W. Roberts)尾部銃手。この機体は中央の20ミリ機関砲を12.7ミリ機銃に換装している。
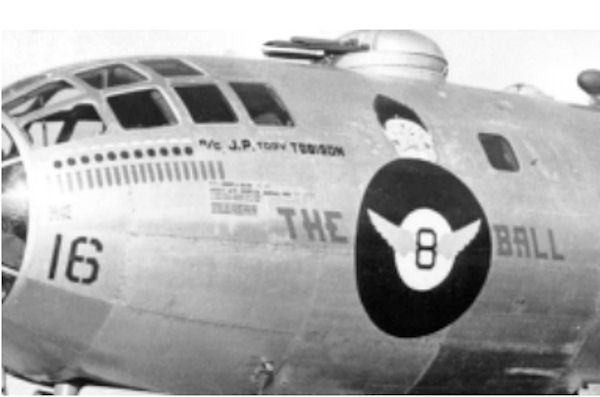
コクピット後方の銃塔を4連装としたB-29A 75-BW(S/N 44-70070)"The 8 Ball"号。
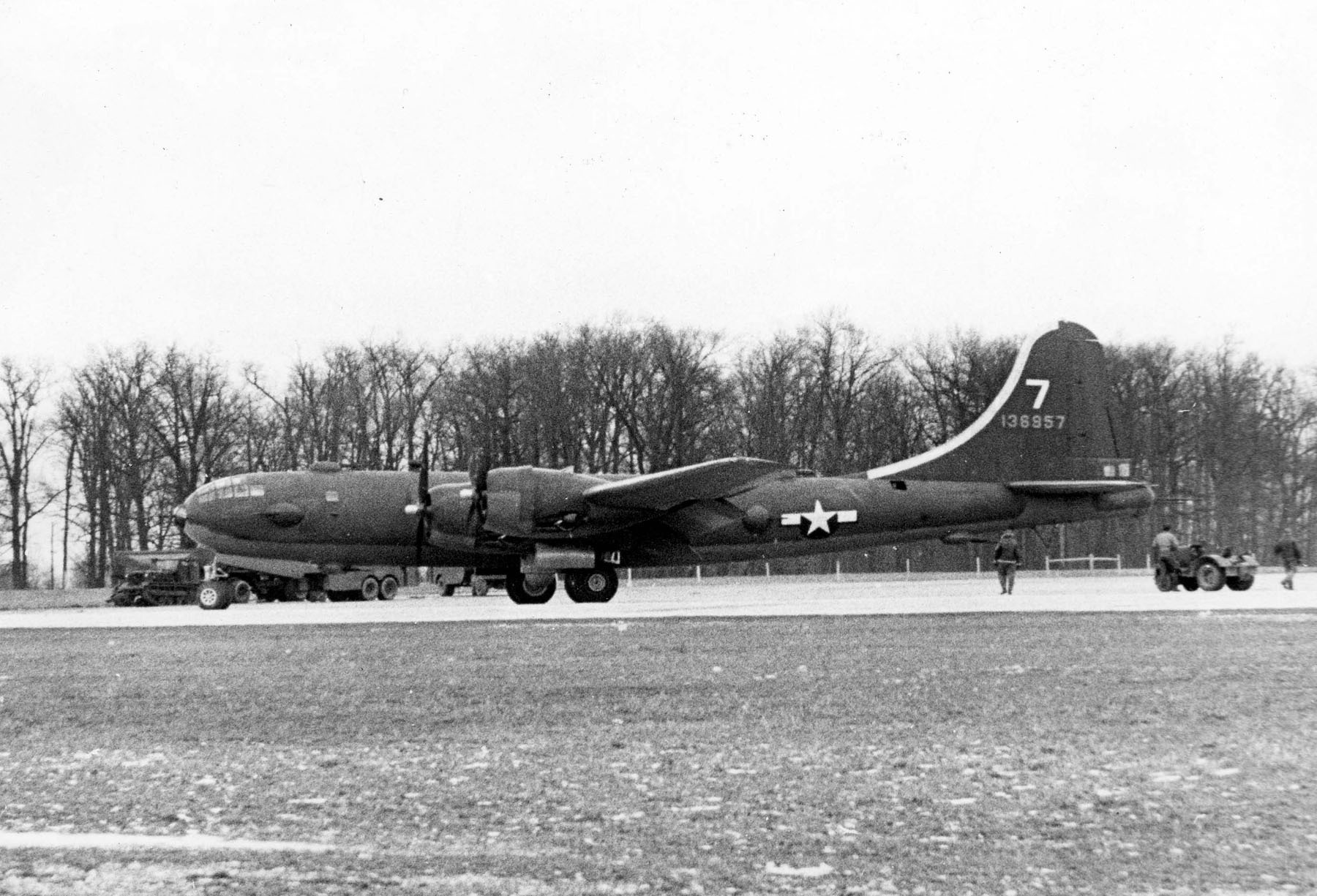
各部に機銃を増設した試作試験型 YB-29-BO (S/N 41-36957)。
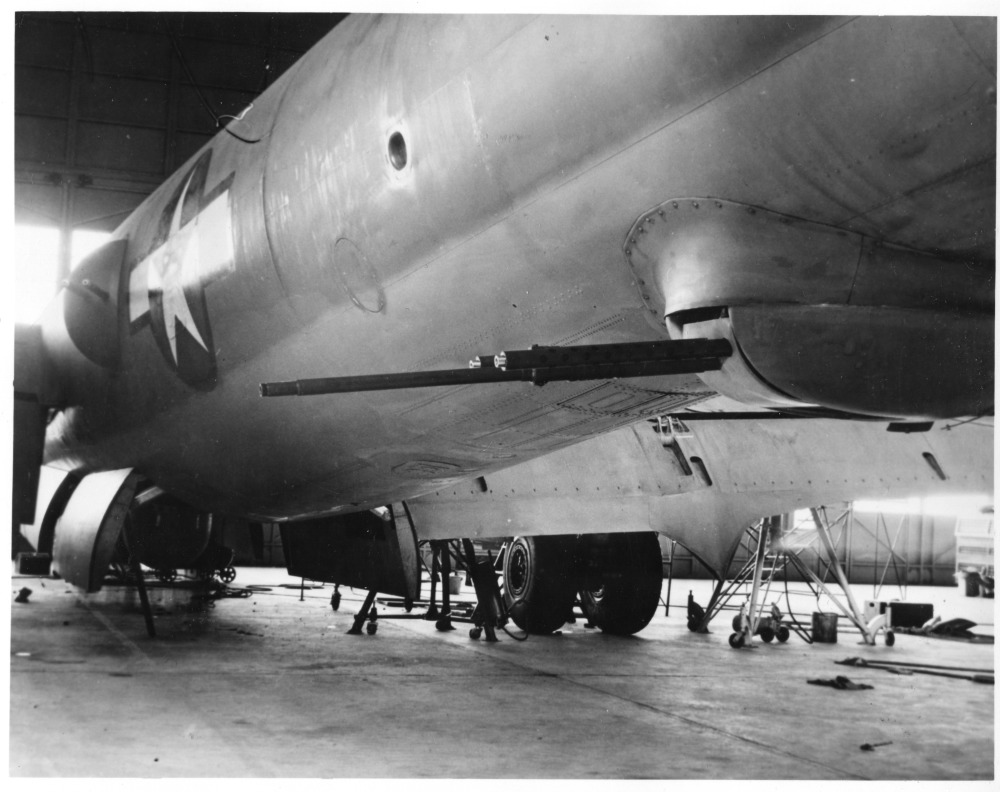
XB-29およびYB-29用に開発された、20ミリと12.7ミリ混載型の大型銃塔。

## 歴史

### 開発段階

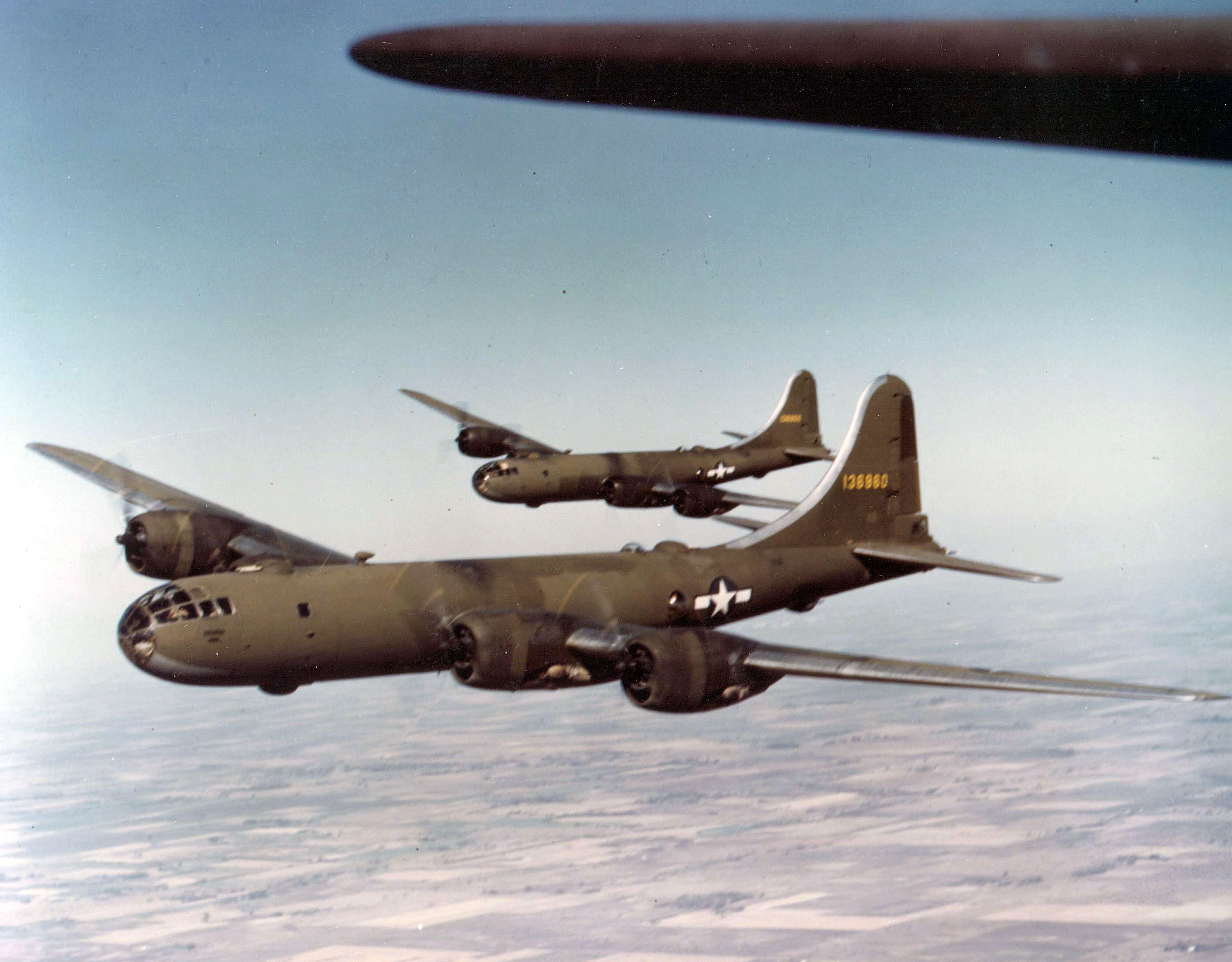
アメリカ陸軍標準のオリーブドラブ塗装を纏うYB-29試作機。量産型では一般的に知られるジュラルミン地剥き出しの無塗装へ変更された

アメリカ陸軍の航空部門であるアメリカ陸軍航空隊は、第二次世界大戦が始まる5年前の1934年5月に超長距離大型爆撃機開発計画「プロジェクトA」を発足させた。これは1トンの爆弾を積んで8,000km以上を飛ぶことができる爆撃機を作る計画で、アメリカ陸軍航空軍司令官ヘンリー・ハップ・アーノルド将軍を中心とし長距離渡洋爆撃を想定していた。B-29はこの構想の中から生まれた機体で、1938年に完成した試作機（ボーイングXB-15）から得られた種々のデータや、新しい航空力学のデータをもとに設計製作された。そして1939年9月1日のナチス・ドイツ軍によるポーランド侵攻の日、アメリカのキルナー委員会は、陸軍は今後5年間で中型・若しくは大型の戦略爆撃機の開発を最優先とすべきとの勧告をしている。
1939年11月、行動半径2000マイルでB-17、B-24に優る四発爆撃機の試作要求が提出される。1940年6月27日、5機が予備発注される（XB-29）。1941年5月にはアメリカ陸軍よりボーイング社に250機を発注する意向が通告され、ボーイング社はウィチタで広大な新工場の建設に着手し、大量の労働者を確保した。1941年9月6日にアメリカ陸軍とボーイング社の間で正式な発注の契約が締結されたが、この契約を主導したアメリカ陸軍物資調達本部のケネス・B・ウルフ准将は、まだ試験飛行すらしていない航空機に対する莫大な発注に「30億ドルの大ばくち」だと言っている。しかし12月8日に日本軍による真珠湾攻撃でアメリカの第二次世界大戦への参戦が決定すると、この発注は500機に増やされ、1942年2月10日にはさらに1,600機に増やされた。
1942年9月21日、B-29が初飛行。試作第一号機のXB-29-BOがエディ・アレンと彼のチームによって飛行した。アレンは試作二号機（製造番号41-003）のテスト飛行も担当したが、1943年2月18日、テスト飛行中のエンジン火災で操縦不能となって食肉加工工場の五階建てビルに衝突、アレンを含む11名のB-29クルー、工場にいた19名の民間人、消火活動中の消防隊員1名の合計31名が死亡、B-29最初の事故喪失機となった。議会が発足させた調査委員会（委員長は当時上院議員だったハリー・S・トルーマン）は、急ピッチな開発方針のもと、エンジンメーカーのライト社が質より量優先の生産体制をとり、エンジンの信頼性低下を招いたことを明らかにし、メーカーと航空軍に対し厳重に改善を勧告した。しかし、これらの諸調査が行われている間はB-29の全計画は全く進まず、スケジュールが遅れることとなった。その後改良が施され、試作三号機（製造番号41-8335）が量産モデルとして採用された。
なお、この事故は厳重な報道管制にもかかわらず、多数の目撃者がいたためアメリカ国内で報道され、これにより日本軍はB-29の存在を掴み、「B-29対策委員会」を設置して情報収集と対応策の検討を開始した。また、ドイツでは高高度戦闘機が緊急に必要となった。
1943年6月、実用実験機のYB-29が米陸軍航空軍に引き渡される。
機体の製造と並行して搭乗員の育成も行われた。その責任者にはB-29調達計画を主導してきたウルフが任命されたが、陸軍航空隊のプロジェクトのなかでも最高の優先度とされ、特に技量の優れた搭乗員か、経験豊かなベテランの搭乗員が選抜されてB-29の操縦訓練を受けるため、1943年7月にカンザスシティのスモーキーヒル陸軍飛行場に集められた。ウルフの任務は、招集されたアメリカ陸軍最精鋭の搭乗員らの訓練に加えて、B-29の初期の不具合を洗い出して改善を進めていくというもので、任務の重要性から「ケネス・B・ウルフ特別プロジェクト」と呼ばれることとなった。しかし、B-29の生産は遅れて、完成してスモーキーヒルに送られてきても不具合で飛行できないといった有様であり、招集された搭乗員らはB-17などの他の機での訓練を余儀なくされている。

### 第二次世界大戦

#### 運用方針決定まで

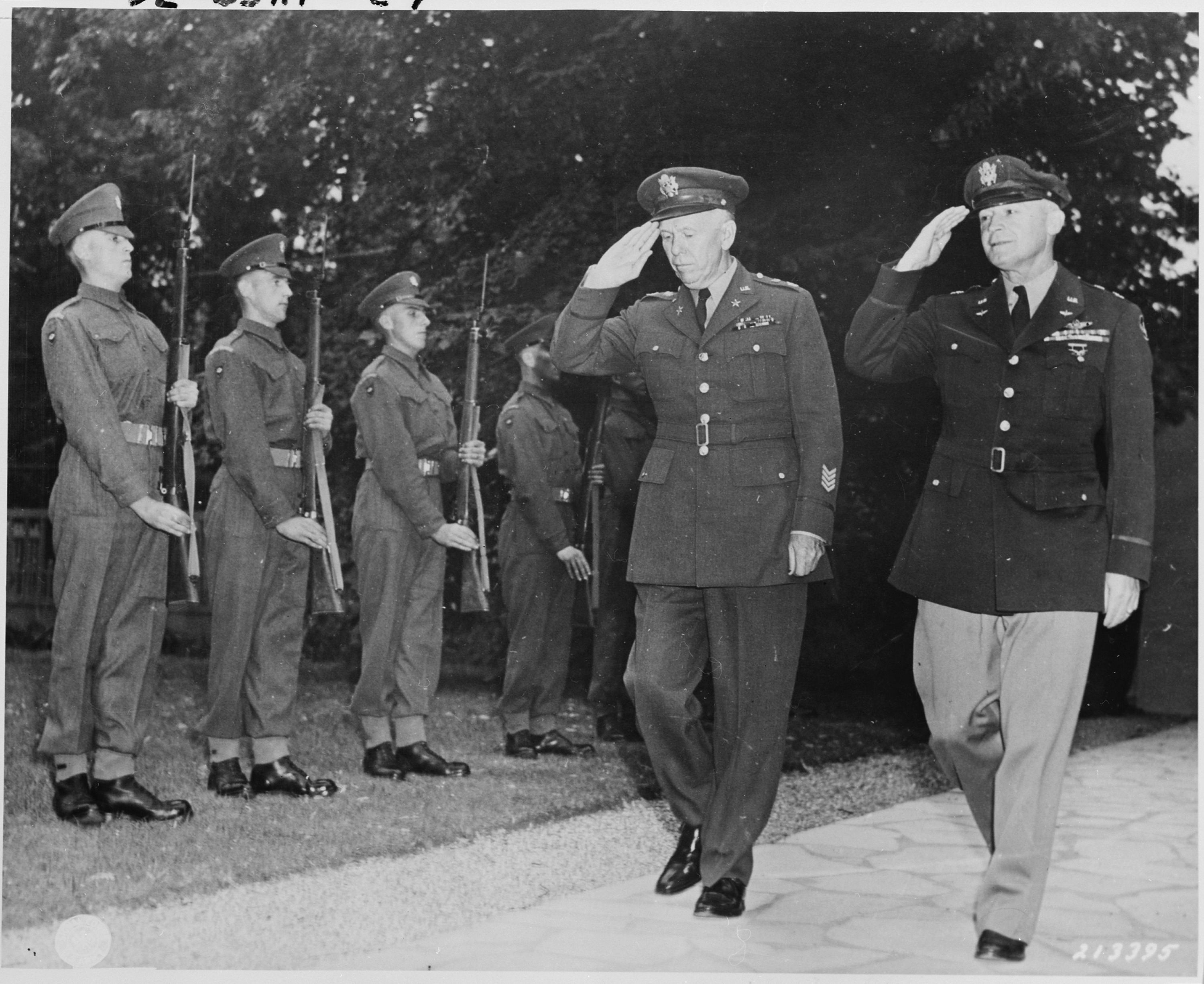
B-29計画を主導したジョージ・マーシャル陸軍参謀総長とヘンリー・ハーレー・“ハップ”・アーノルドアメリカ陸軍航空軍司令官

1943年1月に開催されたカサブランカ会談の席上で、ジョージ・マーシャルアメリカ陸軍参謀総長は、中華民国を基地とする戦略爆撃機で、日本の工業に強力な打撃を与えて戦力を粉砕すべきと提案し、アーノルドがそのためにB-29という戦略爆撃機を開発中であると報告した。ルーズベルトは中華民国の戦意を高めるために、日本本土に散発的でもいいので爆撃を加えるべきと考えており、蔣介石に対して、アーノルドを重慶に派遣して日本本土への爆撃計画を検討すると告げた。カサブランカ会談ののち、ルーズベルトの意を汲んだアーノルドは「蔣介石と協議し、日本の心臓部を直ちに爆撃する基地を獲得し、その準備を終えようとしている」と演説した。
日本軍は本土空襲に対する警戒と準備を始めることになった。
ちょうどこのころB-29試作機が墜落し、この情報を知った日本軍は対策に乗り出す。日本陸軍は軍務局長佐藤賢了少将を委員長とするB-29対策委員会を設置、海外調査機関を通じて資料を収集する。量産開始は1943年9月～10月、生産累計は1944年6月末480機・同年末千数百機という予想をたてた。この時点ではB-29の性能を把握しておらず、日本軍はB-29がハワイ島やミッドウェー島から日本本土へ直接飛来する可能性を考慮していた。東条英機陸軍大臣は「敵の出鼻を叩くために一機対一機の体当たりでゆく」と強調した。
1943年6月にR-3350-13sエンジンからR-3350-21sエンジンにアップグレードされた実用実験機のYB-29が飛行を開始した。B-29の開発状況をつぶさに見ていたアーノルドは、実験機で不具合や故障を出し尽くし、外地に基地を作り本格的な運用を開始できるのは1年後になると見積もったが、その予測をもとに「我々はB-29の爆撃目標をドイツとは考えなかった。B-29の作戦準備が整うまでに、B-17やB-24が、ドイツとドイツの占領地域の工業力、通信網、そのほかの軍事目標の大半を、すでに破壊してしまっている」と考えて、B-29を日本に対して使用しようと決めている。
1943年5月に、ワシントンD.C.でフランクリン・ルーズベルト大統領、ウィンストン・チャーチル首相、アメリカ・イギリス軍連合本部が、対日戦におけるB-29の使用方法を検討した。会議の中心はB-29の基地をどこに置くかであったが、連合軍支配地域で対日爆撃の基地として使えそうなのは、中華民国の湖南省であり、東京から2,400kmかなたのここを基地とする「セッティング・サン（日没）」計画が立案された。しかし、中華民国中央部に基地を設ければ、日本軍の支配地域に囲まれることとなり、基地の維持が困難であることは明白であった。中国・ビルマ・インド戦域アメリカ陸軍司令官ジョセフ・スティルウェル中将は「それらの爆撃攻勢に対し、日本軍は陸空の大規模な作戦をもって、猛烈に反撃するであろう」と、ドーリットル空襲に対し日本が浙贛作戦を行ったことや、飛行場を防衛するために多大な戦力が必要になると計画修正の必要性を訴えた。そのため、セッティング・サン計画の代案として、補給が容易なインドのカルカッタ地区を根拠基地とし、桂林―長沙に沿う数か所に前進基地を設けて爆撃任務の時だけ用いる「トワイライト（薄明り）」計画が立案された。
1943年8月のケベック会談ではB-29の使用が戦略の一つに挙げられ、トワイライト計画も議題となった。会議ではトワイライト計画自体は否定されたが、インドと中華民国の連携基地という概念は残り、カルカッタの基地を飛び立ったB-29は、中華民国の前進基地で余分な燃料を下ろして爆弾を搭載して日本本土爆撃に向かうといったトワイライト計画の修正計画が検討されることとなった。この時点での日本本土爆撃計画は、1944年10月のB-29の28機ずつの10航空群（合計280機）から始め、のちに780機まで増強されたB-29が1か月に5回出撃すれば、日本本土の目標を十分に破壊したり、12か月以内に日本を屈服させることができるという楽観的なものであった。
1943年10月13日、アーノルドとスティルウェルがトワイライト作戦改訂案をルーズベルトに提出。それによれば、前進基地を四川省の成都とし、日本本土攻撃の開始を1944年4月1日と前倒しにした。ルーズベルトはこれを承認し、計画はマッターホルン作戦と名付けられた。ルーズベルトはマッターホルン作戦を承認すると、チャーチルに「我々は来年早々、新爆撃機（B-29）をもって、日本に強力な打撃を与える準備中である。日本の軍事力を支えている製鉄工業の原動力となっている満州および九州の炭鉱地帯は、中華民国成都地区からの爆撃機の行動圏内に入ることになる」「この重爆は、カルカッタ付近に建設中の基地から飛ばすことができる。これは大胆であるが、実行可能な計画である。この作戦の遂行によって、アジアにおける連合軍の勝利を促進できるだろう」という手紙を送って協力を要請し、蔣介石に対しては1944年3月末までに成都地区に5個の飛行場を絶対に建設するよう指示した。
太平洋の戦いにおいては、軍の指揮権が、ダグラス・マッカーサー大将率いるアメリカ陸軍が主力の連合国南西太平洋軍（SWPA）と、チェスター・ニミッツ提督率いるアメリカ海軍、アメリカ海兵隊主力の連合国太平洋軍（POA）の2つに分権されていた。このことで、陸軍と海軍の主導権争いが激化しており、マッカーサーは自分への指揮権統合を主張していた。マッカーサーはバターンの戦いの屈辱を早くはらしたいとして、ニューギニアを経由して早急なフィリピンの奪還を主張していたが、栄誉を独占しようというマッカーサーを警戒していたアーネスト・キング海軍作戦部長が強硬に反対していた。キングは従来からのアメリカ海軍の対日戦のドクトリンであるオレンジ計画に基づき、太平洋中央の海路による進撃を主張していたが、なかでもマリアナ諸島が日本本土と南方の日本軍基地とを結ぶ後方連絡線の中間に位置し、フィリピンや南方資源地帯に至る日本にとっての太平洋の生命線で、これを攻略できれば、その後さらに西方（日本方面）にある台湾や中国本土への侵攻基地となるうえ、日本本土を封鎖して経済的に息の根を止めることもできると考え、その攻略を急ぐべきだと考えていた。
アーノルドも、中国からではB-29の航続距離をもってしても九州を爆撃するのが精いっぱいで、より日本本土に近い基地が必要であると考えており、マリアナにその白羽の矢を立てていた。マリアナを基地として確保できれば、ほぼ日本全域を空襲圏内に収めることができるうえ、補給量が限られる空路に頼らざるを得ない中国内のB-29前進基地と比較すると、マリアナへは海路で大量の物資を安定的に補給できるのも、大きな理由となった。そこでアーノルドはケベック会談においてマリアナからの日本本土空襲計画となる「日本を撃破するための航空攻撃計画」を提案しているが、ここでは採択までには至らなかった。キングとアーノルドは互いに目的は異なるとはいえ、同じマリアナ攻略を検討していることを知ると接近し、両名はフィリピンへの早期侵攻を主張するマッカーサーに理解を示していた陸軍参謀総長マーシャルに、マリアナの戦略的価値を説き続けついには納得させた。一方でマッカーサーも、真珠湾から3,000マイル、もっとも近いアメリカ軍の基地エニウェトクからでも1,000マイルの大遠征作戦となるマリアナ侵攻作戦に不安を抱いていたニミッツを抱き込んで、マリアナ攻略の断念を主張した。アーノルドと同じアメリカ陸軍航空軍所属ながらマッカーサーの腹心でもあった極東空軍(Far East Air Force, FEAF)司令官ジョージ・ケニー少将もマッカーサーの肩を持ち「マリアナからでは戦闘機の護衛が不可能であり、護衛がなければB-29は高高度からの爆撃を余儀なくされ、精度はお粗末になるだろう。こうした空襲は『曲芸』以外の何物でもない」と上官でもあるアーノルドの作戦計画を嘲笑うかのような反論を行った。
しかし、陸海軍の有力者である、マーシャル、キング、アーノルドの信念は全く揺らぐことなく、マッカーサーやケニーらの反論を撥ねつけた。キングの計画では、マリアナをB-29の拠点として活用することは主たる作戦目的ではなく、キングが自らの計画を推し進めるべく、陸軍航空軍のアーノルドを味方にするために付け加えられたのに過ぎなかったが、キングとアーノルドが最終的な目的は異なるとは言え、手を結んだことは、自分の戦線優先を主張するマッカーサーや、ナチスドイツ打倒優先を主張するチャーチルによって停滞していた太平洋戦線戦略計画立案の停滞状況を打破することとなった。1943年12月のカイロ会談において、1944年10月のマリアナの攻略と、アーノルドの「日本を撃破するための航空攻撃計画」も承認され会議文書に「日本本土戦略爆撃のために戦略爆撃部隊をグアムとテニアン、サイパンに設置する」という文言が織り込まれて、マリアナからの日本本土空襲が決定された。その後も、マッカーサーはマリアナの攻略より自分が担当する西太平洋戦域に戦力を集中すべきであるという主張を変えなかったため、1944年3月にアメリカ統合参謀本部はワシントンで太平洋における戦略論争に決着をつけるための会議を開催し、マッカーサーの代理で会議に出席していたリチャード・サザランド中将には、統合参謀本部の方針に従って西太平洋方面での限定的な攻勢を進めることという勧告がなされるとともに、ニミッツに対してはマリアナ侵攻のフォレージャー作戦（掠奪者作戦）を1944年6月に前倒しすることが決定された。

#### カンザスの戦い
ケベック会談のあとの1943年11月、アーノルドはB-29による日本本土爆撃のための専門部隊となる第20爆撃集団を編成し、司令官は「ケネス・B・ウルフ特別プロジェクト」の責任者ウルフが任命された。ウルフが育成してきた最精鋭の搭乗員は第58爆撃団、第73爆撃団 として編成され第20爆撃集団に配属された。各爆撃団はB-29の28機を1群とする爆撃機群4群で編成する計画であった。1943年11月4日、アーノルドはUP通信の取材に対して「有力なる武装を持ち、高高度飛行用に建造された新大型爆撃機は、遠からず対日空襲に乗り出すべく準備されるであろう」と答え日本側を威嚇している。
しかし、計画は遅々として進んでおらず、インドと中華民国の飛行場建築はようやく1944年1月から開始されたが、中華民国には建設用の機械はなく、先乗りした第20爆撃集団の搭乗員と数千人の中国人労働者が人力で滑走路上の岩を取り除き、敷き詰める石を割って、数百人が引く巨大な石のローラーで地面ならすといった人力頼みの作業であった。インドでも6,000人のアメリカ軍建設部隊とそれ以上のインド人労働者が投入されたが、悪天候も重なり工事はなかなか捗らず、1944年4月までにどうにか2か所の基地を完成させるのが精いっぱいであった。
飛行場建設よりも遥かに進んでいなかったのがB-29の製造であり、1944年の1月中旬までに97機が完成していたが、そのうち飛行可能なのはわずか16機という惨状であった。1944年2月に自らジョージア州マリエッタのB-29工場で状況を確認したアーノルドは、技術者を追加派遣するなどの対策を講じた。その後、第20爆撃集団のウルフを3月10日にインドに派遣することとしていたアーノルドは、3月8日にベネット・E・マイヤーズ参謀長を連れて第20爆撃集団が出発するカンザス基地を訪れたが、3月10日に発進できるB-29が1機もないとの報告を受けて愕然とした。アーノルドは航空技術勤務部隊司令部に飛び込むと「一体、どうなっているんだ、誰がこれを監督しているんだ」「誰もやらんのなら、俺がやる」と激高して詰り「翌朝までに、不足なものの全部のリストをつくれ！ 工場にそれがあるのか、いつそれが渡されるのか」と怒号で指示した。アーノルドはのちにこのときを「実情を知って、私はゾッとした」「どの機も飛べる状態になかった。非常手段をとらなければ中国への進出は不可能だった」と振り返っている。
アーノルドは強権を行使してその非常手段を実行した。まずは参謀長のマイヤーズを現場指揮官に任命して製造指揮の統一化をはかった。マイヤーズは陸軍航空用の各種部品の製造や調達に詳しく、調整にはうってつけの人物であった。マイヤーズは早速自ら航空部品製造各社と直接交渉してB-29の部品の調達に辣腕を振るった。航空部品などのメーカーは、不足している備品や部品類を納入するまでは、他の一切のものを中止するように命令されるという徹底ぶりであった。これら集められた部品は荒れ狂う吹雪の中、露天の飛行場に並べられたB-29に昼夜を問わず取り付けられた。あまりの労働環境の劣悪さに作業員がストライキを起こす寸前であったが、マイヤーズが労働者の愛国心にうったえてなんとか収まるという一幕もあった。このB-29の集中製造作戦は『カンザスの戦い』と呼ばれることとなり、3月下旬に、最初のB-29が完成し、インドにむけて出発すると、その後もB-29は続々と完成し、4月15日にはインドに向かったB-29は150機となった。
完成したB-29はアメリカを発つと、ドイツ軍にはB-29がドイツ攻撃用と思い込ませる一方、日本軍にはインドに送る計画を秘匿するため、わざわざいったんイギリスを経由してインドまで飛行することとした。1944年4月15日に、そのB-29をドイツ空軍偵察機が発見、アメリカ軍の目論見通り、高性能で迎撃が極めて困難な新型爆撃機B-29を見たドイツ空軍は狼狽し、高々度戦闘機の導入や更に革新的なジェット戦闘機Ta183の新規開発を急がせることとなるなど、アメリカ側の陽動作戦にまんまとはまってしまった。

#### 第20空軍創設

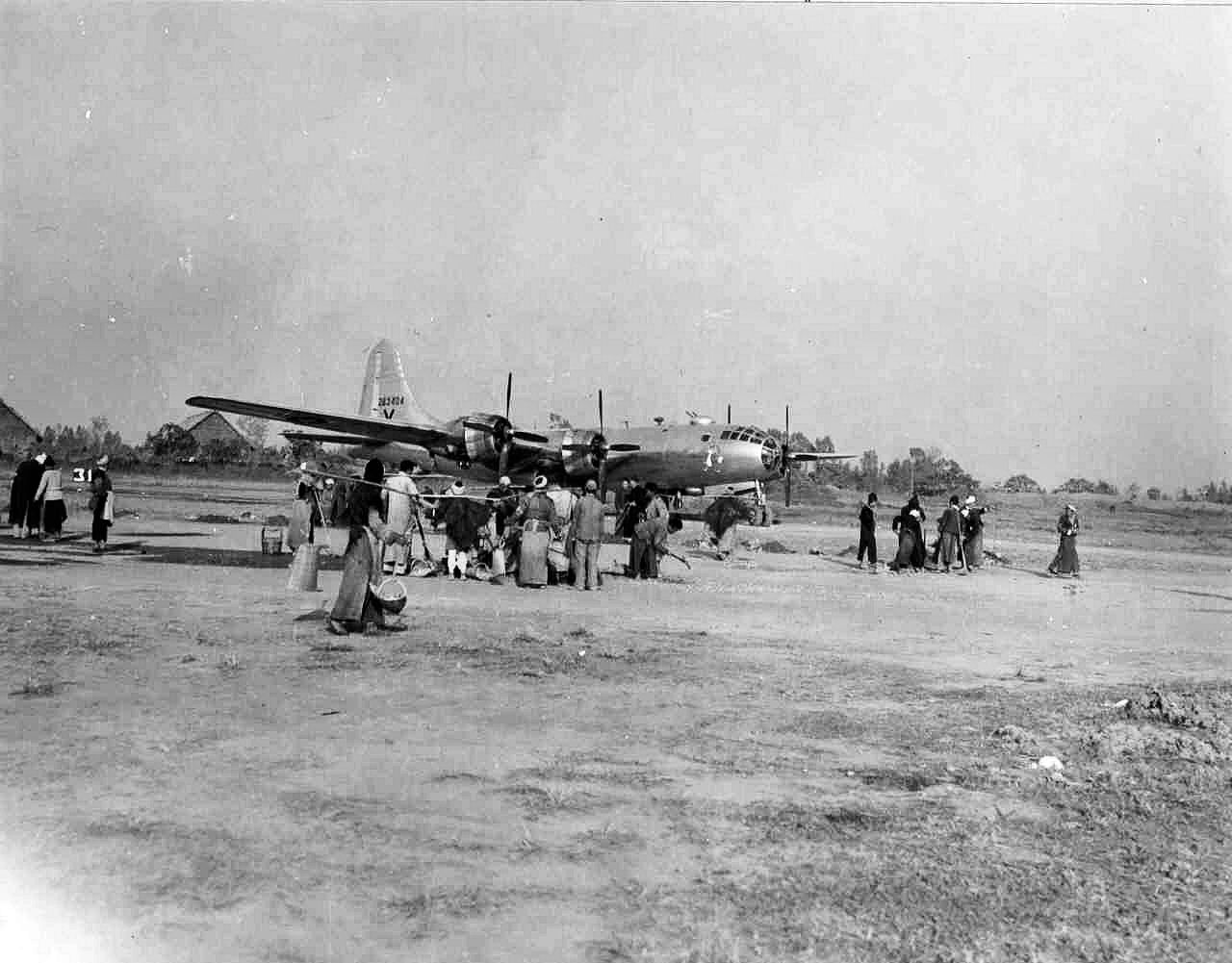
中国四川の新津飛行場に待機している第45爆撃団のB-29

インドに配備されることとなったB-29はその強力な戦力ゆえに、在華アメリカ陸軍航空隊司令官クレア・リー・シェンノート少将や東南アジア地域総司令官ルイス・マウントバッテン卿など英領インド・中国方面の連合軍各指揮官らが自分の指揮下に置きたがった。その中には南太平洋で戦っている南西太平洋方面最高司令官ダグラス・マッカーサー大将も含まれていた。
指揮系統が混乱してB-29が十分なはたらきができなくなると懸念した軍首脳は、1944年4月4日にアメリカ統合参謀本部に直属する第20空軍を創設、司令官にアーノルドを据えて、参謀長にヘイウッド・S・ハンセル准将を置いた。第20空軍を創設した理由について、参謀総長のマーシャルは「新しい爆撃機の力は非常に大きいので、統合参謀本部としては、これをひとつの戦域だけでつかうのは、経済的ではないと考え、新しい爆撃機は一人の指揮官のもとで、統合参謀本部の指揮下におくこととした」「新しい爆撃機は、海軍の機動部隊が特定の目的に向けられると同様に、主要な特定任務部隊としてとりあつかわれるものである」とこのときの決定の趣旨を説明している。
一方、日本軍も着々と進む中華民国からの日本本土爆撃の準備を見過ごしていたわけではなく、1943年12月には大本営陸軍部服部卓四郎作戦課長総裁のもとに、中国大陸からの本土爆撃対策の兵棋演習が行われ、一号作戦（大陸打通作戦）が立案された。翌1944年1月には総理大臣兼陸軍大臣東條英機大将からの指示で、大陸打通作戦の目的を中華民国南西部の飛行場の覆滅による日本本土爆撃の阻止として、1944年1月24日に大本営命令が発令された。日本軍は桂林、柳州地区にB-29が進出すると、東京を含む大都市がすべて爆撃の圏内に入るものと考え攻略することとしたが、アーノルドは、この頃行われていた日本陸軍の攻撃で中国軍が桂林、柳州を防衛できないと判断して、B-29の基地を成都まで後退させている。日本陸軍は建軍以来最大規模となる10個師団40万人の大兵力を動員し、1944年4月にまずは長沙、その後1944年11月には桂林、柳州の飛行場も占領したが、すでにもぬけの殻であり、作戦自体は日本軍が中華民国軍に多大な損害を与えつつ目的の地域の攻略には成功したが、肝心のB-29鹵獲という最大の目的は達成できなかった。
同年4月26日、ビルマ戦線（ビルマ航空戦）にて、単機移動中の第444爆撃航空群所属のB-29が中印国境にて日本陸軍（陸軍航空部隊）飛行第64戦隊の一式戦闘機「隼」2機と交戦。双方ともに被弾のみで墜落はなかったが、これがB-29の初戦闘となった。日本軍の隼の攻撃を何度も受けて多数の命中弾を受けながら何の支障もなく飛行するB-29に日本軍は衝撃を受け、アメリカ軍は作戦への自信を深めている。
その後、燃料や物資の蓄積ができた第20空軍は、1944年6月5日に第20爆撃集団にタイ首都のバンコクの爆撃を命じたが、これは搭乗員の育成も目的の任務であった。98機のうち48機だけが目標上空に到達したが、残りは機械的故障で引き返したか、進路を見失って目標まで到達できなかったかであった。到達した48機に対しては、日本軍戦闘機と高射砲による激しい攻撃があったが、戦闘で失われたB-29は1機もなかった。しかし、爆撃を終えて帰還中に5機のB-29が墜落し、搭乗員15名が戦死ないし行方不明となっている。
アーノルドはバンコク空襲の翌日となる1944年6月6日、第20爆撃集団に対して「統合参謀本部は、中国に対する日本軍の圧力を軽減するため、そしてまた6月中旬に予定されているマリアナ諸島にたいするアメリカ軍の上陸作戦と呼応するために、日本本土に対する早期の航空攻撃を要求している」という至急電を打った。司令官のウルフは、先日出撃したばかりであり、日本本土空襲に投入できるB-29は50機に満たないと報告したが、アーノルドは75機以上を投入せよと命令し、ウルフはどうにか燃料や資材をかき集めて75機が出撃できる準備をすると、6月13日に83機のB-29が英領インドから成都の飛行場に進出した。

#### 日本本土爆撃に投入

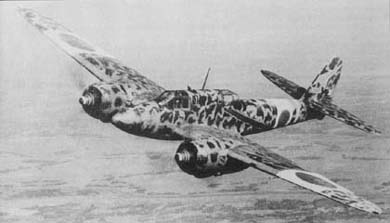
日本本土に初来襲したB-29を迎撃した二式複座戦闘機「屠龍」

成都から八幡製鐵所を主目的としてB-29による日本初空襲が実施された、八幡を初の目標としたのは統合参謀本部の命令であった。1944年6月15日、B-29は75機が出撃したが、7機が故障で離陸できず、1機が離陸直後に墜落、4機が故障で途中で引き返すこととなり、残りの63機だけが飛行を継続した。この日は早朝にアメリカ軍の大船団がサイパン島に殺到してサイパンの戦いが開始されており、それに呼応して中華民国のB-29が北九州方面に来襲する可能性が高いと日本軍も警戒していた。やがて夜中の11時31分に、済州島に設置していたレーダー基地から「彼我不明機、290度、60キロ及び120キロを東進中」という至急電が西部軍司令部に寄せられた。日本軍のレーダーの性能は低く、これが敵機であるのか判断がなかなかつかなかったが、済州島からは次々と続報が入り、翌16日の0時15分には、長崎県の平戸と対馬の厳原と五島の福江を結ぶ線に設置されていた超短波警戒機甲も敵味方不明編隊を探知、これらの情報を検証すると、この敵味方不明編隊は400km以上の速度で巡航飛行を続けていることが判明したが、日本軍機が帰投や哨戒中にこの空域をこんな高速で飛行するはずがないと判断した西部軍は午前0時24分に空襲警報を発令した。
日本軍は飛行第4戦隊の二式複座戦闘機「屠龍」8機を迎撃に出撃させた。飛行53戦隊の三式戦闘機「飛燕」4機も出撃可能であったが、まだ錬成が十分でないと判断されて出撃は見送られた。やがて1時11分に、高度2,000ｍから3,000ｍの高度で北九州上空に現れたB-29に対して、飛行第4戦隊の屠龍が関門海峡と八幡上空で攻撃を仕掛けたが、日本軍戦闘機の夜間目視での空戦は探照灯頼みとなり、攻撃の機会は限られていた。またB-29を想定して猛訓練を繰り返してきた飛行第4戦隊であったが、B-29の速度が想定よりはるかに速く、攻撃にもたつくとすぐに引き離されてしまった。それでも、のちにB-29撃墜王として名をはせる樫出勇中尉などが撃墜を報告し、戦果は7機のB-29（確実4機、不確実3機）を報じた。ただし、日本軍側は来襲した敵爆撃機の機種を特定できておらず、B-24であったと報告した搭乗員もいた。
一方、アメリカ側の記録では、この日の損失は日本軍の戦果判定と同じ7機であったが、うち6機は事故損失及び損失原因未確認、残りの1機は故障により中国の基地に不時着したのち、来襲した日本軍戦闘機と爆撃機により地上撃破されたとしているが、空襲後に日本側で調査されたB-29の墜落機2機の残骸には、屠龍のホ203の37mm機関砲弾などの弾痕が多数残されており、日本軍は屠龍による撃墜と認定している。このように、当時のアメリカ軍は日本軍の攻撃（Enemy Action）による損失と認定するにはかなりの確証が必要で、それ以外は未知（ないし未確認）の原因（lost to unknown reasonsもしくはcauses）とする慣習であったので、原因未確認の損失が増加する傾向にあった。そのほか、従軍記者1名を含む55名の戦死も記録されている。これが日本内地への本格空襲の始まりであった。邀撃した第19飛行団および西部軍は敵機をB-29と断定できず、航空本部や各技研、審査部が墜落機をチェックするために現地調査に向かった。残骸からマニュアルと機内装備品のステンシルを発見し、新型機B-29であると判断した。墜落機は2機で折尾と若松に落ちており、若松のものはバラバラながら各部の名残りをとどめていたが、折尾のものは爆発炎上し見るべきものは少なかった。この時点まで日本はB-29について推定性能が出されていた程度で写真もなく、正確な形状は不明だったが、残骸の中に敵搭乗員の撮影したフィルムがあり、飛行するB-29の細部まで写っていたことから、日本は初めてB-29の全貌を知った。
この空襲の主たる目的であった八幡製鐵所の爆撃による被害は軽微で生産に影響はなかった。爆撃隊は日本による灯火管制で目視爆撃ができず、レーダー爆撃を行ったが、爆撃隊は不慣れもあって大混乱しており、地上での爆発を確認した搭乗員はいたが、誰も目標の製鐵所への命中は確認できなかった。爆撃に同行していたアラン・クラーク大佐は「作戦の結果はみじめなものだった。八幡地区に落ちた爆弾のうち、目標区域への命中率はごくわずかで、30kmも離れておちたものもいくつかあった。レーダー手がレーダー爆撃になれていないためだった」と評価したが、製鐵所に命中しなかった爆弾が八幡市街地に落下して市民322名が犠牲となった。このB-29日本本土初空襲が日本アメリカ双方に与えた衝撃は実際の爆撃の効果以上に大きかった。日本側は、支那派遣軍司令官畑俊六大将が、中国からの日本本土爆撃が近いことを散々陸軍中央に警告し、隷下の第5航空軍には、警戒を強化する指示をしていたのにもかかわらず、その出撃を事前に察知できず、支那派遣軍は陸軍中央に対してメンツを失うこととなった。畑は警戒強化を指示していた第5航空軍司令官下山琢磨中将を激しく叱責している。B-29の想定以上の性能に、西日本の防空体制の早急な再構築が必要とされた。軍は受けた衝撃は大きかったが、一般国民には抑制的な報道がなされ、日本側の効果的な迎撃で6機のB-29を撃墜しながら、わが方に損害なしと報じられたが、一部の新聞では「八幡への攻撃は、日本本土全部に渡って不安の大波を立たせることになった」と記事に書いている。
一方、アメリカではB-29による日本本土初空襲成功の知らせは、すばらしいニュースとして大々的に報じられ、その扱いはほぼ同時期に行われたノルマンディ上陸作戦に匹敵する大きさで、ニュースが読み上げられている間は国会の議事は停止されたほどであった。ノルマンディを訪れていたアーノルドも「この超空の要塞による第一撃は、“まことに全世界的な航空作戦”の開始であり、アメリカは航空戦力としてははじめての、最大の打撃を与えることができる成功無比で、威力絶大な爆撃機を持つに至った」という声明を発表した。
八幡への初空襲の成功に気をよくしたアーノルドは第20爆撃集団司令官のウルフに、引き続いての日本本土爆撃に加えて、満州やスマトラの精油施設などの積極的な爆撃を命じた。日本の戦争遂行能力への打撃という本来の目的だけでなく、中国への日本軍の圧力の軽減と、進行中のマリアナ諸島攻略作戦から目をそらさせようという意図もあった。しかし、第20爆撃集団の最大の弱点である中国国内の前進基地への補給問題は改善しておらず、八幡空襲ののち、中国国内基地の燃料備蓄量はわずか1,900トンとなっており、当面の間は作戦不能となっていた。ウルフはのこの窮状からアーノルドの命令は実行不可能と考えていたが、アーノルドはそいうウルフの姿勢を「非常に素人くさい」と詰り消極的と断じて更迭、ヨーロッパ戦線で活躍して勇名をはせていた38歳の若い将軍カーチス・ルメイ少将を後任に任命した。
ルメイが着任するまでの間、司令官代理のサンダース准将は、アーノルドの求めるままに、7月7日に18機の少数で、長崎、佐世保、大村、八幡、7月26日には60機（72機出撃したが、故障などで12機が脱落）で満州鞍山の昭和製鋼所、8月10日に60機が一旦セイロン島の基地まで進出後にパレンバンの製油所、同日に29機が長崎の工業地帯を爆撃したが、いずれも大した成果を上げることなく終わった。日本に対する爆撃はいずれも夜間で、初回の八幡と同様に慣れないレーダー爆撃で十分な成果を上げられてないと認識していたサンダースは、唯一相応のダメージ（7.5%の減産）を与えることができた鞍山製鐵所への爆撃の例にならい、次の北九州への爆撃は高高度昼間精密爆撃を行いたいと第20空軍司令部に要望して承認された。

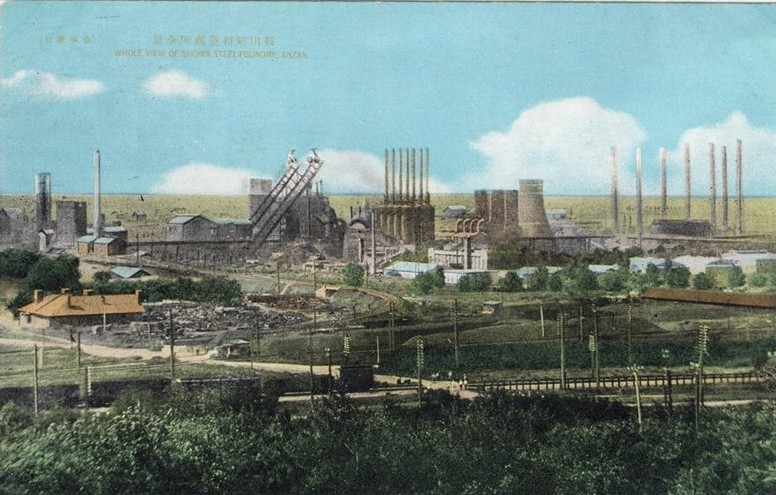
ルメイが自らB-29に搭乗して空中指揮により爆撃した昭和製鋼所

1944年8月20日、三度目の八幡爆撃が行われたが、今までの2回と異なり今回はB-29の61機による白昼堂々の来襲となった。数度にわたる日本本土への空襲への戦訓により、日本側も防空体制を相当に強化していたうえ、昼間でもあり初回とは異なり、前回同様の二式複座戦闘機「屠龍」に加えて、三式戦闘機「飛燕」、四式戦闘機「疾風」合計82機（他5機の一〇〇式司令部偵察機）が迎撃し、激しい空戦が繰り広げられた。前回までと異なり、7,000ｍもの高空で侵入してきたB-29に対して、高度8,000ｍで待ち構えていた日本軍機が突進したが、そのなかで野辺重夫軍曹が「野辺、体当たり敢行」と無線発進すると、7,500ｍの高度で編隊長機であったガートルードCに突入、両機はバラバラになって落下したが、ガードルードCのエンジンが編隊2番機であったカラミティ・スーに命中し、同機も左翼を失い錐揉みを描いて落下していった。野辺は一度に2機のB-29を撃墜することとなった。他の迎撃機も活躍し、飛行第4戦隊の森本曹長の屠龍が4機を報告してこの日最大の戦果を挙げるなど、撃墜確実12機、不確実11機の大戦果、前回までは迎撃機の妨害にしかならなかったと揶揄された高射砲も9機撃墜を報告、また大村海軍航空隊の零戦と月光も、長崎一円を哨戒中に五島列島上空でB-29編隊を捕捉し3機撃墜確実、2機不確実を報じた。これらの戦果を合計すると、撃墜確実24機、不確実13機となり、対して損害は3機未帰還、5機が被弾した。
米軍側の損失記録では出撃61機中14機損失、うち対空火器で1機、航空機攻撃4機、空対空爆弾によるもの1機、衝突で1機、日本機撃墜17を報告している。61機の出撃に対しての損失率は22.9%となり、第二次世界大戦中のB-29の出撃のなかでは最悪の損失率となった。爆撃については、多数の500ポンド爆弾を製鐵所構内に投下させることに成功して、製鐵所は地上施設に相当の損害を被り、大規模な火災も発生して操業停止に追い込まれたが、48時間後には復旧した。同日は夜間にも10機が夜間爆撃を行い日本軍機も迎撃したが、戦果も損失もなかった。大きな損害を被った第20爆撃集団は衝撃を受けたが、それよりも大きな衝撃は、この作戦で損傷したB-29がシベリアのハバロフスクに不時着したが機体が押収され、搭乗員1名が抑留されているというニュースであった。アーノルドはこのニュースを聞くと、「敵の捕虜に対するものであり、決して連合軍将兵に対するものではない」「ゆるすことのできないことだ」とソビエト連邦を激しく非難したが、これはソビエト側が日ソ中立条約を締結している日本を刺激したくないと考えてとった行動で、のちに搭乗員はイラン国境からアメリカに返された。しかしB-29は返還せず、のちにデッドコピーされてTu-4が製造された。
こののちにウルフの後任ルメイが着任した。アーノルドからは作戦飛行の参加を禁じられていたが、ルメイは一度は自らで作戦飛行を経験しないと十分な作戦指揮ができないと考えており、一度だけの条件で作戦の空中指揮の許可をとった。その機会は着任直後の1944年9月8日の満州鞍山の昭和製鋼所への爆撃となり、ルメイはその日出撃した98機のB-29の指揮をとった。日本軍は二式複座戦闘機「屠龍」と二式単座戦闘機「鍾馗」約40機で迎撃したが、高度が7,500ｍから8,500ｍの高高度であったことから、高高度性能不足で思うように攻撃ができず、また日本軍機はB-29の速度を見誤っており、ほとんどが有効弾を与えることができなかった。やがて製鐵所に近づくと激しい高射砲の射撃を受け、ルメイの搭乗機も被弾したが、高射砲弾の破片で20cmの穴が開き、2名の搭乗員が軽傷を負っただけで飛行に支障はなかった。この日は4機のB-29が失われたが、合計206トンの爆弾が投下された製鐵所はかなりの損害を被るなど作戦は成功した。
その後もルメイはインドを拠点に、九州、満州、東南アジアへの爆撃を継続、11月5日、第468超重爆撃航空群のB-29の53機はシンガポールを爆撃、日本陸軍からは第1野戦補充飛行隊8機・第17錬成飛行隊7機からなる一式戦「隼」15機が邀撃、B-29は一式戦「隼」1機を撃墜するも最高指揮官搭乗機である1機を喪失（第468超重爆撃航空群指揮官フォールカー大佐機）。

#### 東京初空襲

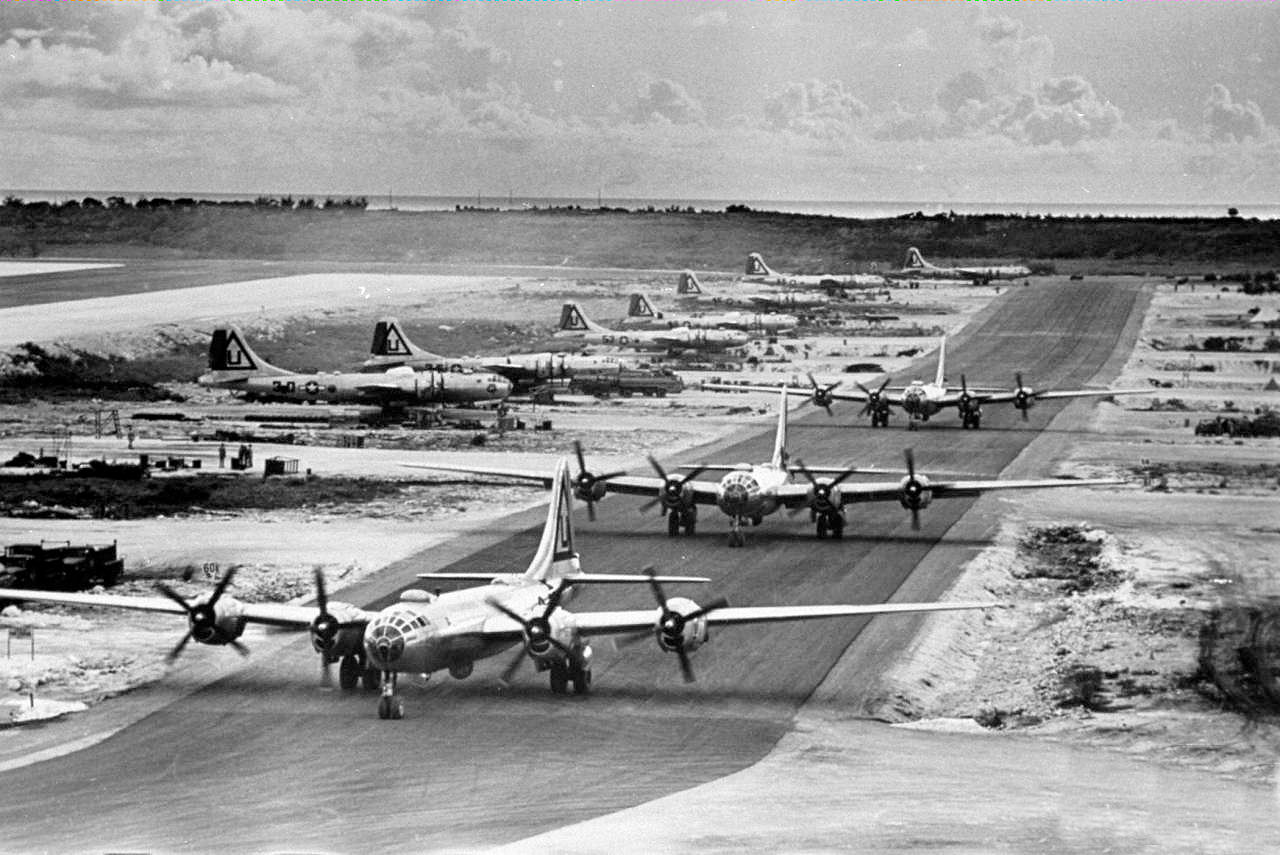
テニアン島の飛行場から次々と出撃するB-29

サイパン島は7月9日にアメリカ軍の手に落ち、ついでグアム島、テニアン島も8月10日までに攻略されて、南部マリアナ諸島はアメリカ軍のものとなった。これにより、日本の主要都市のほぼすべてがB-29の攻撃可能範囲内に入ることとなった。その重要性を痛感した永野修身軍令部総長は当時の思いを「サイパンをうしなった時は、まったく万事休すでした。日本は文句なしに恐るべき事態に直面することになりました」と振り返り、防衛総司令官であった皇族の東久邇宮稔彦王は「B-29は並外れた兵器であり、このような兵器に対抗する手段は日本にはもうなかった」と考えた。
9月3日、朝日新聞はタイム誌（1944年〈昭和19年〉6月26日号）に掲載されたB-29の写真を『これがB29だ』というタイトルの記事で紹介した。「日本空襲の効果をも見究めずに派手に発表するところに米国式の対内外宣伝と謀略が含まれている」と論評した。
マリアナでの飛行場整備は、サイパン島で日本軍と戦闘中であった1944年（昭和19年）6月14日には開始されて、同年10月には、サイパン島、グアム島、テニアン島に合計5か所の飛行場が完成した。10月12日、マリアナ諸島でB-29を運用する第21爆撃集団が新設されて、司令官には第20空軍の参謀長であったハンセルが任命された。ハンセルはマリアナに向かう第一陣のB-29の1機に搭乗して早々にサイパン島に乗り込んだ。日本軍は硫黄島より偵察機を飛ばしてマリアナ諸島の飛行場を偵察していたが、1944年（昭和19年）9月23日の偵察写真でB-29が近く配属される準備が進んでいることを確認し、10月下旬には進出が進んでいると分析、11月6日には飛行場に整列しているB-29の写真を撮影することに成功した。
11月1日にB-29の偵察型F-13のトウキョウローズ（機体番号#42-93852、第73爆撃航空団所属）が、ドーリットル以来東京上空を飛行した。11月11日に計画している東京の中島飛行機武蔵野工場爆撃のための事前偵察が任務であったが、高度10,000 m以上で飛行していたので、日本軍の迎撃機はF-13を捉えることができなかった。この日はほかにも、のち戦時公債募集キャンペーンにも用いられたヨコハマヨーヨー（#42-24621）など合計3機が、B-29としては初めて東京上空を飛行した。トウキョウローズの東京飛行は本家の東京ローズを刺激し、東京ローズはその後の対連合軍兵士向けのプロパガンダ放送「ゼロ・アワー」で、「東京に最初の爆弾が落とされると、6時間後にはサイパンのアメリカ人は一人も生きていないでしょう」という物騒な警告を流している。
B-29による帝都東京への空襲の危険性が高まる中、北九州での戦闘の経験も踏まえて、B-29を確実に撃墜する戦法の検討がなされた。1944年（昭和19年）10月に首都防空部隊であった第10飛行師団師団長心得吉田喜八郎少将ら幕僚は、武装、防弾装備や通信アンテナなどを外して軽量化した戦闘機による体当たり攻撃がもっとも効果的と結論し、これまでのような搭乗員の自発的なものではなく、組織的な体当たり攻撃隊を編成することとした。吉田は隷下部隊に対し「敵機の帝都空襲は間近にせまっている。師団は初度空襲において体当たり攻撃を行い、大打撃を与えて敵の戦意を破砕し、喪失せしめんとする考えである。」と訓示し、体当たり攻撃の志願者を募った。同年11月7日に吉田から、隷下1部隊各4機ずつ体当たり機の編成命令が発令された。この対空特攻部隊は震天制空隊と命名された。
11月11日に予定していた東京初空襲は天候に恵まれず延期が続いていたが、11月24日にようやく天候が回復したため、111機のB-29がそれぞれ2.5トンの爆弾を搭載して出撃した。東部軍司令部には、小笠原諸島に設置されたレーダーや対空監視所から続々と大編隊接近の情報が寄せられたため、明らかに東京空襲を意図していると判断した東部軍は隷下の第10飛行師団に迎撃を命じ、正午に空襲警報を発令した。迎撃には陸軍のほか、第三〇二海軍航空隊も加わり、鍾馗、零戦、飛燕、屠龍、月光といった多種多様な100機以上が、途中で17機が引き返し94機となったB-29に襲い掛かったが、B-29は目標上空では9,150 mを維持せよとの指示を受けており、日本軍機や高射砲弾の多くがその高度までは達せず、東京初空襲で緊張していたB-29搭乗員らは予想外に日本軍の反撃が低調であったため胸をなでおろしている。それでも日本軍は震天制空隊の見田義雄伍長の鍾馗の体当たりにより撃墜した1機を含めて撃墜5機、損傷9機の戦果を報じたが、アメリカ側の記録によれば体当たりによる損失1機と故障による不時着水1機の合計2機の損失としている。日本軍は未帰還6機、一般市民の死者55名であったが、主要目標の武蔵野工場施設の損害は軽微であった。B-29はノルデン爆撃照準器を使って工場施設に限定精密照準爆撃を行なったが、投下した爆弾が目標から大きく外れるなどした結果、命中率は2 %程度だったという。次いで11月29日には第73航空団所属29機が初めて東京市街地へ爆撃を敢行。ハロルド・M・ハンセン少佐指揮の機体番号42-65218機が帰路海上墜落、乗員全員戦死したが、この1機の損失のみで作戦を遂行した。この爆撃は、今までの爆撃とは異なり、工場などの特定の施設を目標としない東京の工業地帯を目標とする市街地への「無差別爆撃」のはしりのような爆撃ではあったが、10,000 mからの高高度爆撃であったことや、悪天候によりレーダー爆撃となったこと、攻撃機数が少なかったことから被害は少なかった。
日本軍も、B-29の基地サイパン島に対して空襲を行った。第1回は偵察機型F-13が東京上空に初めて飛来した翌日の1944年（昭和19年）11月2日で、陸軍の九七式重爆撃機が9機出撃、3機が未帰還となったがアメリカ軍に被害はなかった。
また、東京がB-29の初空襲を受けた3日後の11月27日に報復攻撃として、陸海軍共同でサイパンの飛行場を攻撃している。新海希典少佐率いる陸軍第二独立飛行隊の四式重爆撃機2機がサイパン島イズリー飛行場を爆撃し、B-29を1機を完全撃破、11機を損傷させ2機とも生還した。続いて海軍航空隊の大村謙次中尉率いる第一御盾隊の零戦12機が、イズリー飛行場を機銃掃射しB-29を2機撃破し、7機を大破させたが、迎撃してきたP-47と対空砲火により全機未帰還となった。
新海の第二独立飛行隊は12月7日の夜間攻撃でもB-29を3機を撃破、23機を損傷させている。
最後の大規模攻撃となったのは同年のクリスマスで、まず錫箔を貼った模造紙（電探紙、今で言うチャフ）を散布し、レーダーを欺瞞させた後に高低の同時進入という巧妙な攻撃でサイパン島とテニアン島を攻撃し、B-29を4機撃破、11機に損傷を与えている。1945年（昭和20年）2月2日まで続いた日本軍のマリアナ諸島の航空基地攻撃により、B-29を19機完全撃破もしくは大破、35機が損傷し、アメリカ軍の死傷者は245名となった。一方日本軍は延べ80機を出撃させて37機を損失したが、日本軍の損失の多くが戦闘機であったのに対して、アメリカ軍は高価なB-29多数と日本軍を上回る人的損害を被っており、マリアナ諸島への航空攻撃はアメリカの戦略に大きな影響は与えなかったが、相応の効果を挙げていたことになる。アーノルドはB-29が戦わずして失われていくことに対して神経を尖らせており、ハンセルもB-29を混雑気味のサイパン島イスリー飛行場から、他飛行場へ避難させたり、基地レーダーを強化したり、駆逐艦をレーダーピケット艦として配置するなどの対策に追われたが、やがて、日本軍の出撃基地であった硫黄島への攻撃が激化すると、マリアナ諸島への攻撃は無くなった。
また日本軍は、航空機によるマリアナ諸島への攻撃と並行して、サイパン島に空挺部隊で編成した特殊部隊を送り込み、地上でB-29を殲滅しようと計画し、挺進集団に特殊部隊の編制を命じている。特殊部隊は挺進第1連隊の空挺隊員で編成され、奥山道郎大尉が部隊指揮官に任命された。特殊部隊には陸軍中野学校の諜報員も入れられ、原寸大模型を用いたB-29の爆破訓練も行われた。この特殊部隊はのちに「義烈空挺隊」と命名されたが、出撃基地の予定であった硫黄島にアメリカ軍が侵攻してくる可能性が高くなったため、作戦は中止された。のちに義烈空挺隊は沖縄戦において、アメリカ軍飛行場破壊任務に投入されて、アメリカ軍機9機を破壊炎上、29機を損傷させたのちに全滅し、アメリカ軍を大混乱に陥らせている。
義烈空挺隊の成功に気をよくした日本軍は、より大規模な空挺特攻作戦となる日本海軍によるサイパン島飛行場への剣号作戦や、日本陸軍による沖縄飛行場への烈作戦を準備した。しかし義烈空挺隊から被った損害で日本軍による空挺特攻作戦を警戒していたアメリカ軍は、日本軍の空挺特攻作戦の準備が進んでいるという情報を掴むと、剣号作戦での海軍航空隊作戦機の出撃基地であった三沢基地を、8月9日と10日に艦載機で猛爆撃した。空挺隊員をサイパン島に空輸する予定であった一式陸上攻撃機25機は、巧妙にカムフラージュされていたにもかかわらず、アメリカ軍艦載機は航空機のみを狙い撃つ緻密な爆撃で18機を完全撃破、7機を損傷させて壊滅状態にした。輸送部隊の壊滅により作戦は延期を余儀なくされ、終戦まで決行することはできなかった。

#### 名古屋への高高度精密爆撃
1944年11月24日の初空襲以降11回の東京近郊への爆撃は、心理的効果は大きいものの実質的な効果は少なかった。12月13日から開始された名古屋の航空機工場への爆撃では大きな効果を挙げた。12月13日のB-29の75機による空襲は8,000ｍから9,800ｍからの爆撃であったが、投下した爆弾の16%は目標の300ｍ以内に命中、工場設備17%が破壊されて246名の技術者や作業員が死亡、同工場の生産能力は月産1,600台から1,200台に低下した。12月18日にも再度ハンセルは名古屋爆撃を命じたが、今回の目標は三菱の飛行機組み立て工場であった。63機のB-29は目標の殆どが雲に覆われていたため、前回と同じ8,000ｍから9,850ｍの高高度からレーダー爆撃を行ったが、爆撃精度は高く、工場の17%が破壊されて作業員400名が死傷し10日間の操業停止に追い込まれた。この2日間のB-29の損失は合わせて8機であった。
ハンセルによる高高度精密爆撃がようやく成果を上げたが、この2回目の名古屋空襲と同じ1944年12月18日に、第20爆撃集団司令官ルメイは、中国で焼夷弾を使用した大都市焼夷弾無差別爆撃の実験を行っている。それは日本軍占領下の中華民国漢口大空襲であり、ルメイ指揮下の84機のB-29が500トンもの焼夷弾を漢口市街に投下し、漢口はその後3日にわたって燃え続けて市街の50%を灰燼に帰して、漢口の市民（ほとんどが中国人）約20,000人が死亡した。市街地への無差別爆撃の有効性を証明したこの爆撃により、アーノルドはルメイを高く評価することとなった。
漢口で焼夷弾による無差別爆撃の効果が大きいと判断した第20空軍は、ハンセルの後任の参謀長ローリス・ノースタッド准将を通じてハンセルに名古屋市街への全面的な焼夷弾による無差別爆撃を指示した。ハンセルはアーノルドに我々の任務は、主要な軍事、工業目標に対して精密爆撃を行うことで、市街地への焼夷弾攻撃は承服しがたいと手紙を書いて直接抗議したが、アーノルドはノースタッドを通じて、航空機工場は引き続き最優先の目標であるが、この実験的な焼夷弾攻撃は「将来の計画の必要性から出た特別の要求に過ぎない」と説いて、ハンセルは不承不承、12月22日の出撃では78機のB-29に焼夷弾だけを搭載して出撃させた。爆撃高度は8,000ｍから9,800ｍと引き続き高高度で、今回の目標であった三菱の発動機工場は雲に覆われており、レーダー爆撃したがほとんど効果はなかった。また日本軍の戦闘機による迎撃も激烈で3機のB-29を失い、焼夷弾爆撃は失敗に終わった。翌1945年1月3日にも焼夷弾による実験攻撃が97機のB-29により名古屋に行われたが、効果は少なく、日本側に空襲恐れるに足らずという安心感が広まることになった。これは大きな誤りであったことがのちの名古屋大空襲を含む大都市への無差別焼夷弾爆撃により明らかになる。
年も押し迫った1944年12月27日にハンセルは今年1年の総括を「その結果は頼もしいものであるが。我々が求めている標準には遠く及ばない」「我々はまだ初期の実験段階にある。我々は学ぶべきことの多くを、解決すべき多くの作戦的、技術的問題を抱えている。しかし、我々の実験のいくつかは、満足とまではいかないとしても、喜ばしい結果を得ており、B-29は偉大な戦争兵器であることを立証した」と報道関係者に発表したが、この見解はアーノルドを失望させた。アーノルドはすでにB-29は実験段階を終えて戦争兵器としての価値を確立しており、それはルメイの第20爆撃集団が証明しつつあると考えており、ハンセルを更迭しルメイにB-29を任せることにした。

#### 作戦方針の変更

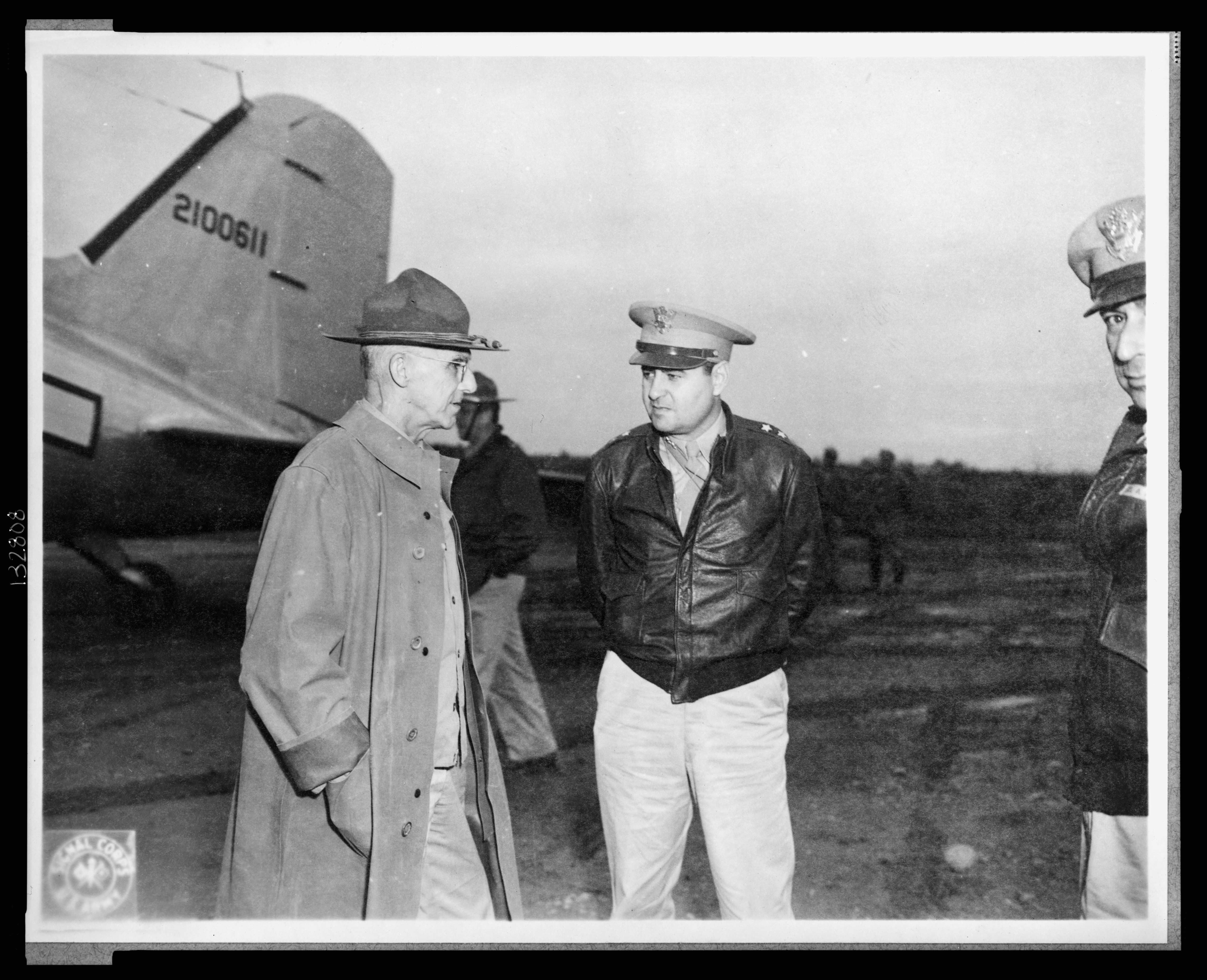
1944年10月、中国の飛行場での中国・ビルマ・インド戦域アメリカ陸軍司令官ジョセフ・スティルウェル中将（左）と第20爆撃集団司令官カーチス・ルメイ少将（右）

1945年元旦、アーノルドは、ハンセルに更迭を伝えるため参謀長のノースタッドをマリアナに派遣し、また指揮権移譲の打ち合わせのためルメイもマリアナに飛ぶよう命じた。この3人はお互いをよく知った仲であり、ノースタッドは第20空軍の参謀長をハンセルから引き継いでおり2人は個人的にも親しかった。またルメイはヨーロッパ戦線でハンセルの部下として働いたこともあった。3人とそれぞれの幕僚らは1月7日に手短な打ち合わせを行って、ルメイは一旦インドに帰った。1945年1月20日、ハンセルを更迭し、その後任に中国でB-29を運用してきたルメイを任命する正式な辞令が発令された。アーノルドはルメイの中国での働きぶりを高く買っており、このとき38歳であった若い将軍にアーノルドは「自分のすべて」であったB-29を任せることにした。第20爆撃集団はルメイ離任後にはクアラルンプールに司令部を移して、日本本土爆撃を中止し、小規模な爆撃を東南アジアの日本軍基地に継続したが、1945年3月には最後まで残っていた第58爆撃団がマリアナに合流している。
ルメイが着任するまで、ハンセルの命令による高高度精密爆撃が継続された。1945年1月14日には名古屋の三菱航空機製作所がB-29の73機による再度の爆撃を受けたが、高い積乱雲があり全体的にもやがかかっていたのにもかかわらず爆撃成果は良好であった。この爆撃に対しては厚木基地から駆けつけてきた、これまで多数のB-29を撃墜破し「B-29撃墜王」として国民的な人気者となっていた遠藤幸男大尉率いる第三〇二海軍航空隊の斜銃を搭載の「月光」11機が迎撃したが、指揮官の遠藤がB-29を1機撃墜した直後に他のB-29の集中射撃を受けて、乗機からパラシュート降下を図るも戦死し、第三〇二海軍航空隊司令官の小園安名大佐を嘆かせている。この日月光隊は5機を撃墜し、遠藤は通算16機目のB-29を撃墜破したと認定された。アメリカ側の損失記録も5機であった。（1機が出撃中に不時着水、1機が原因不明、2機が帰還中に海上に墜落、1機が基地に帰還するも毀損判定で全壊判定）ハンセルによる最後の作戦は、1945年1月17日の神戸明石の川崎飛行場に対する爆撃で、62機のB-29が7,500ｍから8,000ｍで155トンの爆弾を投下したが、天候に恵まれていたため爆撃の精度は非常に高く、工場の39%を破壊し、一時的に生産能力の90%を喪失させた。日本軍の迎撃もあったが未帰還機は1機もなく、最後にして「（ハンセルによる）最初の完全に成功であったB-29の攻撃」と公式記録に書かれたほどであった。
1945年1月20日に着任したルメイも、高高度昼間精密爆撃はアメリカ陸軍航空隊の伝統的ドクトリンであり、当初はハンセルの精密爆撃を踏襲したが、1月23日と1月27日の航空機工場に対する高高度精密爆撃はほとんど効果がなく、逆に合計11機のB-29を失うという惨めな結果に終わった。前任者ハンセルによる初の東京空襲から1945年2月10日までの16回に及ぶ日本本土空襲で、第21爆撃集団は合計78機のB-29を失っていたが、期待していた戦果を挙げることはできず、ルメイはあがらぬ戦果と予想外の損失に頭を悩ませていた。信頼していたルメイも結果を出せないことに業を煮やしたアーノルドは、また、ノースタッドをマリアナに派遣してルメイを「やってみろ。B-29で結果を出せ。結果が出なかったら、君はクビだ」「結果が出なかったら、最終的に大規模な日本上陸侵攻になり、さらに50万人のアメリカ人の命が犠牲になるかも知れんのだ」と激しい言葉で叱咤した。
アーノルドに叱咤されたルメイは大胆な作戦方針の変更を行うこととした。今までは、アメリカ陸軍航空隊の伝統的ドクトリンに基づく、対ドイツの戦略爆撃にならった高高度昼間精密爆撃に固執し、高度8500ｍから9500ｍの昼間爆撃を行っていたが、偵察写真を確認したルメイは、ドイツ本土爆撃で悩まされた高射機関砲が日本では殆ど設置されていないことに気が付いた。そこでルメイは爆撃高度を思い切って高度1500ｍ～3000ｍの低高度に下げることにした。爆撃高度を下げれば、ジェット気流の影響を受けないこと、エンジン負荷軽減で燃料を節約し多くの爆弾を積めること、爆撃が正確に命中すること、あと高高度爆撃では好天を待たなければならなかったが、爆撃高度を下げれば雲の下を飛行すればよく、出撃日を増加できることも大きかった。そして高射機関砲が少ない日本では爆撃高度を下げても損失率は上がらないと見積もった。

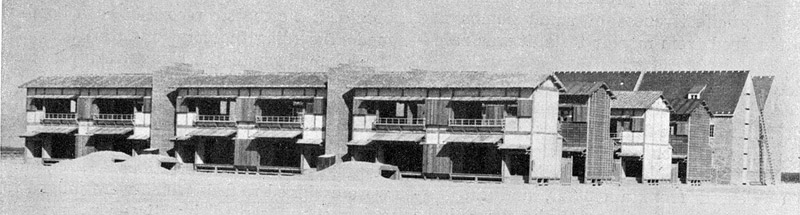
M69焼夷弾の実験のためにダグウェイ実験場に作られた日本式家屋、奥は同時に作られたドイツ式家屋

使用する爆弾はM69焼夷弾であったが、この焼夷弾は1943年3月にダグウェイ実験場(ユタ州)での実戦さながらの実験がおこなわれた。その実験というのは演習場に日本式家屋が立ち並ぶ市街地を建設し、そこで焼夷弾の燃焼実験を行うといった大規模なものであったが、日本家屋の建築にあたっては、ハワイから材料を取り寄せ、日本に18年在住した建築家（アントニン・レーモンド）が設計するといった凝りようであった。M69焼夷弾のナパーム(ゲル化ガソリン)で炎上した日本式家屋は容易に消火できず、日本に最適の焼夷弾と認定された。そして焼夷弾による都市への無差別爆撃の効果は前年の漢口大空襲で実証済みであった。
しかし低空では敵迎撃機、対空砲の危険性があるので夜間爆撃とした。当時のアメリカ軍がB-29に搭載できるレーダーは高度5000mが限界だったが、ルメイの案であれば効果が発揮された。夜間戦闘機戦力が充実していたドイツ軍と比較して、ルメイは日本軍の夜間戦闘機をさして脅威とは考えておらず、B-29尾部銃座以外の防御火器（旋回機関銃）を撤去し爆弾搭載量を増やすことにした。この改造作業はベル社生産機体で主に実施された。この改造により軽量化ができたため、爆弾搭載を今までの作戦における搭載量の2倍以上の6トンとし、編隊は数機からなる小編隊が高度を変えて大きな編隊を組むことで弾幕を厚くする防御重視のコンバット・ボックスではなく、イギリス軍がドイツ本土への夜間爆撃で多用した、編隊先頭の練度の高いパスファインダーの爆撃により引き起こされた火災を目印として1機ずつ投弾するトレイル（単縦陣）に変更した。
ルメイの新戦術の最初の作戦は3月10日の東京大空襲となった。ルメイは出撃に先立って部下の搭乗員に「諸君、酸素マスクを捨てろ」と訓示している。325機のB-29は3月9日の午後5時15分にマリアナ諸島のアメリカ軍基地を出撃すると、3月10日の午前0時5分に第一弾を投下した。ルメイはこの出撃に際して作戦機への搭乗を願ったが、このときルメイは原子爆弾の開発計画であるマンハッタン計画の概要を聞いており、撃墜されて捕虜になるリスクを考えて、自分がもっとも信頼していた トミー・パワー将軍を代わりに出撃させることとした。空襲はルメイの計画通り大成功となり、発生した大火災によりB-29の搭乗員は真夜中にもかかわらず、腕時計の針を読むことができたぐらいであった。たった一晩で83,000人の住民が死亡し、26万戸の家屋が焼失したが、他の焼夷弾爆撃と桁違いの被害をもたらせた最大の原因は関東大震災のさいにも発生した火災旋風が大規模に発生したためであった。低空飛行をしていたB-29も火災旋風による乱気流に巻き込まれた。なかには機体が一回転した機もあり、搭乗員は全員負傷し、顔面を痛打して前歯を欠いたものもいた。あまりに機体が上下するので、着用していた防弾服で顔面を何度もたたかれ、最後には全員が防弾服を脱いで座布団がわりに尻の下に敷いている。
3月9日、夜10時すぎに日本軍は八丈島に配備していた陸軍の実用レーダー超短波警戒機乙によって機影を探知したが、折からの強風でレーダーのアンテナが激しく揺れてスコープの映像が不正確であり編隊の概要までは掴めていなかった。日本標準時9日22時30分にはラジオ放送を中断、警戒警報を発令したが、陸軍の第10飛行師団は何の対策もとらないうちに確認していた2機のB-29は去ったと認識したため、一旦警戒警報を解除している。しかし、3月10日に日が改まろうとする頃に、房総半島南端の洲崎監視廠がB-29らしき爆音を確認し、慌てて第12方面軍司令部に報告したが、そのわずか数分後の0時8分には東京の東部が焼夷弾攻撃を受けたため、空襲警報は空襲が開始されたのち0時15分となり、市民の避難も日本軍による迎撃も間に合わなかった。それでも、第10飛行師団 の飛行第23戦隊（一式戦「隼」）、飛行第53戦隊（二式複戦「屠龍」）、飛行第70戦隊（二式戦「鍾馗」）の計42機と海軍の第三〇二海軍航空隊から月光4機が出撃し、高射砲との戦果を合わせてB-29を15機撃墜、50機撃破の戦果を報じた。アメリカ軍側の記録でもB-29が14機失われ、今までの爆撃任務で最大級の損失とはなったが、その劇的な成果と比較すると決して大きな損失ではなかった。
ルメイはこの成功を「近代航空戦史で画期的なできごととなった」と胸をはったが、民間人の大量虐殺について「幸せな気分になれなかった」としつつも、日本軍がフィリピンでアメリカ兵やフィリピンの民間人に対して行った残虐行為を引き合いに出して、「（大量虐殺が）私の決心を何ら鈍らせなかった」と回想したり、「我々は軍事目標を狙っていた。単なる殺戮のために民間人を殺戮する目的などはなかった・・・我々が黒焦げにしたターゲットの一つに足を向けてみれば、どの家の残骸からもボール盤が突き出ているのが見えたはずだ。国民全員が戦争に従事し、飛行機や弾薬を造るために働いていたのだ・・・大勢の女性や子供を殺すことになるのはわかっていた、だが、我々はやらねばならなかった」と当時の日本工業生産の特徴でもあった家内工業のシステムの破壊が目的であり、仕方なかったとも述べているが、戦後には兵士らに向けて「戦争とはどんなものか教えてやろう。君たちは人間を殺さなければならない。そして、できるだけ多く殺したときに、敵は戦いをやめるのだ」とも語っている。
一方で日本の総理大臣小磯国昭はこの空襲を「もっとも残酷、野蛮なアメリカ人」と激しく非難し、国民に対しては「都民は空襲を恐れることなく、ますます一致団結して奮って皇都庇護の大任を全うせよ」と呼びかけたが、この惨禍はこれから日本全土に広がっていくこととなり、ルメイは、その後も3月11日、B-29の310機で名古屋（名古屋大空襲）、3月13日、295機で大阪（大阪大空襲）、3月16日、331機で神戸(神戸大空襲)、3月18日、310機で再度名古屋を東京大空襲と同様に、夜間低空でのM69焼夷弾による無差別爆撃を行った。
|             | 日付          | 死者    | 焼失建物  | B-29出撃数 | 損失 |
| ----------- | ------------- | ------- | --------- | ---------- | ---- |
| 名古屋1回目 | 1945年3月11日 | 586名   | 27,803戸  | 310機      | 1機  |
| 大阪        | 1945年3月13日 | 3,987名 | 136,107戸 | 295機      | 2機  |
| 神戸        | 1945年3月17日 | 2,598名 | 65,000戸  | 331機      | 3機  |
| 名古屋2回目 | 1945年3月19日 | 1,027名 | 39,893戸  | 310機      | 1機  |

東京大空襲からわずか10日間の間に、ルメイは延べ1,595機のB-29を出撃させたが、この機数はそれまでマリアナから日本本土を爆撃した延べ機数の3倍の数であり、投下した9,365トンという爆弾の量も、3月9日までに投下した爆弾量の3倍となった。日本の都市が焼夷弾攻撃に極めて脆いことが実証され、東京大空襲を境にして対日戦略爆撃の様相は一変してしまった。ルメイの命令により、一旦はB-29から取り外された尾部銃座以外の防御火器であったが、B-29搭乗員らの士気が減退したためもとに戻させている。しかし、日本軍の夜間戦闘機よりはフレンドリーファイアを恐れたルメイは、夜間爆撃の際は弾薬は機体下部の銃座のみに支給し、サーチライトを狙い撃ちするよう命じていたが、日本軍戦闘機の迎撃は低調であり損害は少なかった。
ワシントンではノースタッドが「この5回の空襲が日本に与えた打撃は、今までこんな短い期間の間に、どの国民にあたえたものより大きなものになった」と述べたが、事実その通りで、日本の重要な4都市の80km2という広大な地域が灰燼に帰していた。ロンドン大火の教訓として、可燃建造物の建築を禁止するなど都市防火対策が進んでいたヨーロッパと比較すると、関東大震災など歴史上度々大火に見舞われたにもかかわらず日本の都市防火対策は著しく遅れており、新兵器M69焼夷弾の威力も合わさって、次々と大都市が猛火に包まれた。日本の航空機部品生産の下請工場は主要4都市の工業地帯に蜜集しており、その生産能力は全体の22%を占めていたが、都市人口密集地への無差別爆撃はこれら小規模工業事業者にも大打撃を与えて、日本の家内工業のシステムを破壊し、航空機の生産に重大な損失をもたらせた。

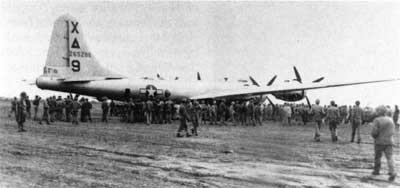
硫黄島に緊急着陸したB-29（1945年5月4日撮影）

1945年3月26日には硫黄島の戦いの激戦を経て、硫黄島がアメリカ軍に占領された。硫黄島は防空監視拠点として日本軍に重要だっただけでなく、マリアナ諸島への攻撃の日本軍前進基地としてアメリカ軍としても厄介な存在になっており攻略が急がれた。と同時に1944年11月から開始されたB-29の日本本土空襲により、損傷機や故障機がマリアナのアメリカ軍基地までたどり着けないことも多かったので、緊急用の不時着基地として、また、航続距離の短い護衛用戦闘機の基地としても使用するため、26,040名死傷という大損害を被りつつも攻略したものであった。
B-29の最初の不時着機は、まだ日本アメリカ両軍が戦闘中であった1945年3月4日に緊急着陸し、その後も終戦までに延べ2,251機のB-29が硫黄島に緊急着陸し、約25,000名の搭乗員を救うことになった。また、P-51Dを主力とする第7戦闘機集団が硫黄島に進出し、B-29の護衛についたり、日本軍飛行場を襲撃したりしたため、日本軍戦闘機によるB-29の迎撃は大きな制約を受けることとなった。

#### 特攻対策のため戦術爆撃任務に投入
沖縄戦が始まると、九州の各航空基地から出撃した特攻機にアメリカ海軍は大きな損害を被った。第5艦隊司令レイモンド・スプルーアンス中将は「特攻機の技量と効果および艦艇の喪失と被害の割合がきわめて高いので、今後の攻撃を阻止するため、利用可能なあらゆる手段を採用すべきである。第20空軍を含む、投入可能な全航空機をもって、九州および沖縄の飛行場にたいして、実施可能なあらゆる攻撃を加えるよう意見具申する」 とB-29による九州の特攻基地爆撃を要請した。ルメイは、B-29は日本の都市を戦略爆撃することが戦争遂行に最も寄与することと考えており、B-29を戦術爆撃任務に回すことに難色を示したが、スプルーアンスの懇願を受けたアメリカ太平洋艦隊司令長官兼太平洋戦域最高司令官のチェスター・ニミッツ元帥からの強い要請により、海軍作戦部長の アーネスト・キングがアーノルドに対し「陸軍航空隊が海軍を支援しなければ、海軍は沖縄から撤退する。陸軍は自分らで防御と補給をすることになる」と脅迫し、ルメイは渋々B-29を戦術爆撃任務に回すこととしている。
4月上旬から延べ2,000機のB-29が、都市の無差別爆撃任務から、九州の航空基地の攻撃に転用されたが、日本軍はB-29の来襲をいち早く察知すると、特攻機を退避させるか巧みに隠した。そして爆撃で滑走路に開いた穴はその日のうちに埋め戻してしまった。アメリカ軍は飛行場機能を麻痺させるため、B-29が飛行場攻撃で投下していく爆弾に、瞬発から最大36時間までの時限爆弾を混ぜた。時限爆弾により爆撃後長い時間作戦が妨げられるため、特攻作戦を指揮していた第5航空艦隊司令長官宇垣纒中将を悩ませたが、これも基地隊員や飛行場大隊の兵士が命がけで処理したので効果は限定的だった。B-29は飛行場攻撃に併せて、九州各地の都市にも小規模な無差別爆撃を行った。3月に開始された東京などの大都市圏への無差別焼夷弾爆撃に比べると被害は少なかったが、市街地にも時限爆弾を投下しており、不発弾と勘違いした市民に被害が生じている。
結局、B-29は飛行場施設を破壊しただけで、特攻機に大きな損害を与えることができず、特攻によるアメリカ海軍の損害はさらに拡大していった。陸軍航空軍の働きに失望したスプルーアンスは「彼ら（陸軍航空軍）は砂糖工場や鉄道の駅や機材をおおいに壊してくれた」と皮肉を言い、5月中旬にはルメイへの支援要請を取り下げて、B-29は都市や産業への戦略爆撃任務に復帰している。スプルーアンスは、陸軍航空軍が殆ど成果を挙げなかったと評価しており、「特攻機は非常に効果的な武器で、我々としてはこれを決して軽視することはできない。私は、この作戦地域にいたことのない者には、それが艦隊に対してどのような力を持っているか理解することはできないと信じる。それは、安全な高度から効果のない爆撃を繰り返している陸軍の重爆撃機隊（B-29のこと）のやり方とはまったく対照的である。私は長期的に見て、陸軍のゆっくりとした組織的な攻撃法をとるやり方の方が、実際に人命の犠牲を少なくなることになるかどうか、疑問に思っている。それは、同じ数の損害を長期間にわたって出すに過ぎないのである。日本の航空部隊がわが艦隊に対して絶えず攻撃を加えてくるものとすれば、長期になればなるほど海軍の損害は非常に増大する。しかし、私は陸軍が海軍の艦艇や人員の損耗について考慮しているとは思えない。」と非難している。
一方で、スプルーアンスに非難されたルメイも「B-29は戦術爆撃機ではなく、そんなふりをしたこともない。我々がどんなに飛行場を叩いても、カミカゼの脅威をゼロにすることはできなかった。」とB-29による特攻基地の破壊は困難であったと総括している。

#### 日本全土を爆撃

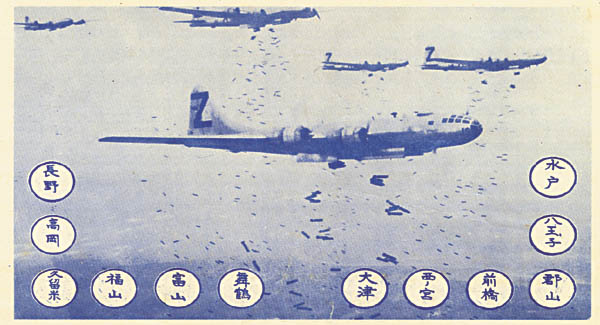
B-29がばら撒いた爆撃予告ビラの一部。B-29の写真を背景に爆撃予定都市が記載されている。

沖縄戦支援のための戦術爆撃任務は5月中旬まで続けられたが、5月14日の名古屋空襲を皮切りに、B-29は本来の大規模焼夷弾攻撃任務に復帰した。補給も強化されて、6月までには常に400機のB-29が全力出撃できる十分な量のM69焼夷弾と航空燃料が準備され、稼働機も常に400機以上が揃っていた。5月14日昼間に529機、5月16日夜間に522機が名古屋市街地と三菱発動機工場を中低空で焼夷弾攻撃したが、高高度精密爆撃では大きな損害を与えられなかった名古屋市街と工場に甚大な損害を与えて、完全に破壊してしまった。焼夷弾で焼失した建物のなかには名古屋城も含まれていた。
3月10日の東京大空襲で甚大な被害を受けた東京にも、5月23日の夜間にB-29が558機、5月25日の夜間にB-29が498機という大兵力で再度の大規模焼夷弾攻撃が行われた。5月23日には、前回の東京大空襲と同じ轍を踏むまいと、日本陸海軍の首都防空を担う第10飛行師団と第三〇二海軍航空隊と横浜海軍航空隊が全力で迎撃し、迎撃機の総数は140機にもなった。なかでも飛行第64戦隊（いわゆる「加藤隼戦闘隊」）で中隊長として勇名をはせた黒江保彦少佐が四式戦闘機「疾風」で3機のB-29撃墜を記録するなど、陸軍23機、海軍7機の合計30機の撃墜を報じた。（高射砲隊の戦果も含む）アメリカ軍側の記録でも17機損失、69機損傷と大きな損害を被っている。しかし爆撃により、前回の東京大空襲同様に、強風により大火災が発生して、市民762人が死亡、64,060戸の家屋が焼失するという甚大な被害を被った。5月25日には、日本軍の迎撃はさらに激烈となり、日本軍側は47機撃墜を報じ、アメリカ軍側でも26機損失100機損傷とB-29の出撃のなかで最悪の損害を被ることになった。この日の爆撃で、今まで意図的に攻撃を控えてきた皇居の半蔵門に焼夷弾を誤爆してしまい、門と衛兵舎を破壊した。焼夷弾による火災は表宮殿から奥宮殿に延焼し、消防隊だけでは消火困難であったので、近衛師団も消火にあたったが火の勢いは弱まらず、皇居内の建物の28,520m2のうち18,239m2を焼失して4時間後にようやく鎮火した。地下室に避難していた昭和天皇と皇后は無事であったが、宮内省の職員34名と近衛師団の兵士21名が死亡した。また、この日には鈴木貫太郎首相の首相官邸も焼失し、鈴木は防空壕に避難したが、防空壕から皇居が炎上しているのを確認すると、防空壕の屋根に登って、涙をぬぐいながら炎上する皇居を拝している。また、阿南惟幾陸軍大臣が責任をとって辞職を申し出したが、昭和天皇が慰留したため、思いとどまっている。これまでの空襲で東京の被爆面積は都市全域の半分の145km2に及んでおり、もはや日本軍にB-29を押しとどめる力は残っていないことが明らかになった。
この東京への2回の爆撃でB-29は今までで最悪の43機を損失、169機が損傷を被るという大きな損害を被ったが、ルメイは爆撃が甚大な損害を与えているのだから、B-29の損害は当然であると考えていた。しかし、第20空軍司令部ではB-29の損失増加を懸念していたので、ルメイは5月29日の横浜への大規模焼夷弾攻撃（横浜大空襲）のさいには、B-29の454機に硫黄島に展開するP-51D101機を護衛につけた。白昼堂々の大規模爆撃であったので、日本軍も陸海軍共同の64機で迎撃、P-51とも空戦になり、アメリカ軍は日本軍戦闘機26機撃墜、9機撃破、23機撃墜不確実と大きな戦果を主張したが、日本軍側の記録によれば未帰還機は2機であった。P-51の護衛を突破した日本軍戦闘機はB-29を攻撃し、撃墜18機を報じたが、アメリカ軍の記録ではB-29の損失が7機、P-51が2機であった。爆撃は成功し、横浜市街はこの1日で34%が焼失し、死者は3,649名、焼失家屋は79,017戸にもなった。
次いで6月1日のB-29の454機による神戸と大阪の大規模焼夷弾攻撃にもP-51の護衛を出撃させたが、離陸直後に暴風圏にぶつかって、P-51が一度に27機も墜落している。編隊で計器飛行ができないP-51に対しては、B-29が航法誘導する必要があり、ルメイは護衛戦闘機は足手まといぐらいに考えていた。B-29は搭載している防御火器で日本軍機に十分対抗できるため、狭い硫黄島の飛行場に多くの戦闘機を置くのは勿体なく、戦闘機を減らして、B-29を配置すべきとも考えていたが、P-51の護衛により、それまでB-29迎撃の主力であった陸軍「屠龍」海軍「月光」などの運動性能が低い双発戦闘機は使用できなくなり、単発戦闘機の迎撃も一段と困難になってしまった。
この頃には、南方資源地帯からの資材海上輸送の途絶及び、これまでのB-29の無差別爆撃により、日本の航空機生産力は低下しており、日本軍としては航空機使用の選択と集中をせざるを得ず、大本営は敵本土上陸部隊への全機特攻戦法への航空機確保が優先し防空戦闘を局限する方針をとった。具体的な運用としては、損害が増大する敵小型機（戦闘機）への迎撃は原則抑制したため、B-29への戦闘機による迎撃はB-29にP-51の護衛がなく有利な状況の時に限る方針となり、P-51の護衛が増えた1945年6月以降は日本軍機の迎撃は極めて低調で、日本軍戦闘機からのB-29の損害は激減している。また、防空戦力は、大都市に集中していたので、地方の中小都市については、敵機の跳梁にまかせることとなってしまった。このような防空戦略の後退は、国民の厭戦気分を高めることになった。航空総軍司令官河辺正三大将には「国を亡ぼすものは東條なり。大阪を焦土に化するものは河辺なり・・・」などの投書が複数寄せられている。日本において軍の司令官にこのような露骨な誹謗投書が寄せられるのは、河辺の記憶では日露戦争のおり旅順攻囲戦で大損害を被った第9師団の師団長に対するもの以来であった。
その後も名古屋、大阪、神戸の大都市圏には繰り返し大規模焼夷弾攻撃が行われ、1945年4月18日の川崎大空襲で焼失していた川崎と、東京、横浜を含めた6大都市圏は1945年6月までには破壊しつくされた。6大都市圏713km2のうち、B-29に焼き払われたのは274km2に及んだが、そのなかには多くの大工場が含まれており、また数百万人の日本人が住居を失った。

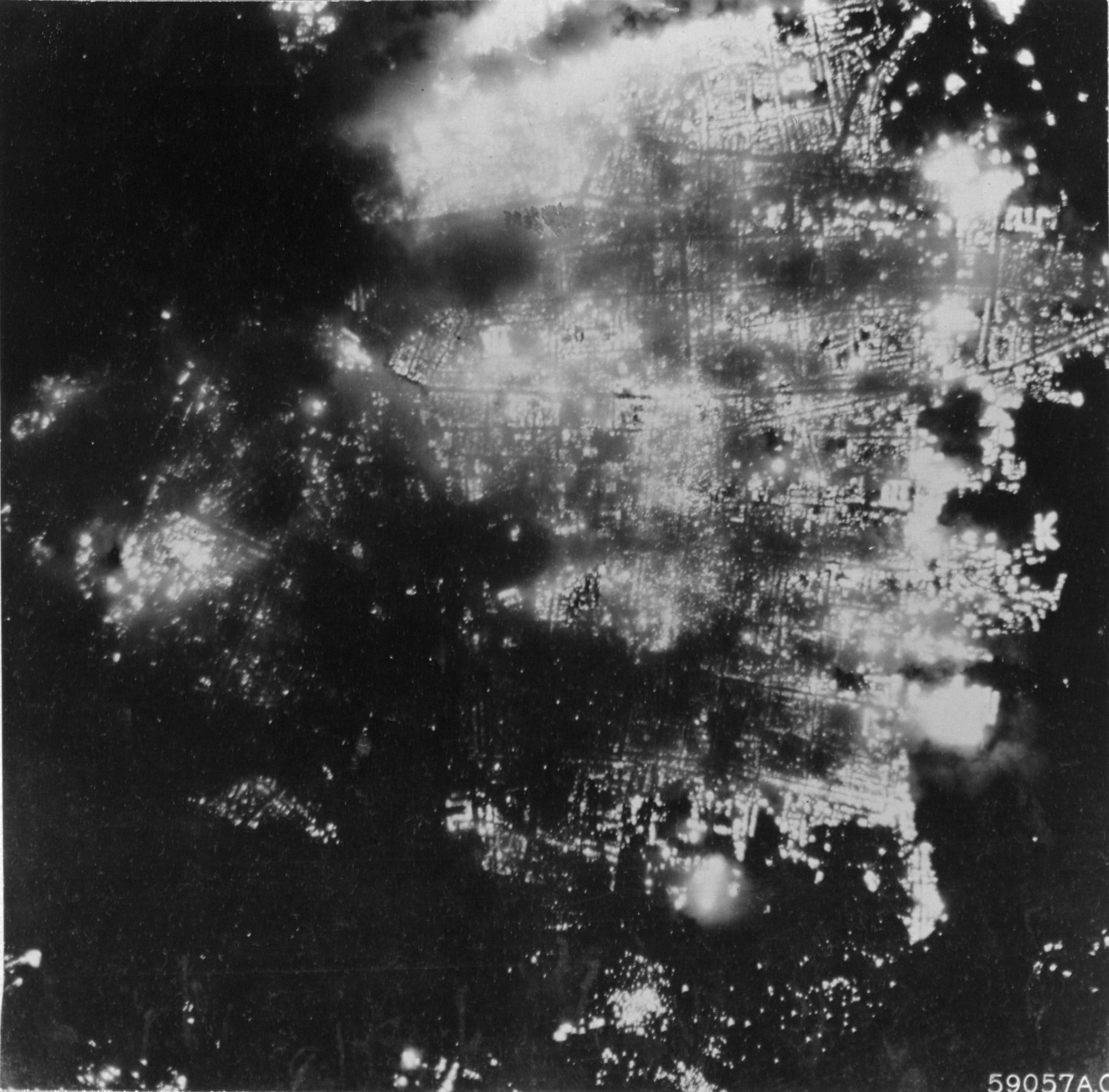
8月1日の空襲で炎上する富山市街

B-29は爆撃任務のほかに、日本各地の港湾・航路に空中投下機雷を散布し海上封鎖、国内航路に大打撃を与えた（飢餓作戦）。特に関門海峡はじめ主要港湾や海峡に多くの機雷を投下、当初は数十機編隊であったが、終戦前にはB-29約400-500機の大編隊で来襲した。同年春以降は、東京・大阪・名古屋など大都市をほぼ焼き尽くしたので、地方都市を目標とし、数十機から百数十機で爆撃した。またアメリカ軍は同年6月以降、爆撃予告ビラを作成、B-29によって全国32都市へばら撒いたとされ、約半数の都市を実際に爆撃した。日本国民に向けた声明とB-29が爆撃をする予定の都市を記したもの、爆撃後の日本国民の惨状を文章と絵で示したものなどがあった。
B-29がばら撒いた爆撃予告のビラは「内務省令第6号 敵の図書等に関する件」により、拾っても中身を読まずに警察・警防団に提出することが国民の義務とされ、「所持した場合3か月以上の懲役、又は10円以下の罰金。内容を第三者に告げた場合、無期又は1年以上の懲役」という罰則が定められていた。住んでいる都市が爆撃予定にされていることを知ったとしても、役所から「避難者は一定期日までに復帰しなければ、配給台帳から削除する」などと告知され、避難先から帰還する者が多くいたため、実際に爆撃された場合、被害が広がった。日本の大都市を破壊しつくしたルメイは、目標を人口10万人から20万人の中小都市58に対する焼夷弾攻撃を行うこととした。この作戦は6月17日に開始されて、鹿児島、大牟田、浜松、四日市、豊橋、福岡、静岡、富山などが目標となり終戦まで続けられた。
1945年6月13日にアーノルドが八幡初空襲からの1周年を祝うためグアム島までやってきた。アーノルドから日本を打倒できる時期を尋ねられたルメイは「もう都市目標は残っておらず、間もなくどんな目標もなくなるでしょう」「そのあとは鉄道網の破壊をはじめれるが、これも長くはかかるまい」として、400機規模の空襲を日常的にできるようになった1945年6月から3か月後の1945年9月1日とし、日本本土上陸の前に日本を打倒できると断言している。しかし、アーノルドはルメイの判断を楽観的と考えており、1945年6月18日のホワイトハウスで開催されたハリー・S・トルーマン大統領を交えた、アメリカ軍最高指導者たちによる戦略会議においては、自分が入院中のために代理出席させた副司令官アイラ・エーカー中将に「日本に対して航空戦力のみを主張する者はきわめて重大な事実を見過ごしています。航空機のみが敵と対決するときは、航空兵の死傷数は常に激増し地上軍が投入されるまで死傷者数は決して低下しないという事実です。現在の航空兵の死傷率は1度の任務ごとにつきおよそ2％であり、1月あたりでは30％です。」という見解を述べさせて、B-29の損害を減らすためにも、日本本土進攻作戦「ダウンフォール作戦」の南部九州上陸作戦である「オリンピック作戦」を実行すべきと主張している。

#### 原子爆弾投下任務

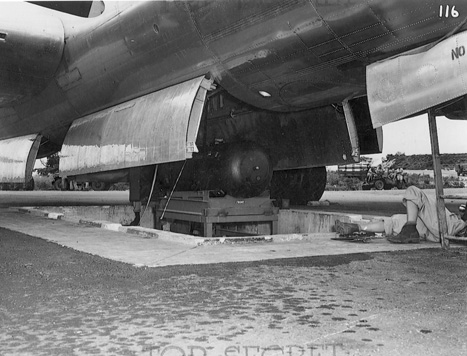
B-29「エノラ・ゲイ」の爆弾倉に搭載される原子爆弾「リトルボーイ」

マンハッタン計画で原子爆弾の開発が進められていたことは極秘事項であり、アメリカ陸軍航空隊の責任者であるアーノルドがマンハッタン計画の責任者レズリー・グローヴス准将から計画を聞いたのは1943年7月のことだった。アメリカ軍は自軍の爆撃機に原子爆弾を搭載できる機体がなかったことから、当初はイギリス軍からアブロ ランカスターの供与を受けることも検討していたが、開発中のB-29に原子爆弾搭載機として白羽の矢が立ち、グローヴスはアーノルドに、この爆弾を搭載し爆撃実験できるような特別機を準備してほしいとの要請を行い、アーノルドは陸軍航空軍総司令部航空資材調達責任者であるオリバー・エコルズ 少将にB-29を原子爆弾搭載可能の改造を行うよう命じた。この計画は、エコルズを含む数名で極秘裏に進められたが、B-29改造担当者はロスアラモス原子力研究所から2種類の形の原子爆弾を開発していると説明を受けると、その両方の爆弾を搭載可能な改造を行う必要性に迫られた。
機密保持のため、2種類の原子爆弾をその形状から、それぞれ「シンマン（やせっぽち）」と「ファットマン（でぶっちょ）」、改造計画を「シルバープレート」と隠語で名付けた。マンハッタン計画を知らない多数の技術者に対しては、シンマンとはルーズベルト、ファットマンはチャーチルのことで、この2名が極秘裏にアメリカ国内を旅行するために使用するプルマン式寝台車を輸送するための改造であり、ことの重大性から寝台車もシルバープレートという隠語で呼んでいると説明している。のちにシンマンは設計変更で「リトルボーイ（ちびっこ）」と呼ばれることになった。この改造計画は、B-29に新しい爆弾架、まきあげ器、操弾索、懸架装置、投下装置などを装着するものであったが、「カンザスの戦い」で最優先されていたB-29の量産よりもさらに優先事項とされ、B-29による日本本土空襲の開始される前の1944年2月28日には原子爆弾の投下訓練が開始されている。実験により判明した不具合の修正が進められ、エンジンは新型のR-3350-57サイクロンエンジンに換装されて、プロペラも冷却能力を高めるため、根元にルート・カフスを装着した逆ピッチも可能な電気式カーチス可変ピッチプロペラとする特別仕様となった。1944年8月にアーノルドはこのシルバープレート機を3機発注し、戦争が終わるまでに54機まで発注を増やし、うち46機が納品されていた。
原爆搭載機の製造と並行して、原爆投下のための特別の戦闘部隊の組織していた。指揮官にはポール・ティベッツ大佐が選ばれたが、ティベッツは1942年8月17日にアメリカ陸軍航空隊として初めてドイツ支配下のフランスルーアンを爆撃し、北アフリカ戦線ではティベッツが指揮するB-17が連合軍最高司令官ドワイト・D・アイゼンハワー大将の特別機に指定されて、北アフリカやジブラルタルにアイゼンハワーを何度も運ぶなど、実績、信頼度ともに非常に高かったが、向こう見ずな性格で上官にも臆せず意見し、また激情家であり、税金を不当に押収しにきた税関職員を拳銃で脅して追い返したこともあった。のちにティベッツは自分の身の潔白を自らの調査で証明し、逆にこの税関職員が密輸入品で不正に稼いでいたことも判明している。
ティベッツはヨーロッパ戦線から戻ると、1944年春からしばらくB-29搭乗員の訓練教官をしていたが、1944年9月にマンハッタン計画の弾道技術者ウィリアム・パーソンズ海軍大佐と面談し、1944年12月27日に15機の改造B-29を保有する原爆投下部隊である第509混成部隊の指揮官に任命された。この第509混成部隊は部隊単独で行動できるように、技術中隊、飛行資材中隊、兵員輸送中隊、憲兵中隊も組織され、総勢1,800名ものスタッフで構成されており、さながら私有空軍といった陣容であった。第509混成部隊はユタ州のウエンドーバー基地で訓練をしたが、もっとも大きな問題は原子爆弾を投下したB-29自身が、原子爆弾の衝撃波で吹き飛ばされてしまうのでは？ということであった。ティベッツは、約30,000フィート（9,140ｍ）で原子爆弾を投下すれば、原子爆弾がさく裂するまでB-29は高度差も含めて6マイル（9.7km）離れられると計算したが、B-29を吹き飛ばすのに足りる威力の衝撃波は8マイル（13km）に達すると算出され、残りの2マイルをどう確保するかが問題となった。ティベッツは豊富な経験から、一般的に投下した爆弾は慣性で落下しつつ前方に移動するので、B-29が原子爆弾を投下したのち、155度の急旋回を行なってフルスロットルで飛行すれば、落下する原子爆弾とほぼ逆方向にB-29を退避させることができるため、原子爆弾のさく裂までに必要限度の8マイルは十分に確保できることに気が付いて、第509混成部隊の搭乗員らはこの急旋回の訓練を習性になるまで繰り返し行った。この時点で第509混成部隊のほとんどの搭乗員が、自分達が大型の特殊爆弾の投下任務に就くということは知っていたが、その特殊爆弾が恐るべき破壊力を持つ原子爆弾ということを知らなかった。

1945年8月6日広島と8月9日長崎へのB-29進路図、8月9日は小倉を経て長崎に向かい、長崎での任務完了後沖縄に緊急着陸したのちテニアン島に帰還している

第509混成部隊は徹底した訓練ののち、シルバープレート機を15機を擁して（終戦時までに29機に増強）1945年5月にテニアン基地に進出した。日本軍はテニアン島に潜伏していた生存兵が尾翼のマークを確認して新しい飛行隊が進出してきたことを確認し、まだ日本軍が支配していたロタ島を通じて大本営に向けて報告された。特殊任務部隊との認識はあったが、原爆投下部隊とは知らなかった大本営は、日本軍の情報力を誇示するため、東京ローズにゼロアワーで第509混成部隊進出歓迎のことばを言わせたが、皮肉なことにこの部隊がのちに日本に大惨禍をもたらすことになった。第509混成部隊は形式上はルメイの指揮下となったが、第21爆撃集団は第509混成部隊に必要な支援を行うだけで、大部分の命令はアーノルドが直接おこなうこととしていた。
原子爆弾の投下目標都市については、爆撃による被害が少なく原子爆弾の威力を検証しやすい都市が選ばれ、広島、小倉、横浜（5月の大空襲により候補から除外）、京都などが候補にあがり、グローヴスは人口108万人の京都が原子爆弾の威力を測るのにもっとも相応しいと主張したが、陸軍長官のヘンリー・スティムソンが「京都は極東の文化史上重要で芸術品も数多い」という理由で候補から外させている。原子爆弾投下目標の選定が進む中で第509混成部隊は集中的な実地訓練を継続しており、原爆投下時は搭載機1機と効果を測定するため科学者や技術者を乗せた偵察機2機の3機編隊で飛行する計画となっており、2～6機の少数機で数度日本上空の高高度飛行訓練を行ったり、パンプキン爆弾と名付けられた原子爆弾を模した大型爆弾による精密爆撃訓練などを行った。1945年7月20日にはパンプキン爆弾投下訓練のため東京を飛行していたクロード・イーザリー少佐操縦のストレートフラッシュ号で、副航空機関士ジャック・ビヴァンスの提案により、攻撃が禁止されていた皇居にパンプキン爆弾を投下することとなった。しかし、皇居の上空には雲が立ち込めており、レーダー照準での爆撃となったので、パンプキン爆弾は皇居には命中しなかった。日本のラジオ放送で皇居爆撃の事実を知った爆撃団司令部によりイーザリーらは厳しく叱責されたが、原子爆弾投下任務から外されることはなかった。
1945年7月16日、トリニティ実験が成功したが、その知らせはルメイらごく一部の司令官、参謀にしか伝えられず、依然として第509混成部隊の搭乗員らも新型爆弾の正体を知らされていなかった。テニアン島に重巡洋艦インディアナポリスが「リトルボーイ」を運び込んだときも機密保持の状況に変更はなかった。1945年7月25日にグローヴスから原爆投下命令が発され、8月2日には第509混成部隊名で出された野戦命令第13号で8月6日に第1目標広島、第2目標小倉に原子爆弾を投下すると決定した。ルメイ自身はこの決定に直接関与はしなかったとのことだが、広島が選ばれた理由を「当時の日本では軍都のイメージが強い」であったからと推測している。
8月4日にティベッツは自らB-29を操縦して最後のパンプキン爆弾投下訓練を行ったが、出撃前に搭乗機に他の搭乗員と相談して、操縦士の窓のちょうど下のところにティベッツの母親（エノラ・ゲイ・ティベッツ（Enola Gay Tibbets））の名前である「エノラ・ゲイ」とノーズアートし、これがこの機体の愛称となった。ティベッツは前日の8月5日に明日の任務のことを搭乗員に説明したが、このときも原子爆弾のことについては一切触れず、出撃の数時間前になってようやくトリニティ実験の写真を搭乗員に見せている。エノラ・ゲイはティベッツが自ら操縦することとした。アメリカ陸軍航空隊では原則的に司令官自らの空中指揮を禁止しており、ルメイもその規則を守って1945年3月10日の東京大空襲での空中指揮を断念した経緯もあってティベッツに再考を促したが、ティベッツは最初から自ら空中指揮を執ると決めており、最終的にはルメイも同意している。
テニアン島には多数のマンハッタン計画のスタッフたちも出撃の状況を見守っていたが、離陸直後のB-29が墜落する様子をよく見ていたスタッフたちはエノラ・ゲイが離陸直後に墜落してテニアン島で原子爆弾がさく裂しないように、離陸に成功してのちに起爆装置を作動することとし弾道技術者のパーソンズをエノラ・ゲイに搭乗させて機上で作動操作を行わせることとした。リトル・ボーイを搭載しパーソンズを乗せたエノラ・ゲイはティベッツの操縦で午前2時45分にテニアン島から出撃した。その後に先行していた気象観測機ストレートフラッシュ号から第1目標の広島の天候は良好との知らせが入り、計画通り広島に初めての原子爆弾が投下されることになった。広島が悪天候のときも考慮して、第2の目標とされた小倉には「ジャビット三世」、第3の目標の長崎には「フル・ハウス」も天候観測のために飛行していた。
エノラ・ゲイは計画よりわずか17秒の超過だけで、午前9時15分17秒（日本の時間では8時15分17秒）にリトルボーイを投下し、ティベッツは何度となく訓練したように155度の右旋回を入れて急速離脱した。リトルボーイは投下後43秒でさく裂したが、エノラ・ゲイはティベッツの計算通り9マイル先に離脱しており無事であった。それでも衝撃波が激しく機体を震わせた。一瞬のうちに広島では、78,150人の市民が死亡し、70,147戸の家屋が半壊以上の損害を受けた。中国軍管区は豊後水道を北上するエノラ・ゲイ3機を発見し7時9分に警戒警報を発令していたが、うち1機のストレートフラッシュが一旦広島上空を通過して播磨灘方面に去ったので、7時31分に警報解除している。その後8時11分に松永対空監視所がエノラ・ゲイと観測機グレート・アーティスト号が高度9,500ｍで接近してくるのを発見したが、時すでに遅く充分な対応ができなかった。

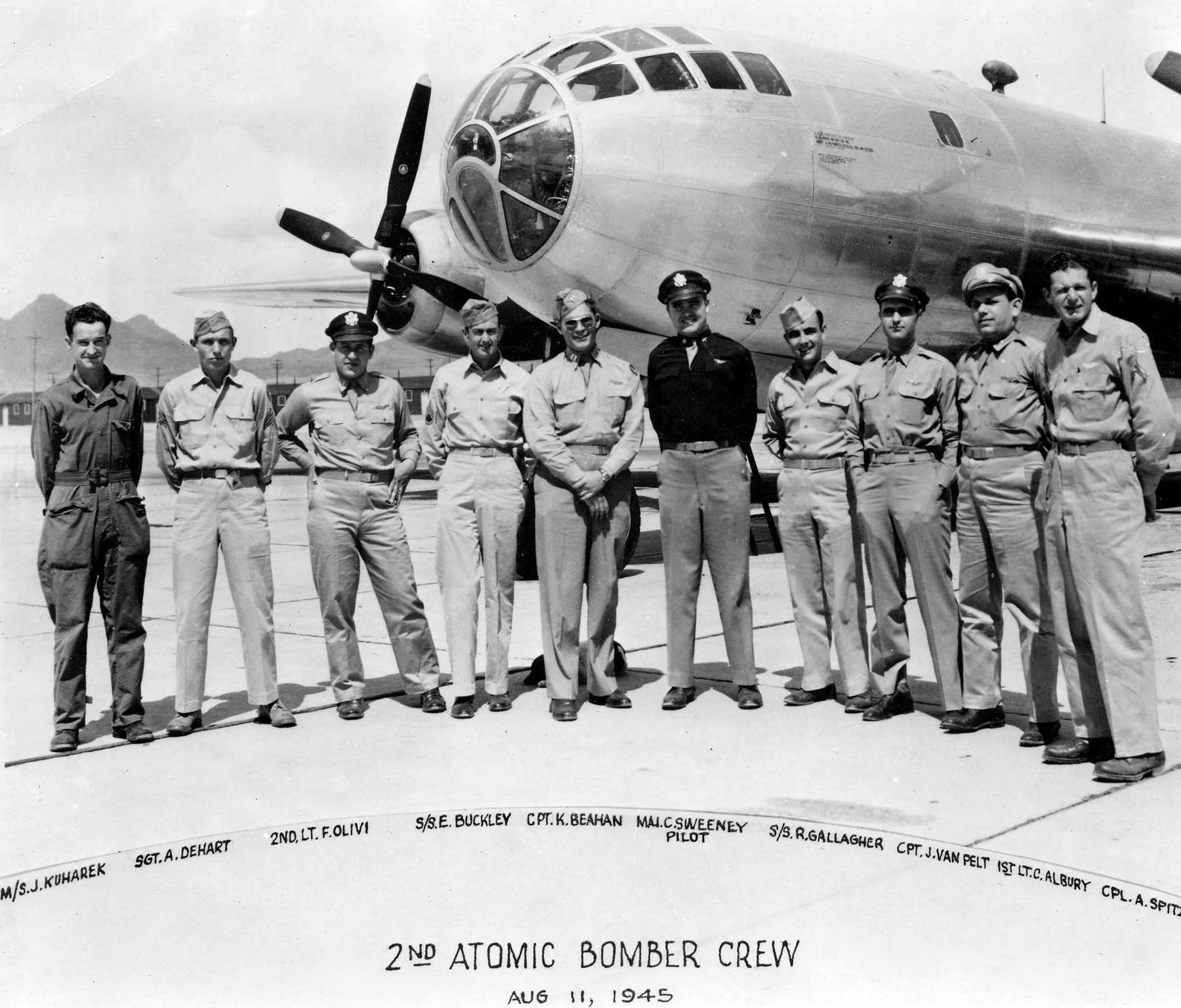
長崎に原子爆弾を投下したボックスカーのクルー、中央の黒っぽいジャケットを着ているのが指揮官のチャールズ・スウィーニー中佐、うしろのB-29がボックスカー、この写真は長崎への原子爆弾投下2日後に撮影されたものであるが、この時点ではまだノーズアートは描かれていない

原爆投下成功の知らせは、ポツダム会談からの帰国中のトルーマンにも報告され、トルーマンは「さらに迅速かつ完全に日本のどこの都市であろうが、地上にある生産施設を抹殺してしまう用意がある。我々は、彼らの造船所を、彼らの工場を、彼らの交通を破壊するであろう。誤解のないよう重ねていうが、我々は日本の戦力を完全に破壊するであろう」という談話を発表した（詳細は広島市への原子爆弾投下参照）。
広島の3日後が次の原子爆弾投下の日に選ばれた。短期間の間に2回も原子爆弾を投下するのは、日本側にいつでも原子爆弾を投下できるストックがあると知らしめることが目的であったが、実際は次に投下する予定のファットマンがアメリカ軍が製造していた最後の原子爆弾であった。初回の任務を成功させたティベッツは2回目は信頼できる部下に任せることとし、広島の際に観測機グレート・アーティストの機長であったチャールズ・スウィーニー中佐がB-29ボックスカー号に搭乗して原子爆弾投下任務を行うことになった。目標は小倉か新潟のいづれかに絞られたが、新潟は工業が集中している地区と小さな工場を含んだ居住地域の距離が遠いという理由で第1目標が小倉、そして第2目標を同じ九州の長崎と定めた。ただし長崎は丘と谷に隔てられた地形であり好目標ではなかった。1945年8月9日テニアン島を出撃したボックスカーは、午前8時43分に小倉上空に達したが、天候不良で小倉は厚い雲に覆われており、やむなく第2目標の長崎に向かった。長崎も天候は不良であったが、レーダーで爆撃進路をとっているときに一瞬雲の切れ目が見えたので、午前10時58分にファットマンを投下し、ボックスカーは燃料不足のためマリアナには戻らずそのまま沖縄に向けて飛行した。
日本軍も広島への原子爆弾投下以降警戒は強化しており、国東半島から北九州地区に向かう2機のB-29を発見したが、西部軍管区は広島と同様の編成であったのでこれを原子爆弾搭載機と判断し10時53分に空襲警報を発令した。第16方面軍司令部は、敵機の目標は長崎と判断しラジオを通じて「B-29少数機、長崎方面に侵入しつつあり。全員退避せよ」という放送を繰り返し流させたが、事前の空襲警報やラジオ放送はほとんどの長崎市民には認知されておらず（ラジオ放送そのものがなかったという証言もあり）長崎市民が大規模な避難をすることはなかった。ファットマンのさく裂で長崎でも一瞬のうちに23,752人もの市民の命が奪われた。（詳細は長崎市への原子爆弾投下参照）
アメリカでは「これらの戦果により、日本の終戦を早め「本土決戦」（日本上陸戦・オリンピック作戦）という大きな被害が予想される戦いを避けることができた」自称している。この評価もあって1947年に陸軍航空隊は陸軍から独立してアメリカ空軍に改組された。原爆機の搭乗員は「ヒーロー」として戦後各地で公演を行い、広島市に原子爆弾を投下したエノラ・ゲイは、退役後、分解されて保存されていたが復元されスミソニアン博物館に展示されることとなった。また、ボックスカーは国立アメリカ空軍博物館に実機が保管されている。

#### 終戦

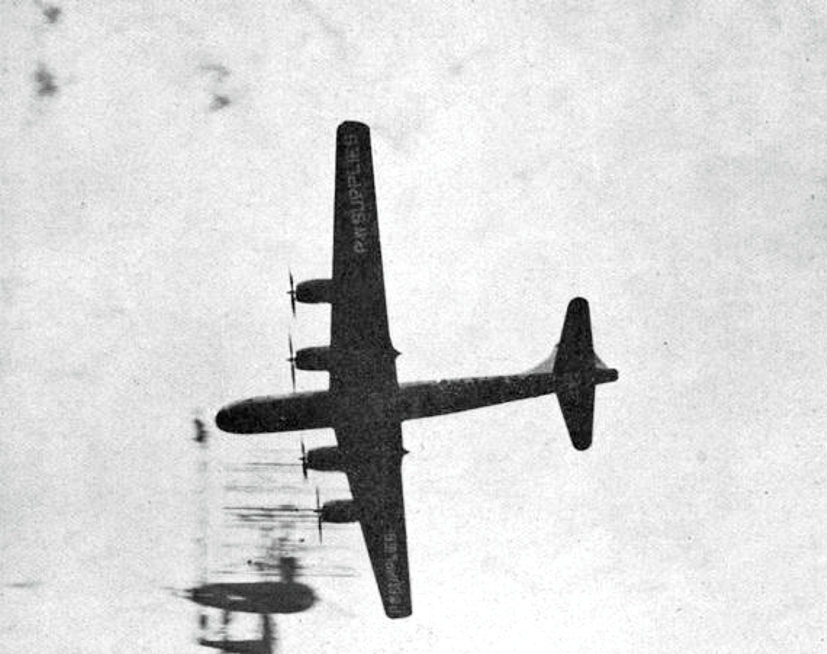
1945年9月終戦直後の長崎の捕虜収容所へ飛来し救援物資を投下するB-29、主翼下部に「捕虜供給物資」とペイントされている

長崎に原爆が投下されて6日後の1945年8月15日、日本はポツダム宣言を受諾して戦争は終わった。終戦までにB-29は147,000トンの爆弾（うち100,000トンが焼夷弾）を投下し、日本の66都市の40%を焦土と化し、45万人が死亡して600万人が家を失った。また飢餓作戦で投下された12,000個の機雷で海上輸送も断絶しており、今後に多くの餓死者が生じることも懸念されていた。戦後にB-29の戦略爆撃の効果を調査したアメリカ戦略爆撃調査団は「たとえ原爆が投下されなかったとしても、たとえソ連が参戦しなかったとしても、さらにまた、上陸作戦が企画されなかったとしても、日本は1945年末以前に必ず降伏しただろう」と結論づけているが、これはアメリカ戦略爆撃調査団による後付けの評価であり、戦時中においては、上述の通りアーノルドはB-29の損害の増大を懸念して、「ダウンフォール作戦」の「オリンピック作戦」を実施すべきと主張していた。
そのため、ダウンフォール作戦に際しては、空爆はこれまで日本本土爆撃を行ってきたルメイが指揮する太平洋戦略空軍第20空軍の1,000機以上に加えて、ドイツ本土を瓦礫の山にした第8空軍（司令官ジミー・ドーリットル少将）も、「B-17 フライングフォートレス」を「B-29」に機種転換して加わる予定であったが、第8空軍は重爆撃機2,000機を常時運用し「Mighty（強大な） Eighth」とも呼ばれていた強力な航空軍であった。しかし、これら大量のB-29は出撃することなく終戦を迎えた。
日本国内においては、香淳皇后が疎開先の皇太子（継宮明仁親王）に手紙を送っているが、その中には「こちらは毎日 B-29や艦上爆撃機、戦闘機などが縦横むじんに大きな音をたてて 朝から晩まで飛びまはつています B-29は残念ながらりつぱです。お文庫の机で この手紙を書きながら頭をあげて外を見るだけで 何台 大きいのがとほつたかわかりません。」と戦時中の香淳皇后のB-29に対する素直な畏怖が述べられていたように、本土を焦土と化したB-29を、日本国民はアメリカ軍のどの兵器よりも恐れるようになっており、上智大学の神父として日本に在住し、日本人との親交が深かったブルーノ・ビッテルによれば「日本国民の全階層にわたって、敗戦の意識が芽生え始めるようになったのは、B-29の大空襲によってであった」と証言している。
B-29の第二次世界大戦最後の任務は、日本の国内外154箇所の捕虜収容所に収容されている63,000人の連合軍捕虜に対する当面の間の食料や薬品といった物資の空中投下となった。8月27日の北京近郊の捕虜収容所を皮切りに、東京都や愛知県、長崎県、佐賀県など、収容所を解放するまでの約1か月間で延べ900機が出動したが、長崎俘虜収容所で物資を投下したB-29がその後に近くの山腹に激突して搭乗員全員が死亡したように、この任務中にも数機のB-29が墜落している。
B-29の主翼の下側に「捕虜供給物資」とペイントされ、物資を投下する1時間ほど前に、物資の分量や、食べ過ぎや薬品の飲みすぎ注意するようにと但し書きが書いているチラシを散布するほどの気の配りようであった。物資のいくつかはパラシュートが外れて、まるで爆弾のように落下し、建物を破壊したり、時には地上で物資を待ちかねていた捕虜に直撃して命を奪うこともあった。

### 朝鮮戦争

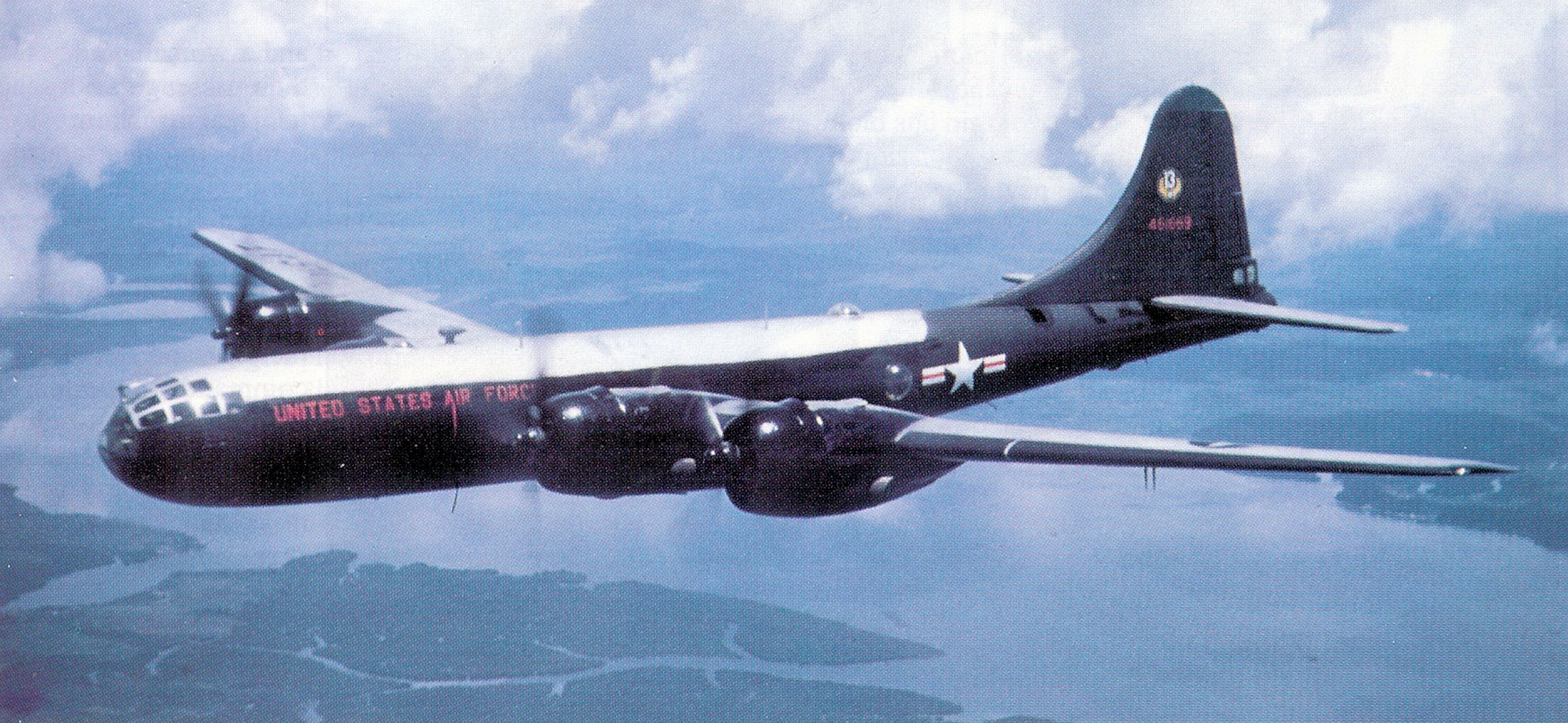
夜間任務用に下面が黒色に塗装されたB-29A（1953年撮影）

大戦後も冷戦構造が顕在化した1948年のベルリン封鎖の折には、ソビエトの西ベルリンへの包囲網に対抗し西側諸国が空輸作戦を展開した。アメリカ軍はベルリンから一歩も引かないという政治的アピールも兼ねて、この空輸作戦にB-29を投入することとした。最大でイギリス国内の7か所の航空基地に90機のB-29が送り込まれて空輸作戦に従事するとともに、西ベルリンを包囲するソビエト軍を牽制した。ソビエトは核兵器搭載可能なB-29を脅威に感じていたが、空輸作戦に投入されたB-29にはシルバープレート機はおらず、核兵器の搭載能力はなかった。
1950年6月に始まった朝鮮戦争の初頭、ソビエトの支援を受けつつも朝鮮人民軍（共産軍）はジェット戦闘機を主体とする本格的な航空戦力を持っていなかった。アメリカ軍は、朝鮮戦争初頭には朝鮮半島の制空権を有し、洛東江（ナクトンガン）戦線では、1950年8月釜山を攻略すべく攻勢を準備中の北朝鮮軍に向け、98機のB-29が26分間に960トンの爆弾を投下して、絨毯爆撃を加えるなど、B-29は自由に高高度爆撃を行なった。
しかし1950年10月19日、中国人民志願軍が参戦すると、同軍のソ連製戦闘機MiG-15が戦闘空域に進出、形勢が逆転した。ジェット戦闘機MiG-15の最大速度は1,076 km/h、装備する37mm機関砲も強力で、MiG-15の性能は、朝鮮戦争初頭にはロッキードF-80などアメリカ軍ジェット戦闘機を凌駕していた。北朝鮮軍の脆弱な防空体制により、悠々と爆撃していたB-29は11月1日に初めてMiG-15から迎撃された。この日は損害こそなかったが、爆撃兵団の雰囲気はがらりと変わり、最高司令官のマッカーサーは政治的制約を破棄して、日本本土爆撃のときと同様に、戦略目標に対する焼夷弾攻撃を命じた。平壌にも昼夜にかけ爆撃を加えた。1994年に死去した金日成は生前、「アメリカ軍の爆撃で73都市が地図から消え、平壌には2軒の建物だけが残るのみだった」と述べた。
B-29には戦闘機の護衛がつけられたが、その連携が乱れると大きな損害を被ることになった。ある日18機のB-29が護衛戦闘機との合流地点に向けて飛行していると、合流前に9機のMiG-15に襲撃された。B-29は10機が損傷して、墜落機こそなかったがそのうち3機は大邱に緊急着陸を余儀なくされた。1951年4月12日には、中朝国境の鉄橋を攻撃するため出撃した39機のB-29に数十機のMiG-15が襲い掛かり、多数の戦闘機に護衛されていたにもかかわらず、その護衛を潜り抜けたMiG-15が2機のB-29を撃墜し8機を撃破している。B-29は危険回避の為、低空爆撃を止め、20,000フィートからの高高度からの爆撃を行ったり、開発された近距離ナビゲーションシステムSHORANを使用しての夜間爆撃を行った。B-29は主に日本の横田基地か嘉手納飛行場から出撃していたが、朝鮮半島で損傷を受けた機は福岡の板付にあったアメリカ軍の予備飛行場に不時着した。板付には当時、B-29のクルーらが「世界一」と称した良質な温泉や豊富な食料や娯楽施設があり非常に人気が高かったという。板付のアメリカ軍予備飛行場はその後に大半が返還されて福岡空港となった。
アメリカ軍はこの戦況に対し、急遽後退翼を持つ高速最新鋭機F-86Aセイバーを投入、制空権の回復に努めた。B-29も北朝鮮の飛行場すべてに徹底した爆撃を加えて、MiG-15を使用できないようにしている。当初はMiG-15に苦戦したが、その後は損失も減り、北朝鮮の発電施設の90%を破壊し化学工場を一掃した。特に重要な目標となったのは、「中国人民志願軍」が中華人民共和国本土から続々と送り込まれてくるときの進路となる、中朝国境の鴨緑江に架けられた多くの橋梁であり、これらは日本が朝鮮半島を支配していた時に架けたもので非常に頑丈な造りであったので、B-29は最大で12,000ポンド（5,800kg）にもなる巨大な無線手動指令照準線一致誘導方式のASM-A-1 Tarzonで橋梁を精密爆撃して合計15か所の橋梁を破壊した。
朝鮮戦争休戦までにB-29は、日本本土爆撃任務に匹敵する延べ21,000回出撃し、約167,000トンの爆弾を投下したが、MiG-15などの戦闘機に撃墜されたのは16機であった。逆にB-29は搭載火器で17機のMiG-15を撃墜、11機を撃破している。その他4機が高射砲で撃墜され、14機が他の理由で失われたが、合計損失数は34機で損失率は0.1%以下であり、日本軍を相手にしていたときの損失と比べると軽微であった。しかし、第二次世界大戦終戦時に大量に生産したB-29の多くはすでに退役し、朝鮮戦争でのB-29の平均的な稼働機は100機程度と激減しており、たとえ対日戦の1/10以下の損失であっても、当時のアメリカ軍にとっては大きな損害であった。また、F-86Aセイバーによる護衛や、夜間爆撃を多用しなければこの損害はさらに増大していたので、B-29の兵器としての存在価値は大きく下落していった。

### その後

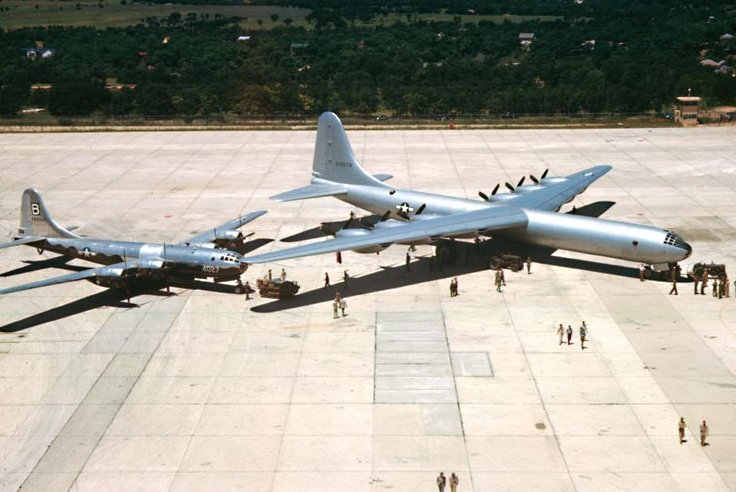
B-29（左）と後継機B-36（右）

信頼性が低いライト R-3350エンジンの換装は現場からの切実な願いであり、より信頼性が高く強力なプラット・アンド・ホイットニー R-4360エンジンを搭載したB-29の開発が急がれた。開発は1944年7月に開始され、1945年5月には試験飛行にこぎつけたが、結果は良好で最高速度はB-29よりも80kmから100kmは速い640kmとなった。エンジンの換装に付随して機体の強化と垂直尾翼の拡大など、全体的に洗練されてより完成度が高くなった。当初はB-29の型のひとつとして「B-29D」と呼ばれていたが、のちにB-29の後継機「B-50」として正式採用されて200機の発注が行われたが、第二次世界大戦の終戦により60機に減らされた。その後の朝鮮戦争などの実戦任務には引き続きB-29が投入されてB-50が実戦を経験することはなかった
B-29はB-50やB-36などの後継機とともに対ソビエトの核戦略に組み込まれることになった。そのデモンストレーションとして、1948年に、「ラッキーレディー・ワン」と名付けられた機を含む3機のB-29で、世界各地の8か所の基地に着陸して給油を受けながら世界一周飛行を計画したが、そのうちの1機はアラビア海で墜落している。しかし、「ラッキーレディー・ワン」ともう1機のB-29は、飛行距離32,000 km、飛行時間103時間50分、所要日数15日間で世界一周飛行を成し遂げて、同盟国とソビエトなど東側陣営にB-29の飛行能力を見せつけている。さらに航続距離の延伸をはかるため、92機のB-29が空中給油機に改造されて（KB-29M）、74機がその受油機として改造された（B-29型MR）。アメリカ軍は、戦略爆撃機の攻撃距離を誇示するために、地上で給油しないノンストップの世界一周飛行を計画し、その任務はB-29「ラッキーレディ・ワン」の後継機、B-50「ラッキーレディ・ツー」号に委ねられた。「ラッキーレディ・ツー」は、KB-29Mの空中給油を受けながら、37,342kmを94時間1分で飛行して世界一周無着陸飛行を成功させている。
B-29は超音速飛行の実現にも貢献した。アメリカ軍は超音速実験機X-1を開発して実験を繰り返したが、その際にX-1を空中射出する母機としてB-29の改造機（EB-29-BW）が用いられた。この様子は映画ライトスタッフに登場したが、この映画を見た日本軍の元技術士官三木忠直は、自らが開発を担当した特攻兵器桜花の運用法に酷似していることに驚いている。
他に長距離戦略爆撃機の護衛試作機XF-85の母機としても使用されるなど、様々な試験や実験でアメリカ軍航空戦略に貢献したが、これらの派生任務も後継機のB-50に引き継がれて1960年には退役した。後継機B-50の空中給油機はベトナム戦争でも活躍し、1965年に退役した。
1953年にテックス・アヴェリーにより、B-29を擬人化し妻子を持たせた米国製アニメ『ぼくはジェット機』が製作され、日本でもテレビ放映された。そこではプロペラ機がジェット機に世代交代して衰退する、その当時予測された将来図が描かれている。
陸軍航空軍が作成したマニュアル類は全て公開され、日本語翻訳が出版されている（B‐29操縦マニュアル ISBN 978-4769809272）。
グリーンランドには1947年に不時着したB-29キーバードが20世紀末まで存在していた。1994年、アメリカの有志が機体を修理し本国に帰還させるプロジェクトを実施したが、離陸のため滑走中に機体後部から発火し、喪失している。

## 第二次世界大戦におけるB-29の損失

### B-29損失数の各種統計

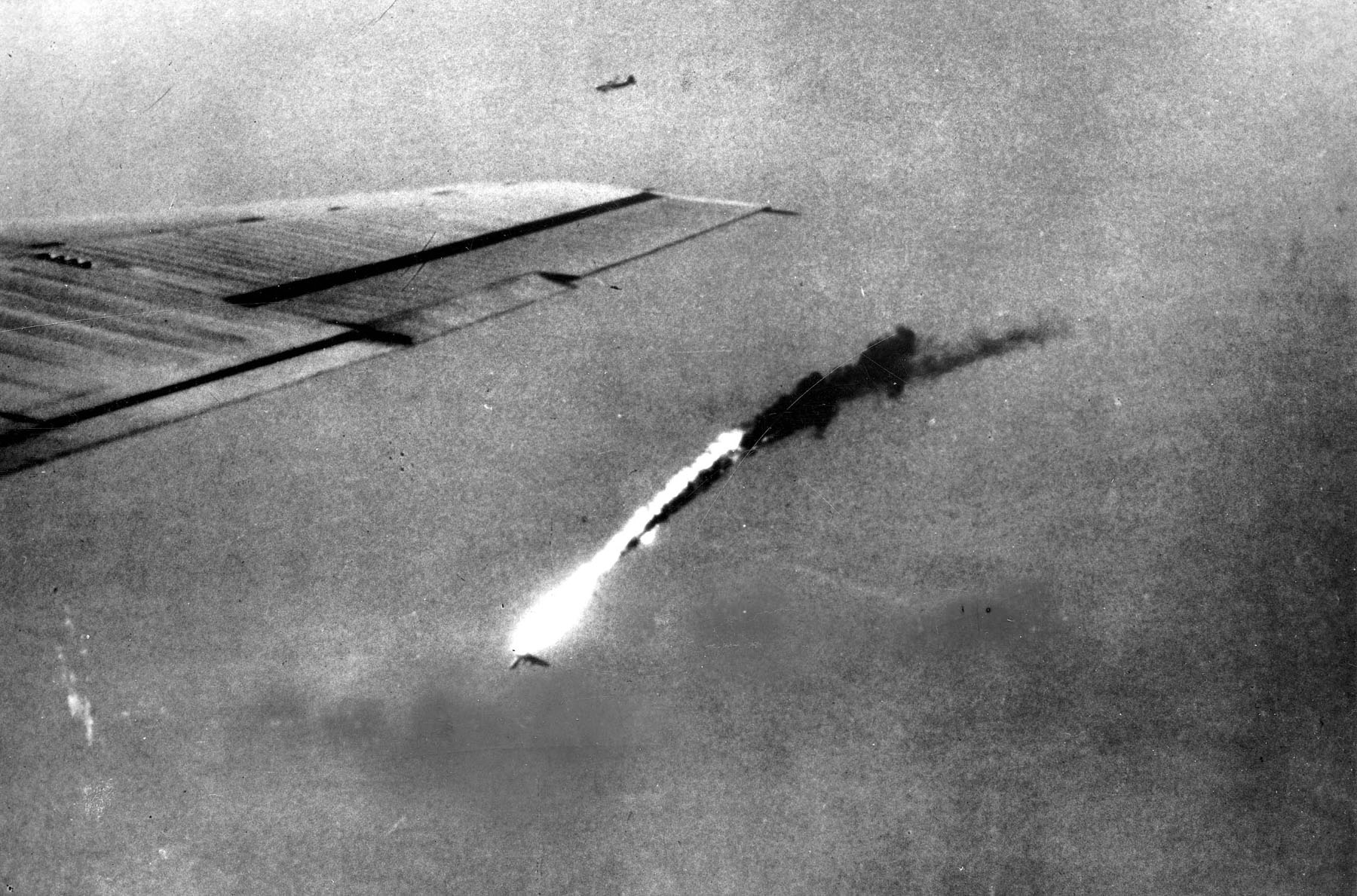
日本軍の高射砲が直撃し墜落するB-29

B-29の損失数は資料によって異なり、日本の戦後の統計では損失合計714機（延べ数での出撃した全数は33,000機）で、延べ出撃数に対する損失率は2.2%程度という読売の資料がある。
アメリカ軍による第二次世界大戦でのB-29損失の統計も資料によって異なるので列挙する。
米国戦略爆撃調査団（USSBS）による統計
|                            | 日本本土を爆撃したB-29 |
| -------------------------- | ---------------------- |
| 延べ出撃機数               | 33,401機               |
| 作戦中の総損失機数         | 485機                  |
| 延べ出撃機数に対する損失率 | 1.45%                  |
| 作戦中の破損機数           | 2,707機                |
| 投下爆弾                   | 147,576トン            |
| 搭乗員戦死                 | 3,044名                |

B-29所属部隊の戦績と損失（アメリカ空軍 第9爆撃航空団統計）
|                          | 第20空軍 1944年6月5日以降 |
| ------------------------ | ------------------------- |
| 作戦数                   | 380                       |
| 戦闘出撃機数             | 31,387                    |
| その他出撃数             | 1,617                     |
| 出撃機数合計             | 33,004                    |
| 投下爆弾・機雷トン       | 171,060                   |
| 戦闘損失数               | 494                       |
| アメリカ本土での訓練損失 | 260                       |
| 損失合計                 | 754                       |
| 搭乗員戦死               | 576                       |
| 搭乗員行方不明           | 2,406                     |
| 搭乗員戦傷               | 433                       |
| 搭乗員死傷者合計         | 3,415                     |

第20空軍の航空機種類、損失原因別の戦闘任務での損失（アメリカ陸軍航空軍統計管理室による統計-Table 165）
|                | 損失機数合計 | 敵戦闘機による損失 | 対空火器による損失 | 戦闘機と対空火器共同 | その他・損失原因未確認を含む |
| -------------- | ------------ | ------------------ | ------------------ | -------------------- | ---------------------------- |
| 第20爆撃機集団 | 80           | 21                 | 7                  |                      | 51                           |
| 第21爆撃機集団 | 334          | 53                 | 47                 | 19                   | 216                          |
| 合計           | 414          | 74                 | 54                 | 19                   | 267                          |

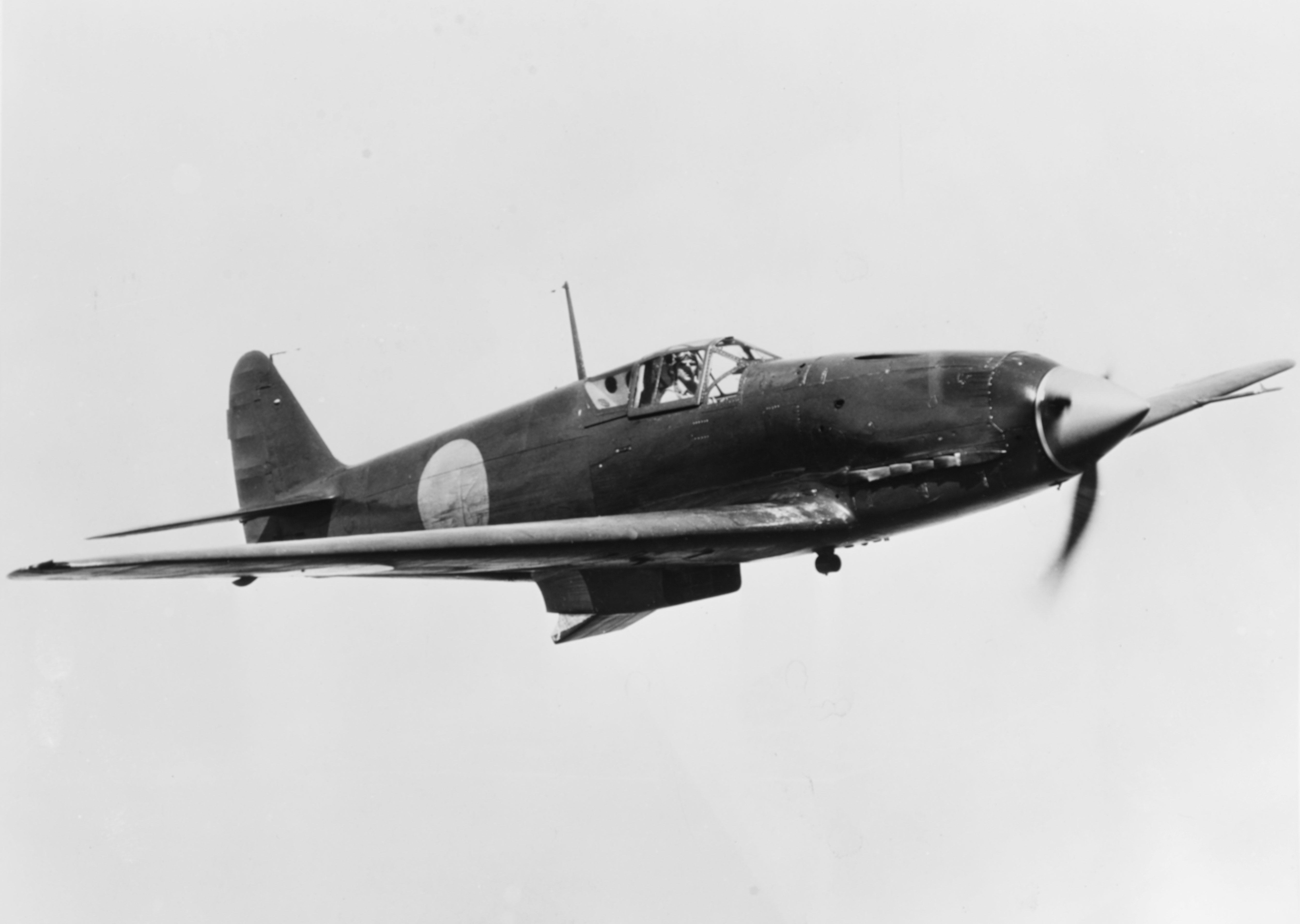
B-29迎撃に活躍した三式戦闘機「飛燕」通常の攻撃のほか体当たりでもB-29撃墜を記録している。写真は1945年6月にアメリカ国内でテストされている鹵獲機

上表のアメリカ陸軍航空軍統計管理室統計をもって日本軍に撃墜されたB-29の総数は、敵戦闘機による損失と対空火器による損失と戦闘機と対空火器共同を合計した147機とされることがある。この統計の損失原因のその他（other causes）については故障や事故を含むが、もっとも多いのは未知（ないし未確認）の原因（lost to unknown reasonsもしくはcauses）であり、その中にも相当数の日本軍による撃墜数も含まれている。例えば、東京大空襲と呼ばれる任務番号40号、1945年3月9日（爆撃は翌10日未明まで）の東京市街地に対する夜間無差別爆撃では、B-29が325機出撃し損失が14機、内訳は日本軍の対空火器での撃墜2機、事故1機、その他4機（3機が燃料切れ墜落、1機不明）、7機が原因未確認とされている。原因未確認の7機はすべて連絡のないまま行方不明となった機であるが、この日に出撃して無事帰還したB-29搭乗員からは、東京上空で7機のB-29がおそらく撃墜されたという報告があり、さらに行方不明の1機については銚子岬の上空で4本の探照灯に捉えられて、大小の対空火器の集中砲火で撃墜されたという詳細な報告があったのにもかかわらず、原因未確認の損失とされ、この日に日本軍により撃墜されたと判定されたのは、東京上空で対空火器で撃墜された1機と、対空火器による損傷で不時着水して搭乗員全員が救助された1機の合計2機のみに止まった。当時のアメリカ軍は日本軍の攻撃（Enemy Action）による損失と認定するにはよっぽどの確証が必要で、それ以外は未知（ないし未確認）の原因（lost to unknown reasonsもしくはcauses）とする慣習であったので、原因未確認の損失が増加する傾向にあった。
B-29が最大の損失を被った任務番号第183号、1945年5月25日（爆撃は翌26日の未明まで）の東京市街地に対する夜間無差別爆撃では、B-29が498機出撃に対して26機を失っているが、日本軍に撃墜されたと記録されているのは対空火器で撃墜された3機のみで、対空砲と戦闘機の攻撃で大破し硫黄島近辺で放棄された2機と原因未確認で損失した20機は、アメリカ軍の記録上は日本軍の攻撃（Enemy Action）による損失には含まれていない。しかし、日本軍側によれば、第302海軍航空隊だけで、月光7機、彗星（斜銃装備の夜間戦闘機型）4機、雷電5機、零戦5機が迎撃して、B-29の16機撃墜を報告し、陸軍の高射砲も5月25日の1日だけで、八八式7cm野戦高射砲7,316発、九九式8cm高射砲6,119発、三式12cm高射砲1,041発、合計14,476発の高射砲弾を消費するなど激しい対空砲火を浴びせて、海軍の戦果も合わせてB-29合計47機撃墜を記録しており、日本軍側の戦果記録は過大とは言え、未知の原因未確認の損失の中に相当数の日本軍の撃墜によるものが含まれているものと推定される。この日に出撃した航空機関士チェスター・マーシャルによれば、今までの25回の出撃の中で対空砲火がもっとも激しく探照灯との連携も巧みであったとのことで、帰還後に26機が撃墜されたと聞かされたB-29の搭乗員らが恐れをなしたと著書に記述している。
原因未確認の損失が確実に日本軍側の攻撃による撃墜であったケースとしては、任務番号第43号、1945年3月16日の神戸市街地に対する夜間無差別爆撃（いわゆる神戸大空襲）では、B-29が331機出撃して3機が失われたがすべてが未知の原因とされている。しかし、このうちの1機ボブ・フィッツジェラルド少佐が機長のB-29「Z-8」号は、神戸の北方3kmで緒方醇一大尉の三式戦闘機の体当たりにより撃墜されている。体当たりの様子は多くの国民に目撃され、体当たりされた「Z-8」号はバラバラに砕けて落下し、そのうち山中で発見された胴体部分に、緒方の三式戦の主脚と発動機の冷却器が食い込んでいるのが発見され、別の部分の残骸から緒方の飛行長靴が見つかり、その後遺体も機体付近で発見された。これらを根拠としてB-29撃墜は緒方の功績とされ、緒方は2階級特進で中佐となっている。戦後、「Z-8」号の墜落した場所に、緒方の戦友らが、緒方と戦死した11名の「Z-8」号搭乗員の名前を刻銘した慰霊碑を建立した。また、2015年には緒方の遺族と、「Z-8」号搭乗員のひとりロバート・クックソン2等軍曹の遺族が神戸で対面している。
アメリカ陸軍航空軍統計管理室の上記統計によれば、1945年3月は日本軍の戦闘機により（確実に）撃墜されたB-29は1機もなかったとされている。しかし、緒方の体当たりによって撃墜された「Z-8」号に加えて、任務番号第42号、1945年3月13日の大阪市街地への夜間無差別爆撃（いわゆる第1回大阪大空襲）で失われた2機のB29のうち（出撃したB-29は295機）、原因未確認の損失とされている機体番号42-24754（操縦士ジョン・k・エリントン少尉、機体愛称はなし）も、飛行第56戦隊鷲見忠夫曹長の三式戦闘機に撃墜されている。この戦闘の一部始終を見ていた第11飛行師団師団長北島熊男中将の推薦で、鷲見は第15方面軍司令部より個人感状が贈られている。42-24754の残骸は、大阪の下町堺筋に落下し、写真撮影され、残骸の一部は戦後にアメリカ軍に回収調査されて、Ki-61（三式戦のこと）による撃墜と認定されている。
アメリカ軍爆撃機の機種別損失率（アメリカ陸軍航空軍統計管理室による統計）

| 爆撃機種 | 総出撃機数 | 投下爆弾トン数 | 戦闘損失機数 | 損失比率 |
| -------- | ---------- | -------------- | ------------ | -------- |
| B-25     | 63,177     | 31,856         | 380          | 0.60%    |
| B-26     | 129,943    | 169,382        | 911          | 0.50%    |
| B-17     | 291,508    | 640,036        | 4,688        | 1.61%    |
| B-24     | 226,775    | 452,508        | 3,626        | 1.60%    |
| B-29     | 31,387     | 159,862        | 414          | 1.32%    |

上表の通りアメリカ軍の他の爆撃機と比較してB-29の損失率は決して低くはなかったが、B-17は18万ドル、B-24は21万ドル、B-25が12万ドルであったのに対し、B-29の調達価格は63万ドルと、機体損失のコストは高くついた。アメリカ陸軍航空軍の統計によれば、B-29の太平洋戦争における延べ出撃数に対する損失率（Combat LossesとBomb Sorties比較）は1.32%程度とされているが、東京に対する空襲においては損失率が跳ね上がり3.3%となった。これは、激戦が繰り返されたドイツの首都ベルリン空襲におけるアメリカ軍とイギリス軍爆撃機の損失率6.6%の半分の比率に達しており、上記の通り、ドイツ本土空襲の主力機であったB−17やB −24とのコストや性能を比較すると、決して少ない損害ではなかった。
B-29の太平洋戦争における戦闘行動中の損失485機は全生産機中（第二次世界大戦後の生産分も含む）の12%に上った。B-29損失数の増加に業を煮やした陸軍航空軍司令官アーノルドは、「私はB-29がいくらか墜落することは仕方ないと思っている。しかし空襲のたびに3機か4機失われている。この調子で損失が続けば、その数は極めて大きなものとなるだろう。B-29を戦闘機や中型爆撃機やB-17フライング・フォートレスと同じようにあつかってはならない。B-29は軍艦と同じように考えるべきである。原因を完全に分析もせずに軍艦をいっぺんに3隻、4隻と損失するわけにはいかない。」という手紙を出し、当時の司令官のハンセルを叱咤している。また、B-29のパイロットの死傷者の多さもアーノルドを悩ませており、1回の出撃によるパイロットの死傷率が2％、それが1か月では30％まで積みあがるため、日本本土上陸作戦を急ぐべきであると大統領のトルーマンに対し意見具申している。

### 日本軍によるB-29迎撃

#### 早期警戒レーダー

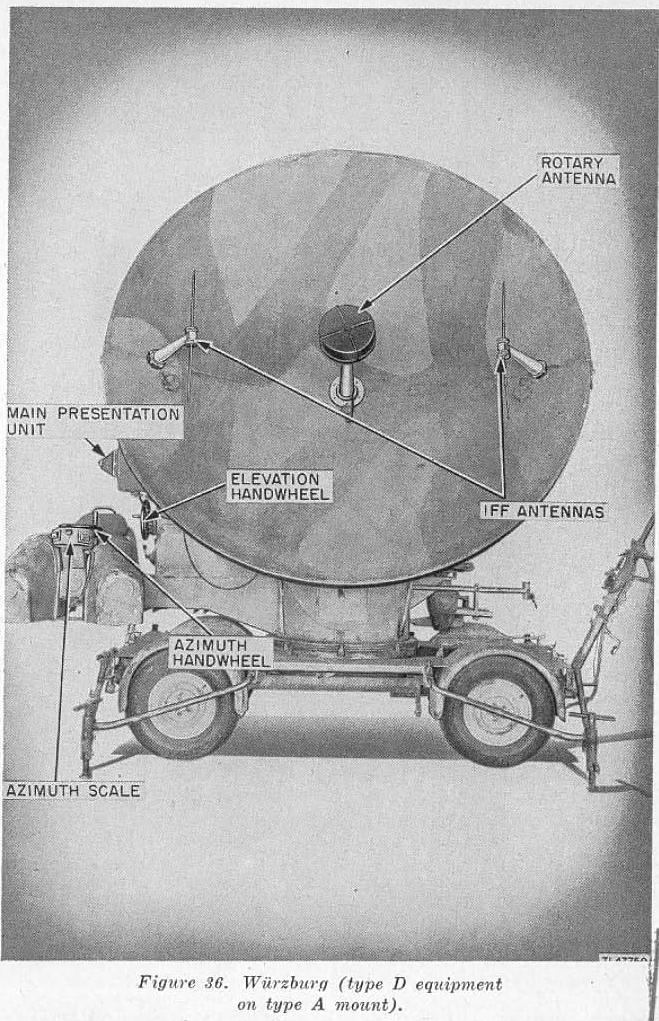
ドイツより日本に技術供与されたウルツブルグレーダーD型

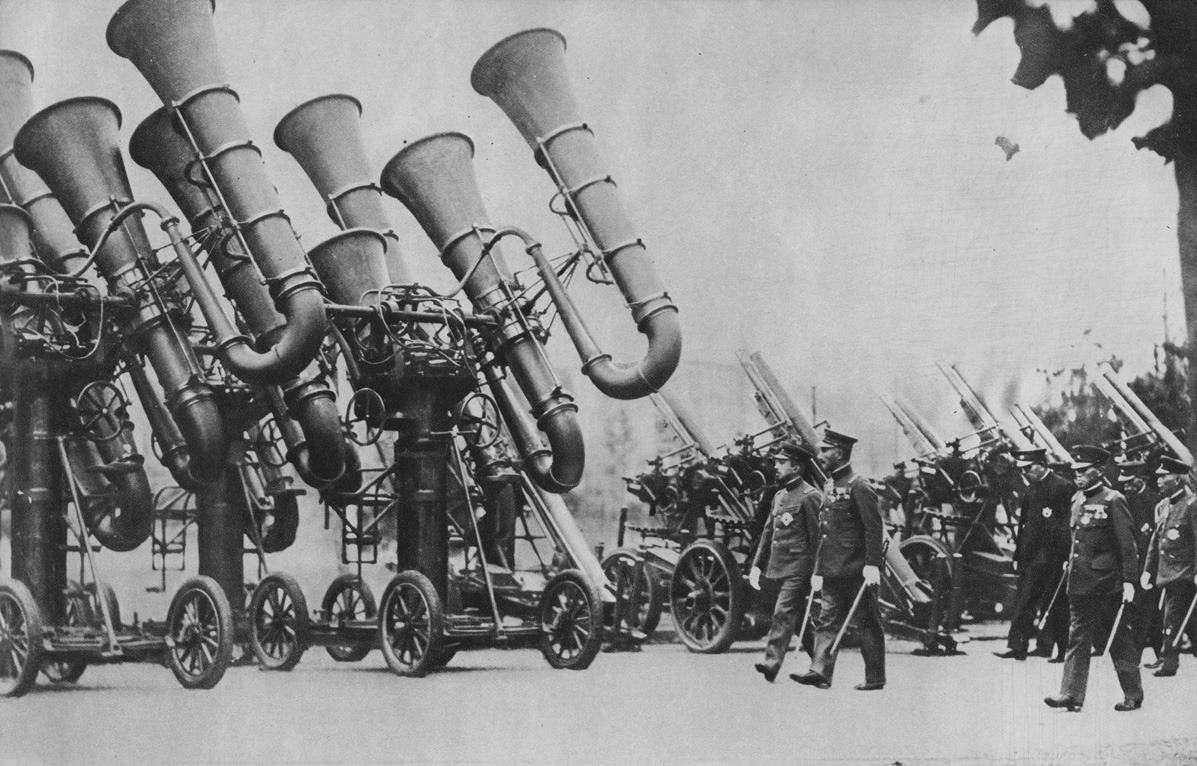
昭和天皇の観閲を受ける陸軍の九〇式大聴音機、B-29の探知にも使用された

日本軍のレーダー開発は、第二次世界大戦初期はアメリカやイギリスなどの連合国のみならず、枢軸国のドイツと比較すると大きく出遅れていた。それでも陸軍が「超短波警戒機甲」と「超短波警戒機乙」の開発に成功すると、1942年から「超短波警戒機甲」、1943年には「超短波警戒機乙」が優先的に日本本土の主に海岸線や離島に設置されて早期警戒網を構築した。一方で海軍のレーダー「電波探信儀」の配置は前線のラバウルやウェーク島が優先されて、日本本土への配備はその後にされたが、設置された箇所は海軍基地や軍港周辺に限られた。
レーダーの設置個所についても、陸海軍の連携はなく、隣接した箇所に陸海軍がレーダーを設置するなど無駄が多かった。それでも、B-29による日本本土空襲が開始される1944年後半には、関東、中京、阪神の太平洋側及び九州は全周囲に渡ってレーダー網を構築できた。日本海側にはほぼ設置されず、東北方面も手薄ではあったが、それでも大都市や工業地帯といった主要地域については十分カバーができていた。中でも八丈島に設置された「超短波警戒機乙」はマリアナから出撃するB-29を真っ先に捉えることができたが、乙型レーダーの探知距離は最大で250kmであり、八丈島から東京までの距離が300kmで合計550kmの距離しかなく、巡航速度が約400km/ｈのB-29であれば一時間ほどで到達してしまう距離で、八丈島から報告を受けて日本軍が迎撃の準備を行う時間的余裕はあまりなかった。日本軍の警戒用レーダーの周波数がドイツ軍のレーダーとは異なっていたので、ヨーロッパ戦線で使用していたチャフの効果がなく、アメリカ軍は幅2.5cm、長さ30mから100mといった長細いアルミフォイルでつくったチャフを新たに作成している。このチャフは形状から「ロープ」と呼ばれていた。
しかし日本軍のレーダーは、いずれも接近してくる航空機の高度や編隊の性格（直掩戦闘機の有無など）まで探知することはできず、また方向もおおまかにわかるといった原始的なものであった。そのため、レーダーを補うために哨戒艇や目視監視哨戒といった人の目のよる旧来の手段に頼らざるを得ず、しばしば、これら人の目による第一報がレーダーよりも正確な情報となった。
日本軍は探知だけではなく火器管制レーダーについても配備を進めていた。大戦初期にシンガポールで鹵獲したイギリス軍のGL Mk.IIレーダー(英)をデッドコピーしたり、ドイツからウルツブルグレーダーの技術供与を受けたりして、「タチ1号」・「タチ2号」・「タチ3号」・「タチ4号」などの電波標定機を開発して本土防空戦に投入している。B-29が夜間爆撃を多用し始めると、日本軍は高射砲と探照灯の照準を射撃管制レーダーに頼るようになった。各高射砲陣地には「た号」（タチの略称）が設置されて、レーダーの誘導で射撃する訓練を徹底して行うようになり、6基～12基で1群を編成する探照灯陣地にもレーダーもしくは聴音機が設置されて、レーダーや聴音機に制御された探照灯がB-29を照射すると、他の探照灯もそのB-29を照射した。
アメリカ軍は日本軍の射撃管制レーダーがイギリス製のものをもとに開発していることを掴むと、その対抗手段を講じることとし、B-29にジャミング装置を装備した。そしてB-29に搭乗してジャミング装置を操作する特別な訓練を受けた士官を「レイヴン」（ワタリガラス）と呼んだ。東京大空襲以降の作戦変更により、B-29が単縦陣で個別に爆弾を投下するようになると、爆弾を投下しようとするB-29は多数の日本軍火器管制レーダーの焦点となって、機体個別のジャミングでは対応できなくなった。そこで、アメリカ軍はB-29数機をECM機に改造して、専門的にジャミングを行わせることとした。そのB-29には18基にものぼる受信・分析・妨害装置が搭載されたが、機体のあらゆる方向にアンテナが突き出しており、その形状から「ヤマアラシ」と呼ばれることとなった。ヤマアラシは、1回の作戦ごとに10機以上が真っ先に目標に到着して、熟練したレイヴンの操作により電波妨害をして探照灯や高射砲を撹乱、聴音機に対してはエンジンの回転数をずらしてエンジン特性を欺瞞するなど、爆撃を援護し最後まで目標に留まった。

#### 戦闘機と高射砲
B-29の出撃総数と第21爆撃集団のB-29出撃1回に対する日本軍戦闘機の攻撃回数推移
| 年・月     | B-29総出撃機数 | 日本軍戦闘機攻撃回数 | 日本軍本土防衛用戦闘機数 |
| ---------- | -------------- | -------------------- | ------------------------ |
| 1944年11月 | 611            | 4.4                  | 375機                    |
| 1944年12月 | 920            | 5.4                  | 370機                    |
| 1945年1月  | 1,009          | 7.9                  | 375機                    |
| 1945年2月  | 1,331          | 2.2                  | 385機                    |
| 1945年3月  | 3,013          | 0.2                  | 370機                    |
| 1945年4月  | 3,487          | 0.8                  | 450機                    |
| 1945年5月  | 4,562          | 0.3                  | 480機                    |
| 1945年6月  | 5,581          | 0.3                  | 485機                    |
| 1945年7月  | 6,464          | 0.02                 | 500機                    |
| 1945年8月  | 3,331          | 0.01                 | 535機                    |

上表のとおり1945年1月までの日本軍戦闘機によるB-29への迎撃は執拗であり、特に京浜地区の防衛を担う立川陸軍飛行場や調布陸軍飛行場に配備されていた二式戦「鍾馗」・三式戦「飛燕」、海軍厚木基地・横須賀基地に配備されていた雷電はB-29撃墜にとって有効な存在で、爆撃後背後から襲い、一度に十数機を被撃墜・不時着の憂き目に合わせたこともしばしばであった。日本軍戦闘機の装備の中で、B-29搭乗員に恐れられたのが三号爆弾であり、B-29搭乗員は炸裂後の爆煙の形状から白リン弾と誤認し、三号爆弾を「いやな白リン爆雷」と呼んで、空中で爆発すると凄まじい効果があったと回想している。第三三二海軍航空隊に所属し零戦52型でB-29を迎撃した中島又雄中尉によれば、三号爆弾は命中させるのは非常に困難であったが、なかには7機のB-29を撃墜した搭乗員もいたという。撃墜できなくとも、B-29の編隊を乱して、損傷したり落伍したB-29を集中して攻撃できるという効果もあった。
しかし、過給器性能が低く、高高度性能が劣る日本軍戦闘機は、当初高高度精密爆撃を主戦術としていたB-29の迎撃に大変苦労をしていた。本土防空戦で主力の一翼を担った二式戦闘機「鍾馗」は、武装や防弾鋼板から燃料タンクの防弾ゴムに至るまで不要な部品を取り除いても、B-29の通常の来襲高度と同水準の10,500ｍまでしか上昇できなかった。一瞬のうちに接敵するため照準が困難で、一度攻撃に失敗すると上昇姿勢となるため急速に失速し、B-29の銃座から恰好の目標となってしまうこと、またうまく離脱できても、高高度でのB-29と鍾馗の速度差から再度の攻撃が困難であったという。B-29を苦しめたジェット気流が迎撃側の日本軍戦闘機にも障害となり、東京に来襲するB-29を迎撃する場合、B-29は伊豆半島あたりから北上してそののちに東に針路を変えてジェット気流に乗って加速してきたが、迎え撃つ日本軍戦闘機は高度8,000ｍまで上昇するとジェット気流に逆行する形となり、フルスロットルでも気流に押し流されて対地速度が殆どゼロの凧のように浮いているだけの状態になった。このような状況下ではいくら熟練搭乗員でも、八王子ぐらいでB-29を捕捉して1撃を加え、反復して東京上空で2撃目、そして爆撃を終えて帰投しているところを銚子上空で3撃目を加えるのがやっとであった。
九州が幾度も空襲され、マリアナ諸島がアメリカ軍に攻略されると、1944年11月1日、東京にB-29の偵察機型F-13が高度10,000ｍの高高度で初来襲したが、F-13を捉えることができた日本軍戦闘機は皆無であった。九州では陸海軍の数機がB-29に体当たりを成功させており、高高度性能に劣る日本軍戦闘機では、確実にB-29を撃墜できるのは体当たり以外にはないと考えられて、陸軍の震天制空隊など空対空特攻部隊が編成され、通常の戦闘機による迎撃に併せてB-29の迎撃に投入された。海軍では高高度迎撃のため局地戦闘機「震電」の開発を進めていたが、空襲による工場の壊滅と技術的な問題により開発が遅延し、飛行試験の段階で終戦となった。
B-29の来襲機数が劇的に増加する1945年3月以降は、逆に日本軍は沖縄での航空作戦に戦力の過半を投入しており、本土防空戦への戦闘機投入数はB-29の増加数には見合わないものであった。また、ルメイによる作戦変更で夜間の市街地無差別焼夷弾攻撃が開始されたのも1945年3月であるが、夜間は、センチメートル波小型機上レーダーはおろか、各機を管制する防空システムすら不十分な日本側は効果的な迎撃ができず、斜め銃・上向き砲装備、双発の月光、二式複戦「屠龍」の夜間戦闘機が爆撃火災に照らし出されるB-29を発見・攻撃する状態で、灯火管制の中止を要求する飛行隊もあったという。
ルメイは戦後に「日本軍の夜間戦闘機に撃墜されたB-29は1機も無い」と誤った認識を持っていたほど、徹底して日本軍の戦闘機による迎撃を過小評価していた。1945年4月以降に攻略した硫黄島からP-51が日本本土に向けて飛来すると、本土決戦に向けて戦力温存をはかっていた日本軍は、損害に対して戦果が少ない小型機相手の迎撃は回避するようになって、さらに迎撃回数は減少していった。
戦闘任務におけるB-29の原因別損傷数
| 年・月     | 損傷機数合計 | 敵戦闘機による損傷 | 対空火器による損傷 | 戦闘機と対空火器 | 事故による損傷 |
| ---------- | ------------ | ------------------ | ------------------ | ---------------- | -------------- |
| 1944年11月 | 11           | 3                  | 3                  | 2                | 3              |
| 1944年12月 | 83           | 22                 | 41                 | 14               | 6              |
| 1945年1月  | 120          | 68                 | 20                 | 21               | 11             |
| 1945年2月  | 134          | 46                 | 69                 | 12               | 7              |
| 1945年3月  | 210          | 12                 | 188                | 9                | 1              |
| 1945年4月  | 518          | 76                 | 353                | 80               | 10             |
| 1945年5月  | 600          | 53                 | 495                | 43               | 10             |
| 1945年6月  | 624          | 48                 | 513                | 51               | 12             |
| 1945年7月  | 234          | 13                 | 218                | 2                | 1              |
| 1945年8月  | 173          | 8                  | 164                | 0                | 1              |
| 合計       | 2,707        | 348                | 2,063              | 234              | 62             |

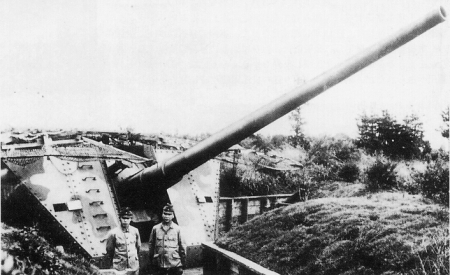
日本軍の五式十五糎高射砲、最大射高が20,000ｍもありどんな高空飛行のB-29も捉えられたが、わずか2門しか生産されなかった。

戦闘機による迎撃回数の減少に伴い、1945年の5月頃から対B-29戦の主力は高射砲となった。主力高射砲であった八八式七糎野戦高射砲に加えて、新型の九九式八糎高射砲も1942年から量産が開始され、1943年に入ると、八八式7.5cm野戦高射砲が1942年度の総生産数600門から1943年度1,053門、九九式八糎高射砲は40門から400門へと増産が図られた。さらに1943年5月には最大射高14,000mの三式十二糎高射砲も生産開始され、この3種の高射砲が主力となってB-29を迎え撃つことになった。さらに、三式12cm高射砲でも10,000mを飛ぶB-29に対しては射高不足が懸念されたため、射高が20,000mもある五式十五糎高射砲が開発されることになった。
高射砲は日本劇場や両国国技館の屋上などにも設置されたが、当初の高高度精密爆撃の際は、数的には日本の高射砲戦力の主力を担っていた最大射高9,100mの八八式7.5cm野戦高射砲と、10,000mの九九式八糎高射砲は射高不足であり、B-29をなかなか捉えることができず、日本国民から「当たらぬ高射砲」と悪口を言われた。
しかし、ルメイによる作戦変更によりB-29の爆撃高度が下がると、日本軍の高射砲はB-29を捉えることができてB-29の損害は増大した。首都防空担当の高射第1師団にいた新井健之大尉（のちタムロン社長）は「いや実際は言われているほどではない。とくに高度の低いときはかなり当たった。本当は高射砲が落としたものなのに、防空戦闘機の戦果になっているものがかなりある。いまさら言っても仕方ないが3月10日の下町大空襲のときなど、火災に照らされながら低空を飛ぶ敵機を相当数撃墜した」と発言している。代々木公園にあった高射砲陣地から撃たれた高射砲はよく命中していたという市民の証言もある。高射砲弾が命中したB-29は赤々と燃えながら、その巨体が青山の上空ぐらいで爆発して四散していた。高射砲弾で墜落していくB-29を見ると拍手が起こったが、なかには「落としたって（敗戦時の）賠償金が増えるだけだ」と冷めた冗談を言うものもいたという。日本軍の戦闘機による迎撃を過小評価していたルメイも高射砲に対してはかなり警戒していた。

#### 日本軍の対B-29エースパイロット

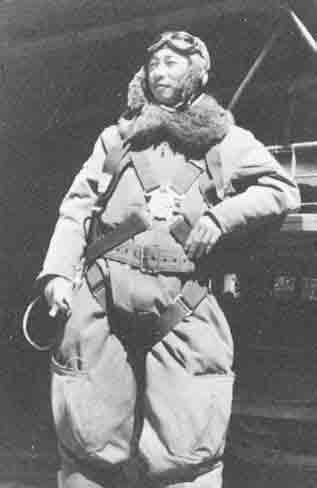
陸軍のB-29撃墜王（26機撃墜）樫出勇中尉

対B-29の本土防空戦は陸軍が中心となって戦ったので、陸軍飛行部隊に多数の対B-29エース・パイロットが誕生した。特に九州にて双発戦闘機「屠龍」で戦った飛行第4戦隊と、首都圏にて「飛燕」（のちに五式戦闘機）で戦った飛行第244戦隊の所属搭乗員がトップを占めた。しかし、撃墜数の申告は、一般的に敵側の損害記録と突き合わせると過大であることが多く、B-29撃墜戦果報告の合計も実際の損失の合計よりは大きかった。
5機以上のB-29を撃墜した日本陸軍飛行部隊搭乗員
| 氏名・階級     | 所属       | B-29撃墜数 | 備考                                        |
| -------------- | ---------- | ---------- | ------------------------------------------- |
| 樫出勇中尉     | 第4戦隊    | 26機       | B-29撃墜数トップ、ノモンハン事件でも7機撃墜 |
| 木村定光少尉 † | 第4戦隊    | 22機       | 1945年7月14日戦死                           |
| 伊藤藤太郎大尉 | 第5戦隊    | 17機       | B-29、20機撃破                              |
| 白井長雄大尉   | 第244戦隊  | 11機       | F6Fヘルキャット2機撃墜                      |
| 市川忠一大尉   | 第244戦隊  | 9機        | F6Fヘルキャット1機撃墜                      |
| 河野涓水大尉 † | 第70戦隊   | 9機        | 1945年2月16日戦死                           |
| 小川誠少尉     | 第70戦隊   | 7機        | P-51ムスタング2機撃墜                       |
| 小原伝大尉     | 第244戦隊  | 6機        | F6Fヘルキャット2機撃墜                      |
| 吉田好雄大尉   | 第70戦隊   | 6機        |                                             |
| 根岸延次軍曹   | 第53戦隊   | 6機        |                                             |
| 佐々木勇准尉   | 航空審査部 | 6機        | 総撃墜数38機                                |
| 鳥塚守良伍長   | 第53戦隊   | 6機        |                                             |
| 西尾半之進准尉 | 第4戦隊    | 5機        |                                             |
| 鷲見忠夫准尉   | 第56戦隊   | 5機        | P-51ムスタング1機撃墜                       |
| 川北明准尉 †   | 第9戦隊    | 5機        | 1944年戦死                                  |

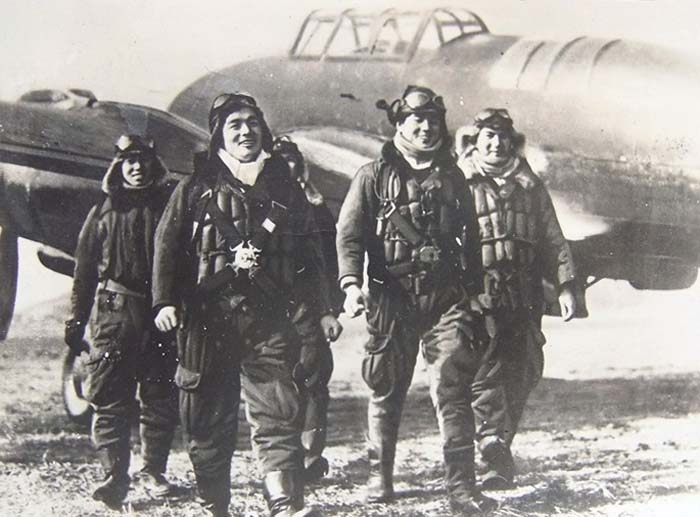
海軍航空隊のB-29撃墜王（16機撃墜破）遠藤幸男大尉（前列左）

海軍航空隊についても、夜間戦闘機「月光」に搭乗した第三〇二海軍航空隊所属の遠藤幸男大尉がB-29撃墜破数16機、うち撃墜は8機を記録して「B-29撃墜王」などと呼ばれた。横須賀航空隊所属の黒鳥四朗少尉も一晩で5機を撃墜するなど、合計で6機を撃墜している。
日本陸軍飛行部隊のB-29への体当たり成功機数
| 地区       | 所属         | 体当たり機数 |
| ---------- | ------------ | ------------ |
| 関東地区   | 第10飛行師団 | 33機         |
| 九州地区   | 第12飛行師団 | 8機          |
| 名古屋地区 | 第11飛行師団 | 8機          |
| 満州       | 第5航空軍    | 5機          |
| 合計       |              | 54機         |

この中には2回もB-29への体当たりを成功させて撃墜し生還した板垣政雄軍曹や中野松美伍長、三式戦闘機「飛燕」の主翼をB-29に尾翼に当てて破壊撃墜しながら、自らは片翼で生還した四宮徹中尉など、B-29を体当たり撃墜しながら生還したケースも含まれている。朝日新聞は1944年12月8日の朝刊でB-29に対する体当たり攻撃を紹介し、中野伍長のインタビューを掲載している。
日本海軍でも、震天制空隊の初出撃に先駆けること3日前の1944年11月21日、第三五二海軍空所属の坂本幹彦中尉が零戦で迎撃戦闘中、長崎県大村市上空でB-29「アシッド・テスト」に体当たりして撃墜、戦死している。その後には組織的な対空特攻がおこなわれたが、日本陸軍と比べると小規模で、第二二一海軍航空隊が1944年12月にルソン島でB-24爆撃機迎撃のために編成した「金鵄隊」と、訓練のみで終わった天雷特別攻撃隊にとどまった。

#### 日本軍のB-29迎撃に対するアメリカ軍の評価
戦後に日本とドイツに対する戦略爆撃の効果を調査した米国戦略爆撃調査団が出した結論は、日本本土空襲における第20空軍のB-29が日本軍戦闘機から被った損失は、第8空軍がドイツ本土爆撃でドイツ軍戦闘機から被った損失の1/3に過ぎず、警戒システムも迎撃地上管制システムもともに“poor”（貧弱）だったとしている。
日本の防空システムが“poor”だった要因としては下記を指摘している。
1. 日本の戦争指導者たちが、連合軍による空襲の危険性を十分に認識せず、防空システムの整備を優先しなかった
2. フィリピン作戦中は、日本軍航空部隊は連合軍の北上を止めるために使用され、それ以降は本土上陸に対する防衛が優先された
3. 対上陸部隊として使用するため、航空機と搭乗員は温存されて、日本空軍は常に作戦可能な戦闘機の30%未満しか本土防空に使用しなかった

米国戦略爆撃調査団はさらに、日本に対する戦略爆撃はドイツに対する戦略爆撃よりもその期間や投下した爆弾の総量は少なかったが、その効果はほぼ同じであったと評価した。日本に対する高い戦略爆撃の効果の要因として下記を指摘している。
1. 日本への爆撃は時間的、地域的に集約して行われた
2. 目標の構造物などがドイツに比べて脆弱であり、疎開や分散能力にも劣っていた
3. 被害地域の復旧に時間がかかった
4. B-29の本格空襲が始まる前に、日本の航空戦力は既に大きな打撃を受けており、防空能力が小さかった
5. 第20航空軍が努力を重ねて高性能超重爆撃機B-29を使いこなした

### B-29搭乗員の取り扱い
|                        | 日本国内で捕らわれた連合軍搭乗員 |
| ---------------------- | -------------------------------- |
| 総数                   | 545名                            |
| うち遺体で発見         | 29名                             |
| 爆撃・事故による死亡   | 94名                             |
| 軍事裁判などによる処刑 | 132名                            |
| 終戦時に解放           | 290名                            |

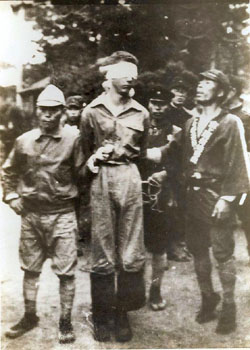
新潟で高射砲により撃墜され捕虜となったB-29のクルー、住民にリンチされていたところを軍に助けられている

B-29の搭乗員に対しては、救出前に日本人に見つかったとしても「万一日本国内に不時着した場合でも、日本の市民の捕虜に対する扱いは至極人道的なものなので抵抗しないように」と説明して不安を和らげようとしていた。しかし、ブリーフィングなどで非公式には「日本上空でパラシュート脱出する場合、軍隊に拾われるように祈るしかない。民間人では、殴り殺される可能性がある」とうわさされていた。1945年3月10日の東京大空襲以後、非戦闘員への無差別爆撃が激化すると、B-29搭乗員は日本の一般市民の憎しみを一身に受けることとなり、まずは、発見した一般市民から私刑で暴虐な扱いを受けることが多かった。なかには能崎事件のように、一般市民によるリンチの末にB-29搭乗員が死亡してしまうこともあった。このため憲兵隊や警察は第一にB-29搭乗員の身柄確保に努めた。しかし身柄確保されても暴行を受けることもあり、軍人や軍関係者が関与し殺されたB-29搭乗員もいた。
日本側はドーリットル空襲ののち、1942年7月28日に陸軍大臣補佐官名で、国際交戦規約に違反した者は戦争犯罪人として扱われるという通達を出している。実際にドーリットル空襲における軍事裁判では、捕虜となった8名全員に「人道に反する行為を犯した罪」で死刑判決が出ている（処刑されたのは3名、あと5名は減刑）。その後、B-29による日本本土空襲が始まった1944年9月8日には、無差別爆撃は戦争犯罪であるので死刑に処せられるべきとの通達が出ている。無差別爆撃をおこなったB-29搭乗員は戦時国際法上の捕虜の扱いを受けず、人道に対する戦争犯罪者とされて略式裁判にかけられ戦時重要犯として処刑されたが、裁判を行うこともなく処刑されることも多かった。B-29搭乗員の取り扱いは、各軍管区に判断を委ねており、中部軍管区や西部軍管区といった日本の中西部の軍管区のほうが、東部軍管区よりもB-29搭乗員に厳しく、多数の搭乗員が裁判内外で処刑されている。処刑されずとも、戦争犯罪人として通常の捕虜とは異なる「特別な扱い」を受けていたB-29搭乗員は、日常的な尋問や暴行に加えて、食事も1日におにぎり3個とコップ1杯の水しか支給されないものもいた。なかには1945年1月27日に東京上空で日本軍によって撃墜されて捕らわれたレイ・F・ハローラン少尉のように、上野動物園の猿の檻に裸で猿の代わりに入れられて見世物にされるといった屈辱的な扱いを受けた搭乗員もいた。一方で、機雷散布任務中に対空砲火で撃墜され福岡県直方市の遠賀川河川敷にパラシュート降下したが、殺気立った市民に囲まれたところを警官2名に救助されて、そののち民間の医師にケガの治療を受けて東京の捕虜収容所に送られ、そのまま終戦を迎えたフィスク・ハンレイのように日本側に手厚い対応をされたことを感謝している捕虜もいる。
1945年5月、福岡県太刀洗陸軍飛行場を爆撃するために飛来したB-29が第三四三海軍航空隊戦闘四〇七飛行隊の紫電改による攻撃によって撃墜された。その時の搭乗員11人中7人が捕らわれ、うち6人は死刑とされ、同年5月17日～6月2日にかけ九州帝国大学医学部において、彼らに対する生体解剖実験が行われた。（九州大学生体解剖事件（相川事件））
5月26日のB-29による東京への夜間無差別爆撃で収容されていた東京陸軍刑務所で焼死した62名や（東京陸軍刑務所飛行士焼死事件）、8月6日の広島への原爆投下により拘留されていた中国憲兵隊本部で死亡した11名など、B-29の空爆やアメリカ軍艦隊による艦砲射撃など友軍の攻撃で死亡した捕虜も多数にのぼった。
終戦後、B-29搭乗員を含む連合軍捕虜を殺害や虐待した関係者は、横浜に開廷された連合軍裁判所でB・C級戦犯として裁かれた。なかでも、第13方面軍司令官兼東海軍管区司令官であった岡田資中将は、1945年5月14日の名古屋大空襲とそれ以後の空襲をおこなったB-29搭乗員38人を処刑した責任を問われ、B級戦犯として裁かれた。岡田はB-29による無差別爆撃を「米軍による民間人を狙った無差別爆撃は国際法違反である」「搭乗員はハーグ条約違反の戦犯であり、捕虜ではない」と自分の判断の正当性を主張し、裁判を「法戦」と呼んで戦ったが、絞首刑の判決を受けて翌1949年9月17日に処刑された。

## Tu-4との関係

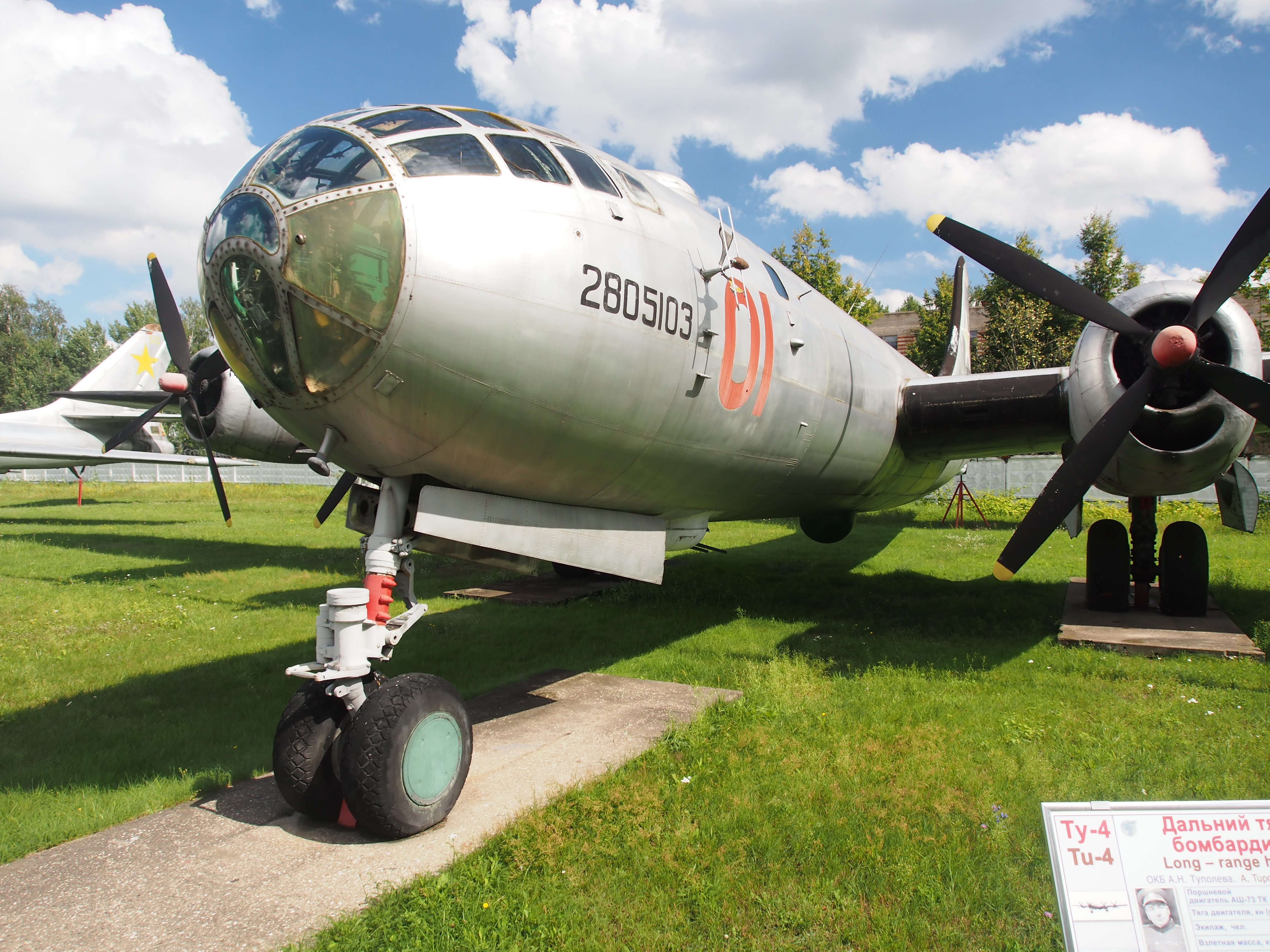
外見がB-29に酷似しているTu-4

スターリンは再三再四にわたりアメリカに長距離爆撃機の供与を要望していた。しかし、アメリカとしては対日戦重点投入という目的もあった上に、ソビエトが戦略爆撃機を持つということに難色を示していた。そんな折、1944年7月31日の「ランプトランプ (Ramp Tramp / 42-6256)」、8月20日の「ケイトポーマット (Cait Paomat / 42-93829)」、11月11日の「ジェネラル・H・H・アーノルドスペシャル (General H.H. Arnold Special / 42-6365)」、及び11月21日の「ディングハウ (Ding Hao / 42-6358)」の4機のB-29が日本及び満州を爆撃した後、機体の故障などによりソ連領内に不時着した。ケイトポーマットの機長リチャード・M・マクグリン少佐らパイロット達は抑留された後にアメリカに送還されたが機体は没収され、ジェネラルH・H・アーノルドスペシャルはスターリンの命令によりモスクワで解体調査された。ランプトランプは飛行試験に供された。そしてアンドレイ・ニコラエヴィッチ・ツポレフらにより解体した部品に基づく設計が行われて1947年春に完成して、同年5月19日に初飛行にこぎつけた。
開発時は「B-4」と呼ばれていたが、1949年に量産が開始されるとツポレフTu-4（NATOコードネーム：ブル）と名付けられた。
Tu-4のエンジンはソビエト製のシュベツォフ ASh-73が搭載されたが、エンジンの出力はB-29搭載のライト R-3350に劣るものではなく、最高速度558km、巡航速度435kmの高速飛行が可能であった。搭載の機関砲についてはB-29の12.7mm機関砲に対してNS-23機関砲（口径23mm）を搭載しており、B-29より打撃力は高かった。
1947年8月3日にモスクワで行われた航空記念日パレードで初披露されたTu-4はその後もエンジンやプロペラなどの改良が行われ、1949年半ばには戦略爆撃機として本格的に運用された。一部の機体には空中給油設備や翼下に追加の燃料タンクが設置されて、アメリカ本土爆撃ができるよう航続距離の延伸がはかられ、核爆弾が搭載できるように改修された。Tu-4Aはソ連初の核爆弾RDS-1の投下用に開発された最初の航空機であった。ソ連初の無人航空機（無人標的機）であるLa-17を翼下に懸吊したTu-4NMやKS-1 コメット空対地ミサイルの発射母機であるTu-4Kも開発され、のちにKS-1コメット空対地ミサイルから、12キロトンの核弾頭を搭載したFKR-1ミサイルが開発された。一方、アメリカ空軍はTu-4にアメリカ本土への攻撃能力があることを理解してパニックに陥り、レーダーや地対空ミサイルなどの防空設備の開発を急ぐこととなった。また、アメリカ人はB-29のあからさまなコピーであることを揶揄し「ボーイングスキー」と呼んだという。
1952年までに847機ないし1,300機が製造されたが、1954年にはより先進的なTu-16に置き換えられた。爆撃任務を外れたTu-4のうち300機は空挺部隊用の輸送機に改修され、空挺部隊のパラシュート降下や物資投下に使用された。また1部の機体は練習機や実験機として利用された。ツポレフはTu-4を基礎にして旅客機Tu-70も開発したが、量産はされなかった。
1953年にスターリンはTu-4を中華人民共和国にも供与し、1956年3月29日にカム反乱でチベット人住民や僧侶が籠城するリタンの寺院への爆撃で2機のTu-4が初めて投入され、当時住民は飛行機を見たことがなかったために「巨大な鳥」が接近しているように見えたという。1機はKJ-1として早期警戒機にされて1980年代まで中国人民解放軍で運用された。

## 各型

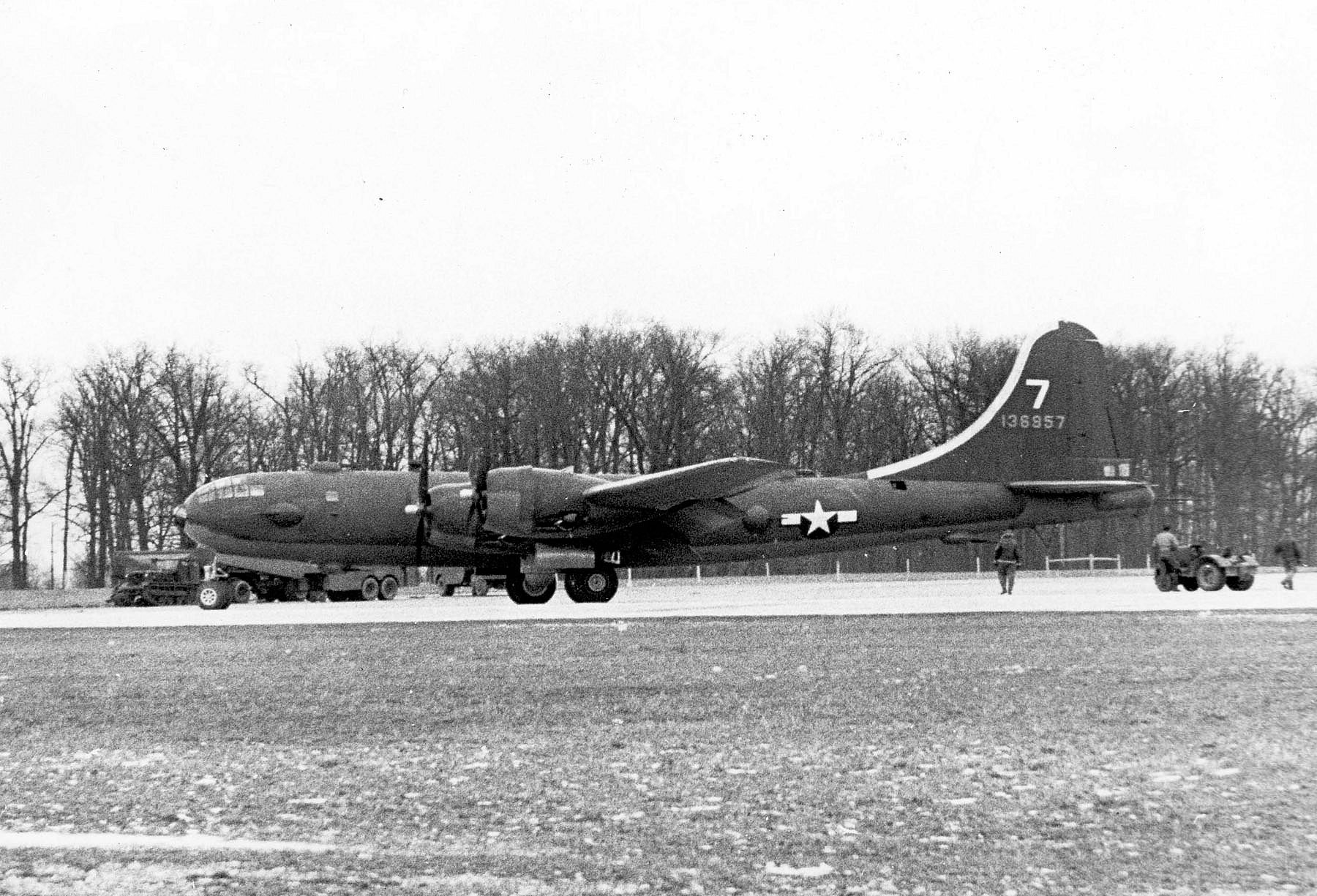
YB-29-BW (41-36954)

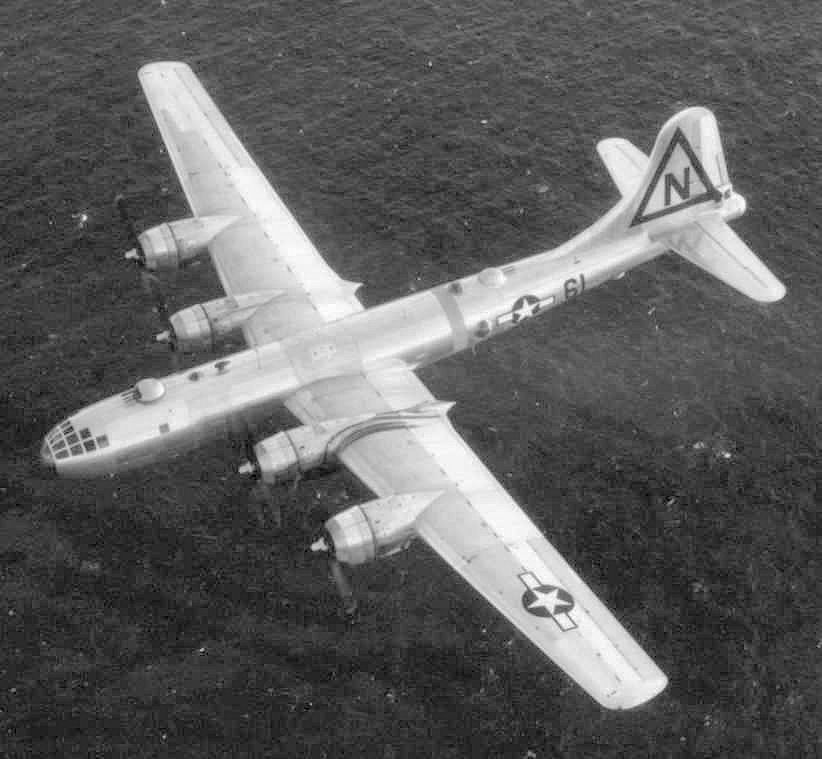
B-29-15-BA (42-63411)

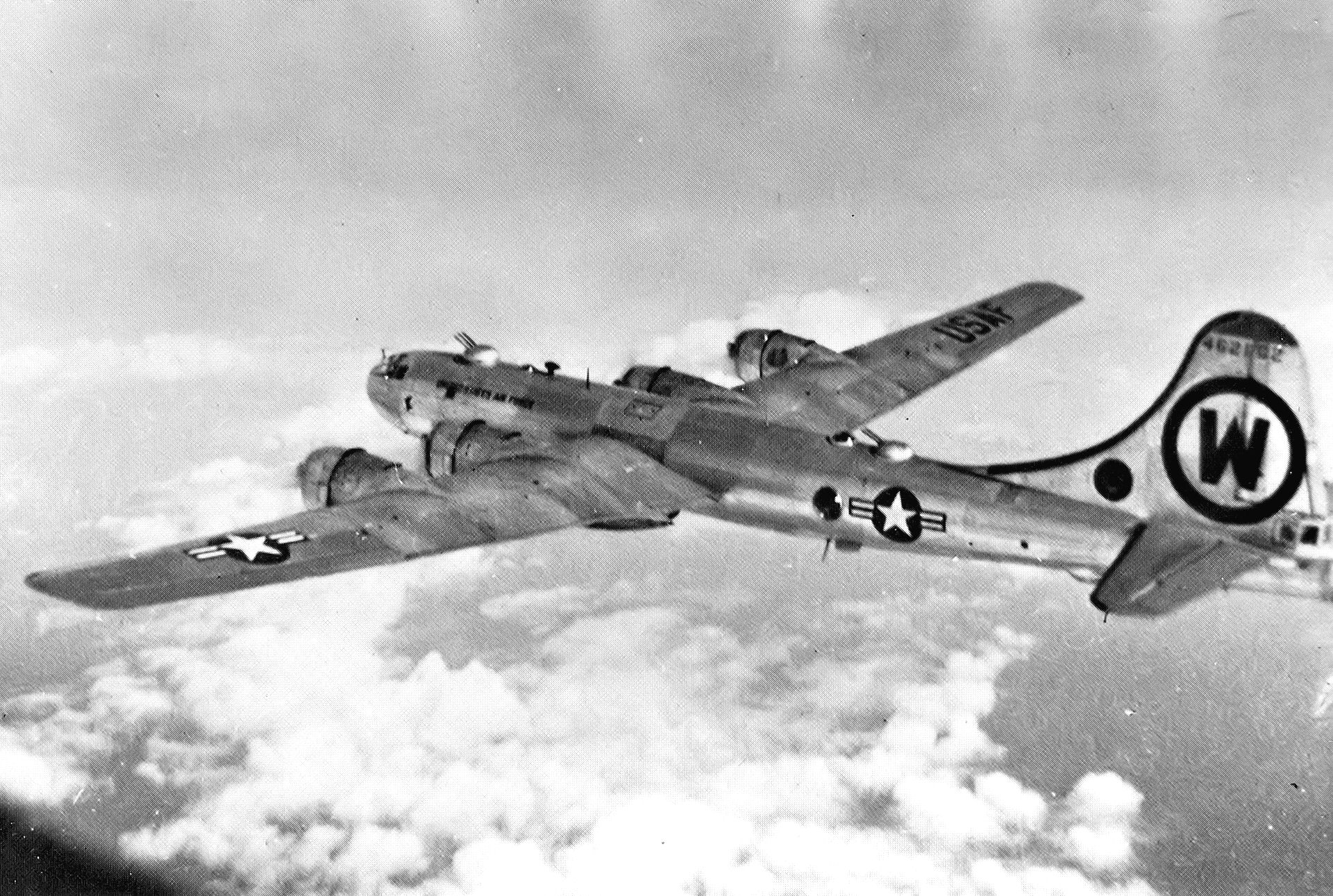
B-29A-60-BN (44-62102)

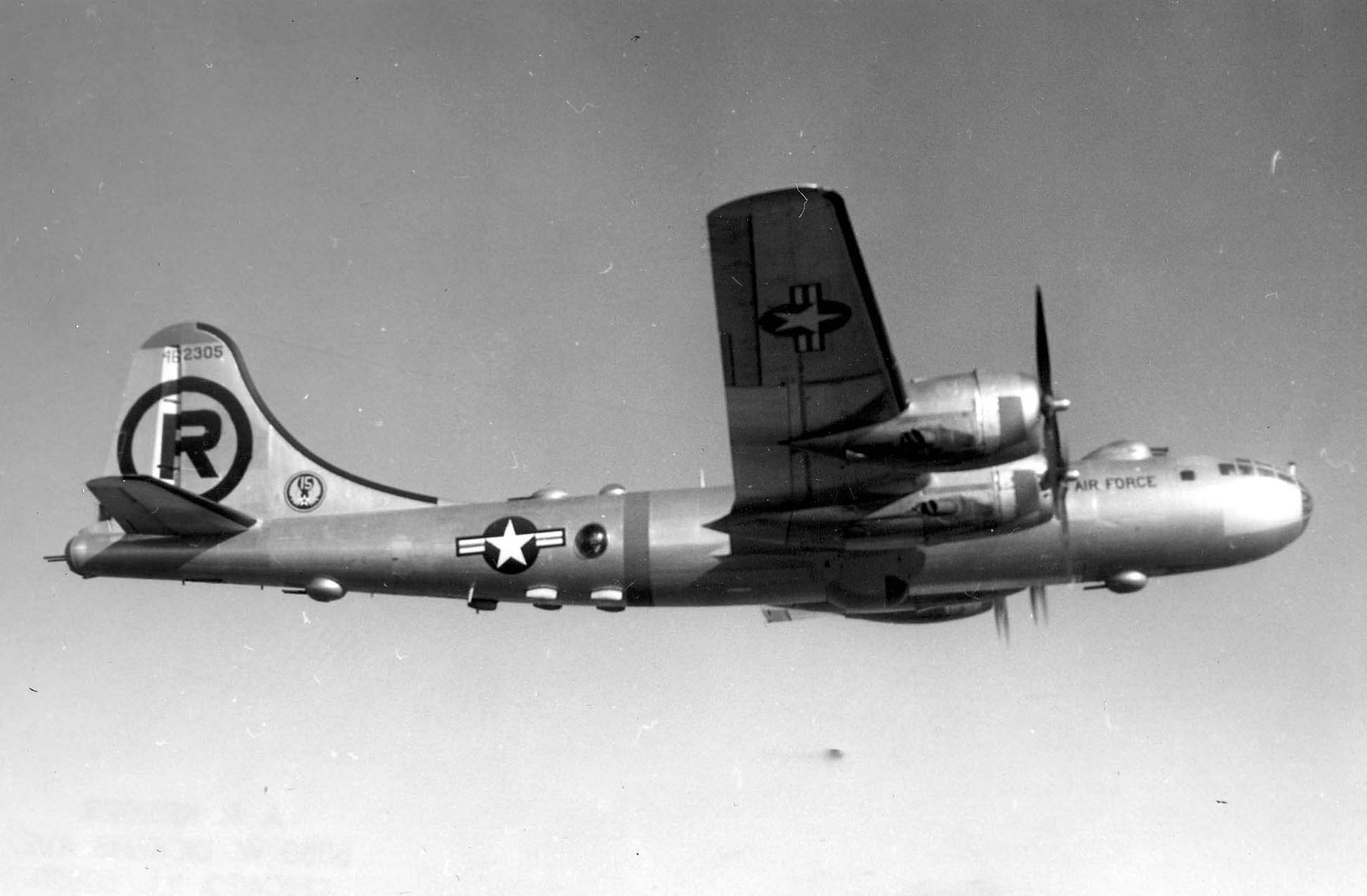
B-29A-70-BN (44-62305)
機首上部後方の銃塔が大型の4連装銃塔となったblock 40 A 後期型

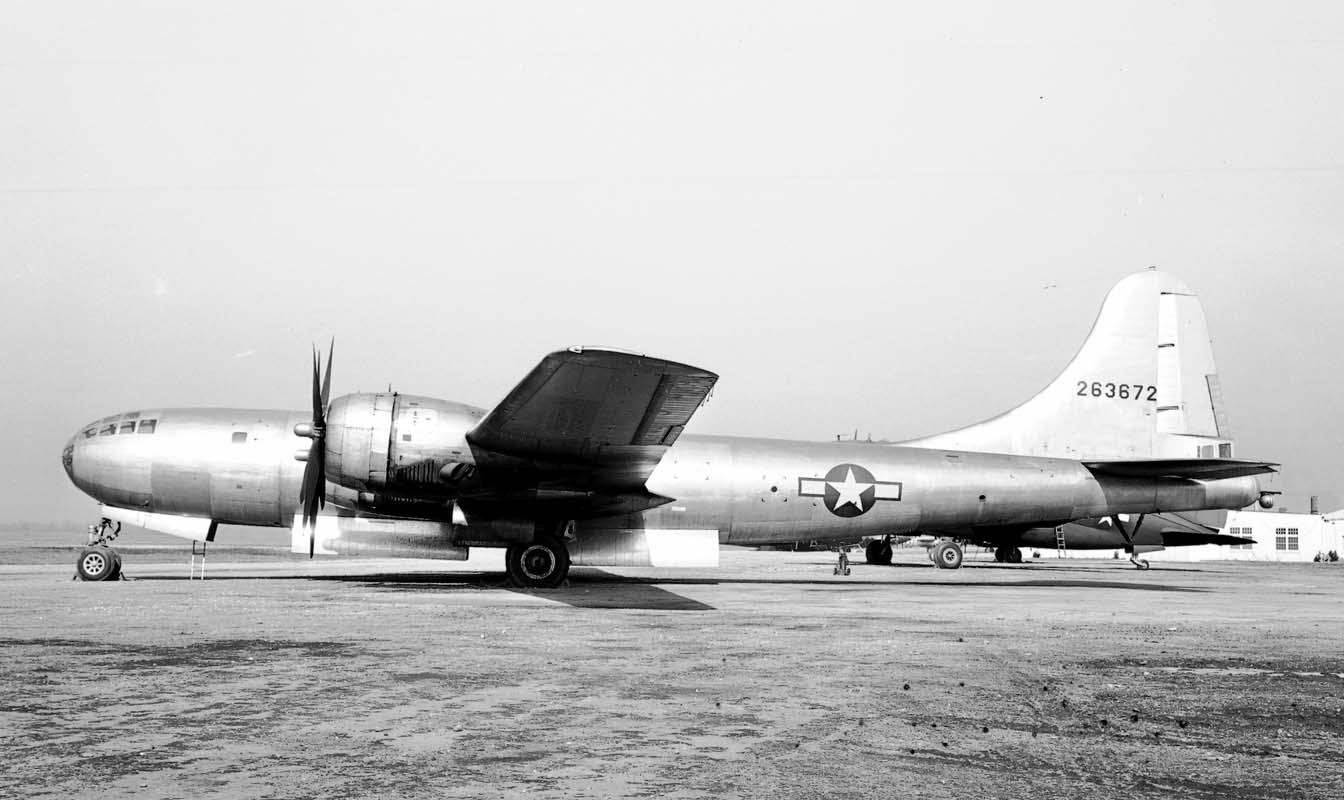
B-29B-35-BA (42-63672)

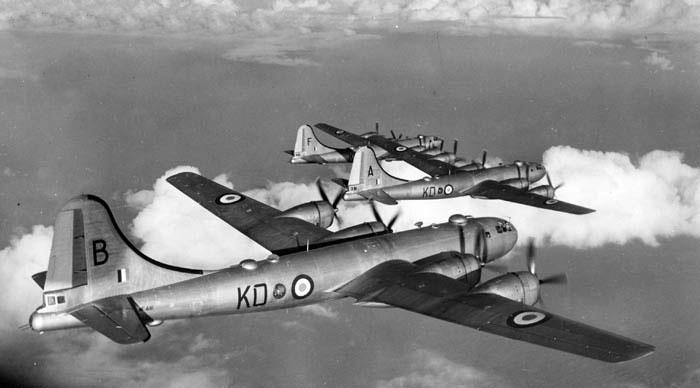
ワシントン B.Mk.I

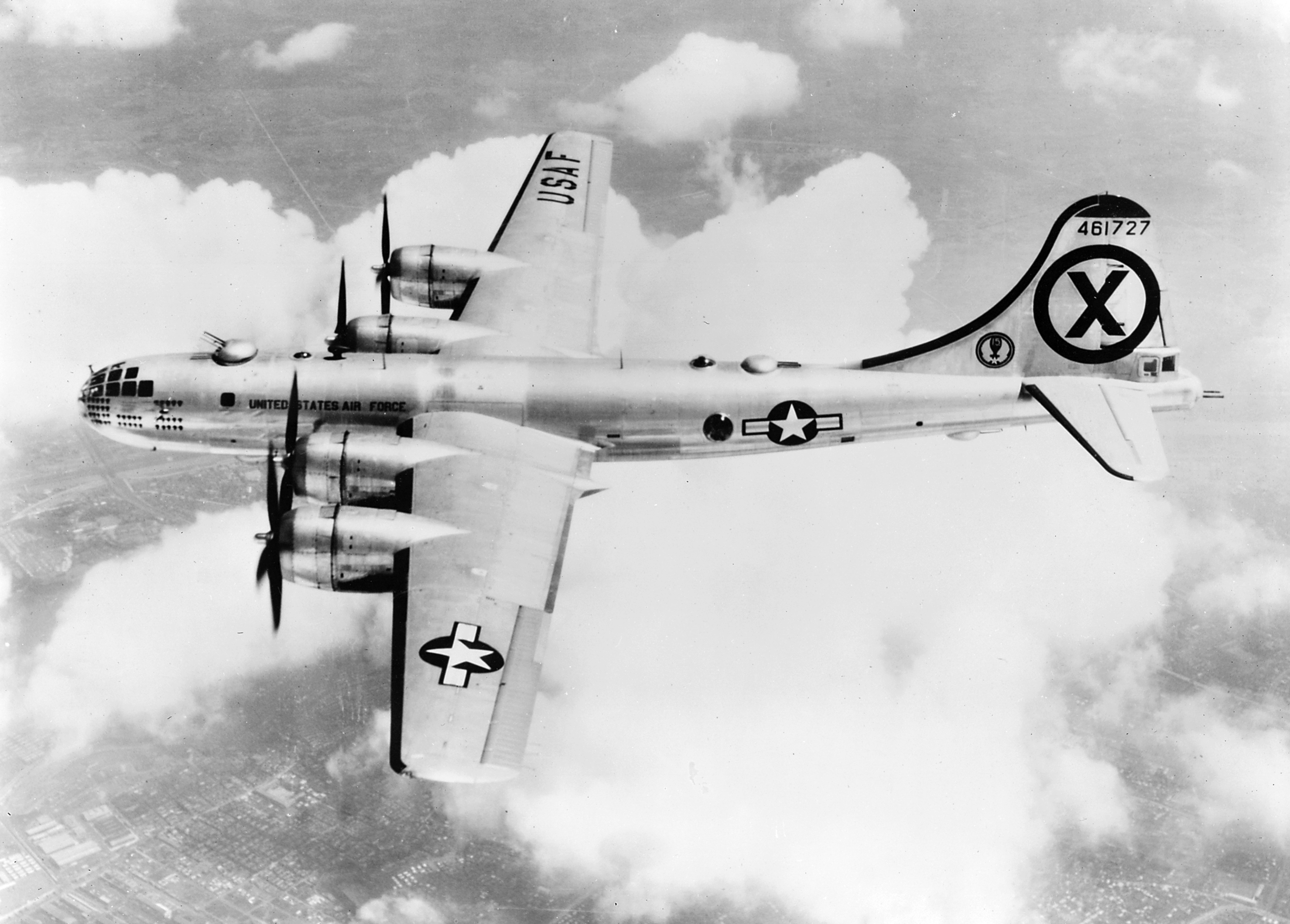
RB-29A-BN (44-61727)

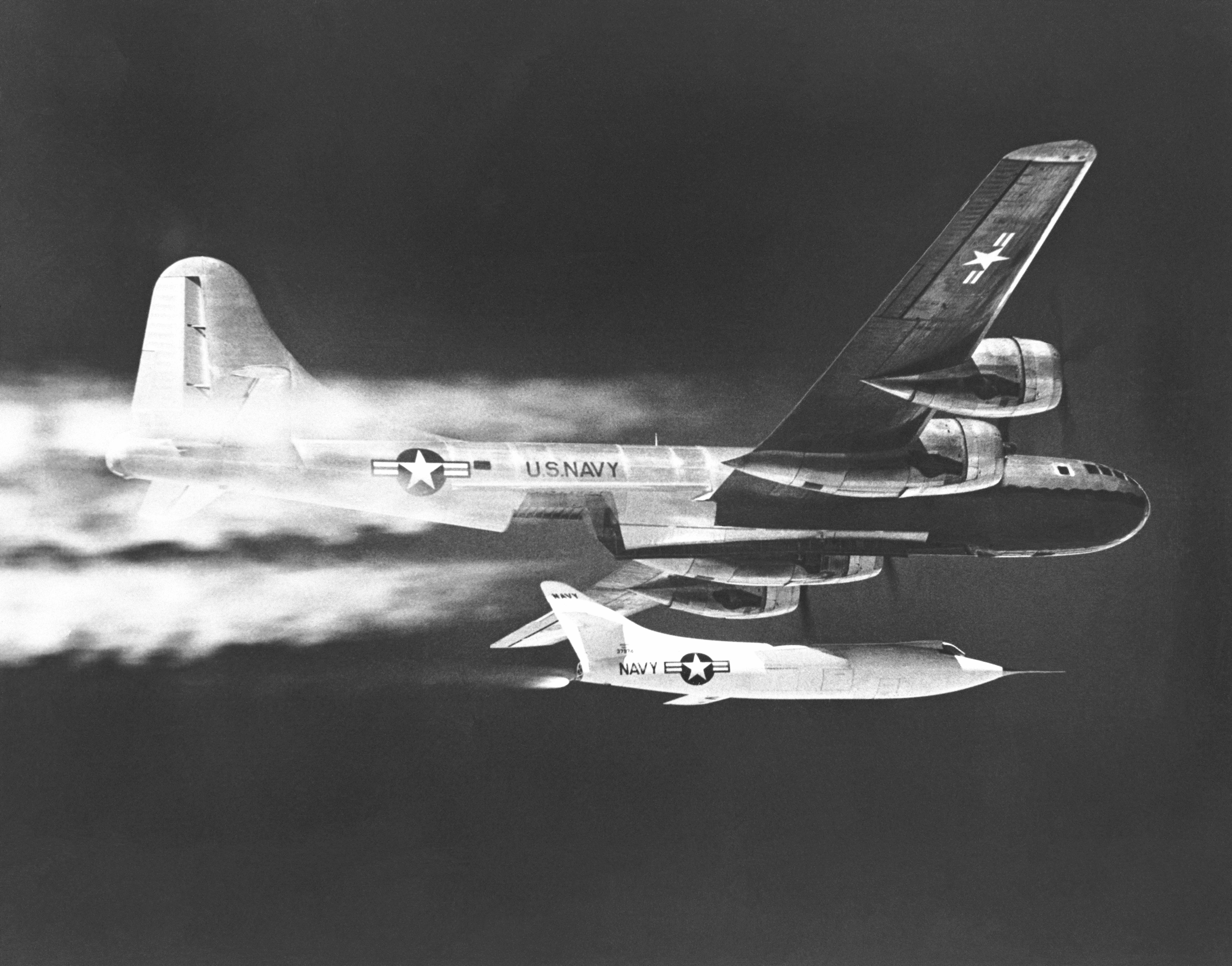
P2B-1S
D-558-2の発射母機として使用された際の撮影

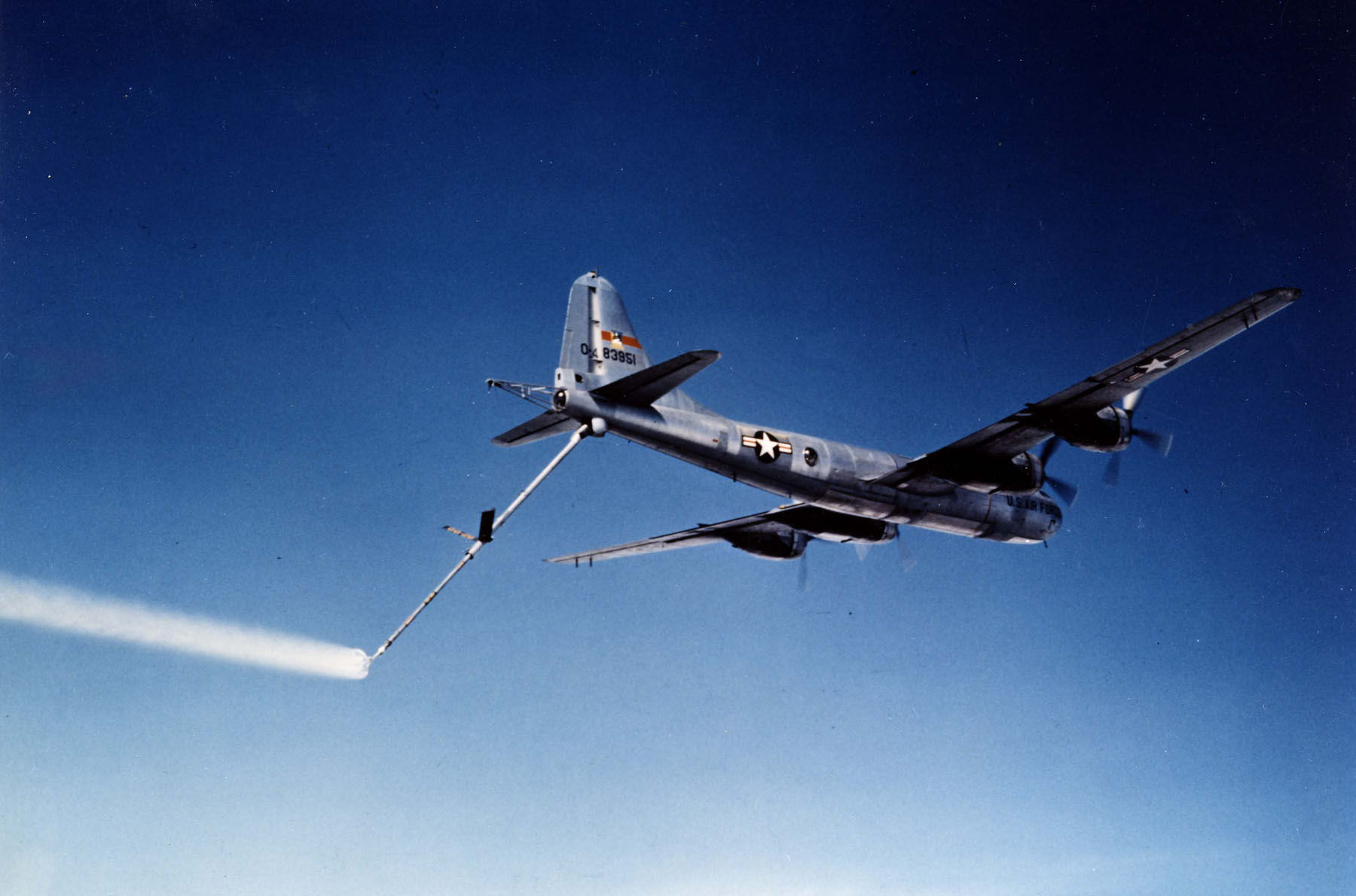
KB-29P

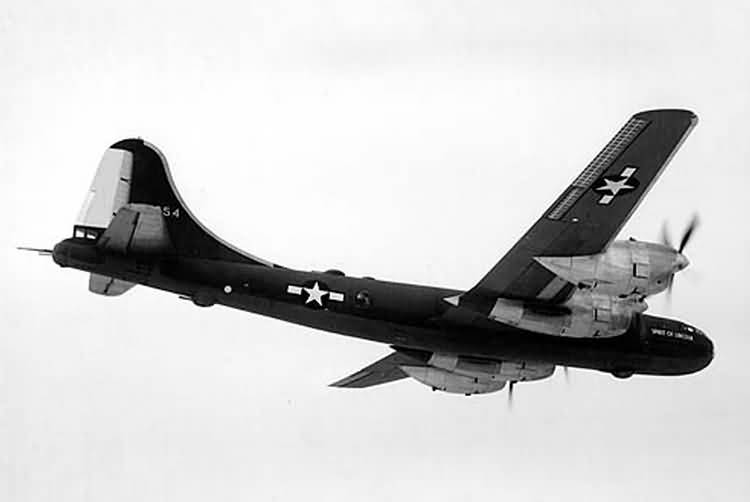
XB-39-BW (41-36954)

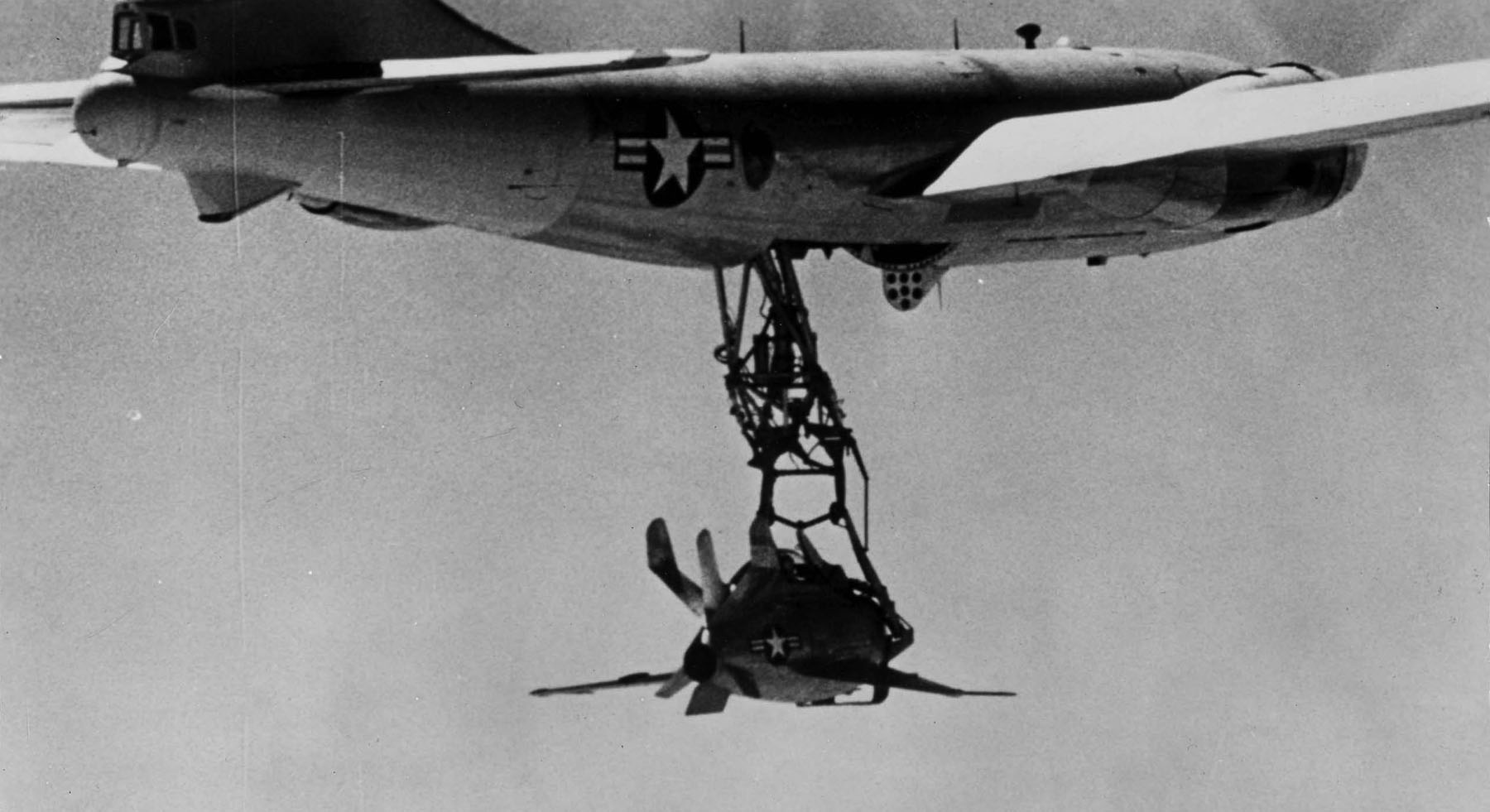
EB-29B-BA (44-84111)
吊り下げられている機体がXF-85

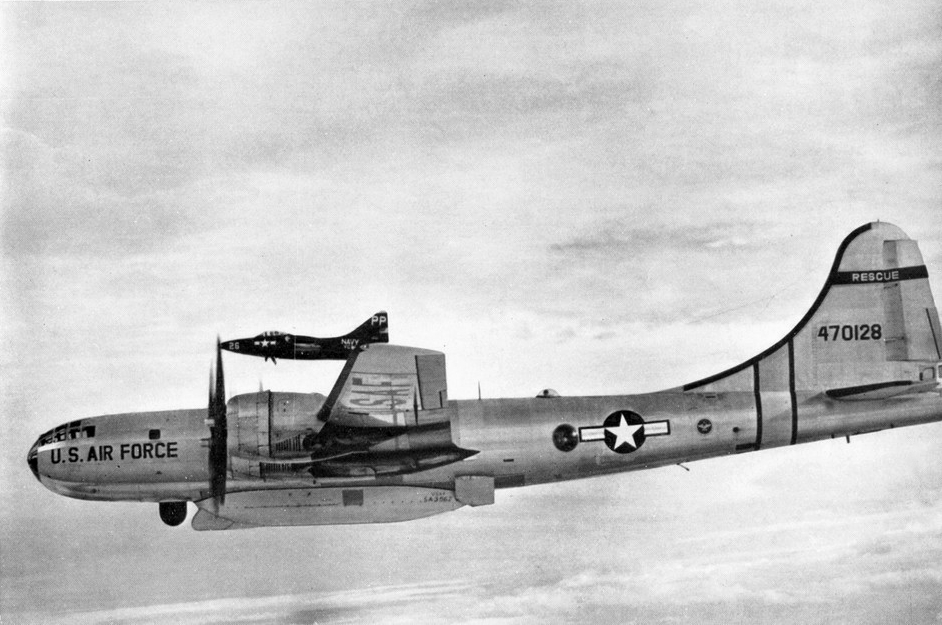
SB-29 (44-70128)
画面奥側に並航している機体はF9F-5P艦上偵察機

型名末尾のアルファベット二文字は製造工場コード（Production facility code）。生産型のうち記号無しの機種は複数の工場で製造され、記号付きの機種は該当する工場でのみ製造されたことを示す。
- BO - ボーイング社シアトル工場
- BW - ボーイング社ウィチタ工場
- BN - ボーイング社レントン工場
- BA - ベル・エアクラフト社マリエッタ工場
- MO - グレン・L・マーティン社オマハ工場

出典：牧英雄「開発と各型」『ボーイングB-29』 No.52（1995-5版第3刷）、文林堂〈世界の傑作機〉、2002年2月5日、17-24頁。

### 爆撃型
モデル341
初期計画案。仕様変更要求前の仕様で遠隔操作銃塔が未装備。
モデル345
仕様変更後のモデルでモックアップが製造された。尾部銃座は無人の予定だった。
XB-29-BO
試作機。ライトR-3350-13搭載。3機製造。
YB-29-BW
増加試作機。ライトR-3350-21搭載。試験終了後は訓練機として使用されたが10号機のみ実戦に参加している。14機製造。
B-29
量産型。ライトR-3350-23または-23A、-41、-57搭載。2,508または2,509機製造。
B-29A-BN
新設されたレントン工場で製造された機体。ライトR-3350-57または-59搭載。他機種と異なり主翼付け根が中央胴体と一体となった構造をしており、全幅が12インチ長い。機体上面前部の銃塔が連装から4連装に強化されている（block 40 A後期型では銃塔は流線型の大型のものに拡大されている）。1,119機製造。
B-29B-BA
夜間爆撃専用型。ライトR-3350-51または-57、-57A搭載。夜間爆撃精度向上のためレーダーをAPQ-7イーグルに換装したほか、日本軍の反撃能力が低下した大戦末期からの製造であったため、武装は尾部銃座のみとなっている。311機製造。
B-29C
B-29Aに改良型ライトR-3350を搭載した発展型。シアトル工場に5,000機の製造が発注されたが後にキャンセル。
B-29D-BN
XB-44（後述）の生産型。R-4360エンジンに換装したことで良好な性能を示したことから200機が発注されたが、製造開始前に大戦が終結したため60機に削減され、全機がキャンセルされた。
B-50
B-29Dの再生産が決定された際の名称。B-50の各種派生型は当該記事を参照。
B-29MR
ループホース式空中給油の受油機として改修された機体。当初はB-29Lの名称が予定されていた。74機改造。
ワシントン B.Mk.I
イギリス空軍に貸与したB-29、B-29A、RB-29A。イギリス空軍では機種にかかわらずB.Mk.Iとされた。1955年に返還されたが2機のみオーストラリア空軍に売却されている。計88機。

### 偵察型
F-13 / F-13A
写真偵察型。爆撃型も写真偵察は行っていたがこれは本格的な写真偵察機器を搭載した機体を指し、B-29改修型がF-13でB-29A改修型がF-13A。戦後の命名規則変更でFB-29、再変更でRB-29となった（A型も同様）。計139機改造。
RB-29A
ELINT任務用の電子情報収集機。上記F-13Aからの名称変更型とは別の機体。
ERB-29
電子偵察型。胴体下に3個のレドームが増設されている。
FB-29J
YB-29J（後述）から改造された写真偵察型。後の命名変更でRB-29Jとなる。
WB-29
気象偵察型。
P2B-1S
海軍仕様の長距離偵察機。D-558-2の発進母機としても使用。試験用としてB-29-BWから4機改造。
P2B-2S
P2B-1Sの発展型。レーダーを追加し爆弾倉内に燃料タンクを増設した。P2B-1Sから2機改造。

### 空中給油型
KB-29M
ループホース式空中給油の給油機として改修された機体（後にプローブアンドドローグ方式に改修）。当初はKB-29Kの名称が予定されていた。92機改造。
YKB-29T
胴体下の他に両翼端にも給油ホースを搭載した3機同時給油の試験機。KB-29Mより1機改造。
YKB-29J
YB-29J（後述）から改造されたフライングブーム方式の空中給油試験機。
KB-29P
フライングブーム方式の給油機。116機改造。

### その他
XB-39-BW
アリソンV-3420-11換装型。エンジン換装計画中止後は同エンジンのテストベッド機として使用。YB-29-BWより1機改造。
XB-44-BN
P&WR-4360-33に換装したテストベッド機。B-29A-BNより1機改造。
XB-29E-BW
新型射撃統制システムのテストベッド機。B-29-45-BWより1機改造。
B-29F-BW
寒冷地仕様の試験に使用されたB-29-BW。6機が改造されたが後に標準仕様に戻された。
XB-29G-BA
ターボジェットエンジンのテストベッド機。B-29B-BAより1機改造。
XB-29H-BN
特殊武装試験機。B-29A-BNより1機改造。
YB-29J
燃料噴射式のライトR-3350-CA-2に換装し、低抵抗型ナセルに改修した機体。B-29、B-29Aなど各型からの改造機があり、計6機。
EB-29-BW
X-1発進母機。B-29-BWより1機改造。
EB-29A-BN
フライングブーム方式の空中給油試験の受油試験機。B-29A-BNより1機改造。
EB-29B-BA
XF-85発進母機。B-29B-BAより1機改造。
ETB-29A-BN
ティップ・トウ計画による翼端結合式戦闘機発進母機。EF-84Bとの結合試験を実施。B-29A-BNより改造。
QB-29
無線操縦の無人標的機。各機から改造。
スーパーダンボ
B-29から改修された救難機。救命桴や投下式ラジオなどの救難用具を装備し日本沿岸で救難作戦に投入された。
SB-29 スーパーダンボ
上記とは別に戦後に改造された救難機。A-3空中投下式救命艇を胴体下に搭載し15時間の滞空が可能であった。各機から16機が改造。
CB-29K-BW
貨物輸送型。B-29-BWより改造。
DB-29
ドローン管制機。B-29より改造。
TB-29 / TB-29A / TB-29B
練習型。標的曳航機としても使用された。B-29、B-29A、B-29B各機から改造。
VB-29-BW
要人輸送型。B-29-BWより1機改造。
C-97 ストラトフレイター
B-29の主翼・尾翼・エンジン類を流用して胴体を太い2階建てにした輸送機（エンジンは後にP&W R-4360に換装）。
KC-97 ストラトタンカー
C-97の空中給油機型。
ボーイング377 ストラトクルーザー
C-97の旅客機型。

## 諸元
| 機体名       | B-29 | B-29 | B-29 |
| ------------ | --- | --- | --- |
| 全長         | 99.0ft (30.18m) | 99.0ft (30.18m) | 99.0ft (30.18m) |
| 全幅         | 141.2ft (43.04m) | 141.2ft (43.04m) | 141.2ft (43.04m) |
| 全高         | 27.8ft (8.47m) | 27.8ft (8.47m) | 27.8ft (8.47m) |
| 翼面積       | 1,720ft2 (159.79m2) | 1,720ft2 (159.79m2) | 1,720ft2 (159.79m2) |
| プロペラ     | ブレード4枚 直径16ft 7in (5.05m) ×4                                                                                       | ブレード4枚 直径16ft 7in (5.05m) ×4                                                                                       | ブレード4枚 直径16ft 7in (5.05m) ×4                                                                                       |
| エンジン     | Wright R-3350-79/81 (2,200Bhp 最大：2,500Bhp) ×4                                                                          | Wright R-3350-79/81 (2,200Bhp 最大：2,500Bhp) ×4                                                                          | Wright R-3350-79/81 (2,200Bhp 最大：2,500Bhp) ×4                                                                          |
| 空虚重量     | 71,500lbs (32,432kg) | 71,500lbs (32,432kg) | 71,500lbs (32,432kg) |
| ミッション   | BASIC | MAX BOMB | FERRY |
| 離陸重量     | 140,000lbs (63,503kg) | 140,000lbs (63,503kg) | 138,278lbs (62,722kg) |
| 戦闘重量     | 101,250lbs (45,926kg) | 96,500lbs (43,772kg) | 84,518lbs (38,337kg) |
| 搭載燃料     | 7,866gal (29,776ℓ) | 6,566gal (24,855ℓ) | 9,363gal (35,443ℓ) |
| 爆弾搭載量   | 10,000lbs (4,536kg) | 20,000lbs (9,072kg) | ― |
| 最高速度     | 347kn/30,000ft (643km/h 高度9,144m)                                                                                       | 348kn/30,000ft (644km/h 高度9,144m)                                                                                       | 353kn/30,000ft (654km/h 高度9,144m)                                                                                       |
| 上昇能力     | 1,625ft/m S.L. (8.26m/s 海面高度)                                                                                         | 1,760ft/m S.L. (8.94m/s 海面高度)                                                                                         | 2,160ft/m S.L. (10.97m/s 海面高度)                                                                                        |
| 実用上昇限度 | 39,600ft (12,070m) | 40,600ft (12,375m) | 43,200ft (13,167m) |
| 航続距離     | 3,445n.mile (6,380km) | 2,627n.mile (4,865km) | 4,493n.mile (8,321km) |
| 戦闘行動半径 | 1,843n.mile (3,413km) | 1,466n.mile (2,715km) | ― |
| 武装         | AN/M2 12.7mm機関銃×12（弾数計6,000発）                                                                                    | AN/M2 12.7mm機関銃×12（弾数計6,000発）                                                                                    | AN/M2 12.7mm機関銃×12（弾数計6,000発）                                                                                    |
| 搭載能力     | GP 4,000lbs×4・GP 2,000lbs×8・AP 1,600lbs×12・GP 1,000lbs×12・GP 500lbs×40 上記の爆弾から20,000lbs (9,072kg) まで搭載可能 | GP 4,000lbs×4・GP 2,000lbs×8・AP 1,600lbs×12・GP 1,000lbs×12・GP 500lbs×40 上記の爆弾から20,000lbs (9,072kg) まで搭載可能 | GP 4,000lbs×4・GP 2,000lbs×8・AP 1,600lbs×12・GP 1,000lbs×12・GP 500lbs×40 上記の爆弾から20,000lbs (9,072kg) まで搭載可能 |
| 機体名       | B-29A | B-29A | B-29A |
| 全長         | 99.0ft (30.18m) | 99.0ft (30.18m) | 99.0ft (30.18m) |
| 全幅         | 141.2ft (43.04m) | 141.2ft (43.04m) | 141.2ft (43.04m) |
| 全高         | 27.8ft (8.47m) | 27.8ft (8.47m) | 27.8ft (8.47m) |
| 翼面積       | 1,720ft2 (159.79m2) | 1,720ft2 (159.79m2) | 1,720ft2 (159.79m2) |
| プロペラ     | ブレード4枚 直径16ft 7in (5.05m) ×4                                                                                       | ブレード4枚 直径16ft 7in (5.05m) ×4                                                                                       | ブレード4枚 直径16ft 7in (5.05m) ×4                                                                                       |
| エンジン     | Wright R-3350-57/57A (2,200Bhp 最大：2,500Bhp) ×4                                                                         | Wright R-3350-57/57A (2,200Bhp 最大：2,500Bhp) ×4                                                                         | Wright R-3350-57/57A (2,200Bhp 最大：2,500Bhp) ×4                                                                         |
| 空虚重量     | 72,206lbs (32,752kg) | 72,206lbs (32,752kg) | 72,206lbs (32,752kg) |
| ミッション   | BASIC | MAX BOMB | FERRY |
| 離陸重量     | 140,000lbs (63,503kg) | 140,000lbs (63,503kg) | 137,610lbs (62,419kg) |
| 戦闘重量     | 101,472lbs (46,027kg) | 96,900lbs (43,953kg) | 85,000lbs (38,555kg) |
| 搭載燃料     | 7,748gal (29,329ℓ) | 6,448gal (24,408ℓ) | 9,150gal (34,637ℓ) |
| 爆弾搭載量   | 10,000lbs (4,536kg) | 20,000lbs (9,072kg) | ― |
| 最高速度     | 347kn/30,000ft (643km/h 高度9,144m)                                                                                       | 348kn/30,000ft (644km/h 高度9,144m)                                                                                       | 353kn/30,000ft (654km/h 高度9,144m)                                                                                       |
| 上昇能力     | 1,620ft/m S.L. (8.23m/s 海面高度)                                                                                         | 1,745ft/m S.L. (8.86m/s 海面高度)                                                                                         | 2,140ft/m S.L. (10.87m/s 海面高度)                                                                                        |
| 実用上昇限度 | 39,550ft (12,055m) | 40,500ft (12,344m) | 43,100ft (13,137m) |
| 航続距離     | 3,321n.mile (6,150km) | 2,583n.mile (4,784km) | 4,393n.mile (8,136km) |
| 戦闘行動半径 | 1,800n.mile (3,334km) | 1,428n.mile (2,645km) | ― |
| 武装         | AN/M2 12.7mm機関銃×12（弾数計6,000発）                                                                                    | AN/M2 12.7mm機関銃×12（弾数計6,000発）                                                                                    | AN/M2 12.7mm機関銃×12（弾数計6,000発）                                                                                    |
| 搭載能力     | GP 4,000lbs×4・GP 2,000lbs×8・AP 1,600lbs×12・GP 1,000lbs×12・GP 500lbs×40 上記の爆弾から20,000lbs (9,072kg) まで搭載可能 | GP 4,000lbs×4・GP 2,000lbs×8・AP 1,600lbs×12・GP 1,000lbs×12・GP 500lbs×40 上記の爆弾から20,000lbs (9,072kg) まで搭載可能 | GP 4,000lbs×4・GP 2,000lbs×8・AP 1,600lbs×12・GP 1,000lbs×12・GP 500lbs×40 上記の爆弾から20,000lbs (9,072kg) まで搭載可能 |
| 機体名       | B-29B | B-29B | B-29B |
| 全長         | 99.0ft (30.18m) | 99.0ft (30.18m) | 99.0ft (30.18m) |
| 全幅         | 141.2ft (43.04m) | 141.2ft (43.04m) | 141.2ft (43.04m) |
| 全高         | 27.8ft (8.47m) | 27.8ft (8.47m) | 27.8ft (8.47m) |
| 翼面積       | 1,720ft2 (159.79m2) | 1,720ft2 (159.79m2) | 1,720ft2 (159.79m2) |
| プロペラ     | ブレード4枚 直径16ft 7in (5.05m) ×4                                                                                       | ブレード4枚 直径16ft 7in (5.05m) ×4                                                                                       | ブレード4枚 直径16ft 7in (5.05m) ×4                                                                                       |
| エンジン     | Wright R-3350-57/57A (2,200Bhp 最大：2,500Bhp) ×4                                                                         | Wright R-3350-57/57A (2,200Bhp 最大：2,500Bhp) ×4                                                                         | Wright R-3350-57/57A (2,200Bhp 最大：2,500Bhp) ×4                                                                         |
| 空虚重量     | 68,821lbs (31,217kg) | 68,821lbs (31,217kg) | 68,821lbs (31,217kg) |
| ミッション   | BASIC | MAX BOMB | FERRY |
| 離陸重量     | 135,744lbs (61,572kg) | 136,464lbs (61,899kg) | 135,024lbs (61,246kg) |
| 戦闘重量     | 96,126lbs (43,602kg) | 92,353lbs (41,891kg) | 81,263lbs (36,860kg) |
| 搭載燃料     | 8,083gal (30,597ℓ) | 6,805gal (25,753ℓ) | 9,363gal (35,443ℓ) |
| 爆弾搭載量   | 10,000lbs (4,536kg) | 20,000lbs (9,072kg) | ― |
| 最高速度     | 360kn/30,000ft (667km/h 高度9,144m)                                                                                       | 361kn/30,000ft (669km/h 高度9,144m)                                                                                       | 368kn/30,000ft (682km/h 高度9,144m)                                                                                       |
| 上昇能力     | 1,820ft/m S.L. (9.25m/s 海面高度)                                                                                         | 1,925ft/m S.L. (9.78m/s 海面高度)                                                                                         | 2,330ft/m S.L. (11.84m/s 海面高度)                                                                                        |
| 実用上昇限度 | 41,400ft (12,619m) | 42,300ft (12,893m) | 44,950ft (13,701m) |
| 航続距離     | 3,926n.mile (7,271km) | 3,076n.mile (5,697km) | 4,939n.mile (9,147km) |
| 戦闘行動半径 | 2,122n.mile (3,930km) | 1,725n.mile (3,195km) | ― |
| 武装         | AN/M2 12.7mm機関銃×3（弾数計1,380発）                                                                                     | AN/M2 12.7mm機関銃×3（弾数計1,380発）                                                                                     | AN/M2 12.7mm機関銃×3（弾数計1,380発）                                                                                     |
| 搭載能力     | GP 4,000lbs×4・GP 2,000lbs×8・AP 1,600lbs×12・GP 1,000lbs×12・GP 500lbs×40 上記の爆弾から20,000lbs (9,072kg) まで搭載可能 | GP 4,000lbs×4・GP 2,000lbs×8・AP 1,600lbs×12・GP 1,000lbs×12・GP 500lbs×40 上記の爆弾から20,000lbs (9,072kg) まで搭載可能 | GP 4,000lbs×4・GP 2,000lbs×8・AP 1,600lbs×12・GP 1,000lbs×12・GP 500lbs×40 上記の爆弾から20,000lbs (9,072kg) まで搭載可能 |

## 現存する機体
| 型名                                              | 番号                       | 機体写真 | 所在地                        | 所有者                                          | 公開状況 | 状態                | 備考 |
| ------------------------------------------------- | -------------------------- | -------- | ----------------------------- | ----------------------------------------------- | -------- | ------------------- | --- |
| B-29-50-BW                                        | 42-24791 4452              | 写真     | アメリカ コネティカット州     | クエスト・マスターズ博物館                      | 公開     | 静態展示            | 「The Big Time Operator」。カリフォルニア州のエドワード・F・ビール博物館の外壁に設置されていたが、博物館の閉鎖に伴いミュージアム・オヴ・フライトやニューイングランド航空博物館へ移され、「T Square 54」や「Jack's Hack」の修復に使用された。機内の機器は「Doc」を修復する際に転用され、現在は左記施設に保管されている。 |
| B-29-25-MO TB-29-25-MO                            | 42-65281                   |          | アメリカ カリフォルニア州     | トラヴィス空軍基地遺産センター                  | 公開     | 静態展示            | 「Miss America ‘62」。一番初期に施された塗装で展示されている。 |
| B-29A-15-BN F-13A-15-BN FB-29A-15-BN RB-29A-15-BN | 42-93967 7374              |          | アメリカ ジョージア州         | ジョージア州立退役軍人記念公園                  | 公開     | 静態展示            | 「City of Lansford」。これは最も初期の愛称で、その後「Dark Slide」、「Wet Bulb Willy」へと改称された。 |
| B-29-35-MO                                        | 44-27297                   |          | アメリカ オハイオ州           | 国立アメリカ空軍博物館                          | 公開     | 静態展示            | 「Bockscar」。長崎に原子爆弾を投下した機体。 |
| B-29-40-MO WB-29-40-MO TB-29-40-MO                | 44-27343                   | 写真     | アメリカ オクラホマ州         | ティンカー空軍基地                              | 公開     | 静態展示            | 「Tinker's Heritage」。 |
| B-29A-40-BN TB-29A-40-BN                          | 44-61669 11146             |          | アメリカ カリフォルニア州     | マーチフィールド航空博物館                      | 公開     | 静態展示            | 「Flagship 500」。戦時中に「4th Marine Division」、「Three Feathers III」と名付けられたが、マーチ基地に展開する第500爆撃航空群に移籍した際に現在の愛称になった。展示開始時には44-27263の「Mission Inn」という愛称のあと「Three Feathers III」を経て現在の塗装となった。                                                 |
| B-29A-40-BN SB-29A-40-BN                          | 44-61671 11148             |          | アメリカ ミズーリ州           | ホワイトマン空軍基地                            | 公開     | 静態展示            | 「The Great Artiste」。この愛称は1949年9月に事故で失われた B-29-40-MO 44-27353のもので、塗装も44-27353と同様にされている。 |
| B-29A-45-BN                                       | 44-61739 11216             |          | アメリカ ジョージア州         | ミュージアム・オヴ・エイヴィエーション          | 公開     | 静態展示            | 後部胴体は44-61975の修復に使用されたため、現在は機首部のみ現存している。 |
| B-29A-45-BN TB-29A-45-BN                          | 44-61748 11225             |          | イギリス ケンブリッジシャー州 | ダックスフォード帝国戦争博物館                  | 公開     | 静態展示            | 「It's Hawg Wild」。戦時中に実際に塗られていた塗装となっている。 |
| B-29A-55-BN TB-29A-55-BN                          | 44-61975 11452             |          | アメリカ コネティカット州     | ニューイングランド航空博物館                    | 公開     | 静態展示            | 「Jack's Hack」。一度TB-29に変換されたが爆撃機に改修し直された機体。愛称は実際のもの。 |
| B-29A-60-BN                                       | 44-62022 11499             |          | アメリカ コロラド州           | プエブロ・ワイスブロッド航空機博物館            | 公開     | 静態展示            | 「Peachy」。愛称や塗装はB-29-26-BA 42-63508のもので、実際の愛称は「Old Double Deuce」であった。 |
| B-29A-60-BN TB-29A-60-BN                          | 44-62070 11547 N529B       |          | アメリカ テキサス州           | 記念空軍(CAF)B-29・B-24飛行隊                   | 公開     | 飛行可能 (搭乗可能) | 「Fifi」。1945年の就役後、翌年に練習機型に改修されたが、1950年に爆撃機型へ改修し直されて爆撃部隊へ「Lucky Strike」として配置転換した。1953年に再度練習機型に改修された。現在の愛称は記念空軍によってつけられたもの。 |
| B-29A-65-BN                                       | 44-62139 11616             |          | アメリカ オハイオ州           | 国立アメリカ空軍博物館                          | 公開     | 静態展示            | 「Command Decision」。胴体部分のみ現存。 愛称・塗装はB-29-85-BW 44-87657のもの。 |
| B-29A-65-BN                                       | 44-62208 11685             |          | アメリカ コネティカット州     | クエスト・マスターズ博物館                      | 公開     | 静態展示            | 残骸の形で現存している。運用当時は「Miss Liberty Belle」という愛称だった。 |
| B-29A-70-BN RB-29A-70-BN WB-29A-70-BN             | 44-62214 11691             |          | アメリカ アラスカ州           | エイールソン空軍基地内の池                      | 公開     | 放置                | 本来は愛称のない機体であったが、 現在は池に沈んでいることから「Lady Of The Lake」と呼ばれている。 |
| B-29A-70-BN WB-29A-70-BN                          | 44-62220 11697             |          | アメリカ テキサス州           | アメリカ空軍航空兵遺産博物館                    | 公開     | 静態展示            | 「Joltin' Josie - The Pacific Pioneer」。この愛称はB-29-40-BW 42-24614のもの。 |
| B-29-60-BW KB-29M-60-BW                           | 44-69729 10561             |          | アメリカ ワシントン州         | ミュージアム・オヴ・フライト                    | 公開     | 静態展示            | 「T Square 54」。 運用時は「Tillie the Tanker」の名であった。国立アメリカ空軍博物館から貸与されている。 |
| B-29-70-BW KB-29M-70-BW SB-29-70-BW               | 44-69957 10789             |          | アメリカ カリフォルニア州     | チャイナレイク海軍航空武装基地                  | 非公開   | 保管中              | かつて海軍に移管され標的として使用された大量のB-29のうち、修復ないし廃棄されていない最後の1機。一部は「Doc」の修復に使用された。 |
| B-29-70-BW TB-29-70-BW                            | 44-69972 10804 N69972      |          | アメリカ カンザス州           | ドックズ・フレンズ                              | 公開     | 飛行可能            | 「Doc」。これは運用中最後に使用された愛称で、その前は「Snow White」、「The Seven Dwarfs」であった。 |
| B-29-75-BW TB-29-75-BW                            | 44-70016 10848             |          | アメリカ アリゾナ州           | ピマ航空宇宙博物館                              | 公開     | 静態展示            | 「Sentimental Journey」。この愛称は最初に使用されたもので、次いで「City of Quaker City」、「Dopey」と名付けられた。 |
| B-29-80-BW                                        | 44-70049 10881             |          | アメリカ フロリダ州           | ファンタジー・オヴ・フライト                    | 非公開   | 保管中              | |
| B-29-75-BW                                        | 44-70064 10896             |          | アメリカ カリフォルニア州     | キャッスル航空博物館                            | 公開     | 静態展示            | 「Raz'n Hell」。 機体のうち垂直尾翼はB-29A-35-BN 44-61535/11012、 主翼はB-29-60-BA 44-84084のものであるが、胴体や水平尾翼と塗装はこの機体のものである。 |
| B-29-80-BW TB-29-80-BW                            | 44-70113 10945             |          | アメリカ ジョージア州         | ドビンズ航空予備役基地 コブパークウェイ入り口   | 公開     | 静態展示            | 「Sweet Eloise」。当初名付けられた名前は 「Ancient Mariner」「Marilyn Gay」だったが、第二次大戦後、イギリスで使用 されていた際に「Hoof Hearted」と改名され、のち1990年代に「Sweet Eloise」と名付けられた。 |
| B-29B-55-BA TB-29B-55-BA                          | 44-84053                   |          | アメリカ ジョージア州         | ミュージアム・オヴ・エイヴィエーション          | 公開     | 静態展示            | 「Big Red」。運用時の愛称は「Bonnie Lee」。 |
| B-29B-60-BA TB-29B-60-BA                          | 44-84076                   |          | アメリカ ネブラスカ州         | 戦略航空軍団・航空宇宙博物館                    | 公開     | 静態展示            | 「Lucky Lady」。 運用時の愛称は「Percussion Steamboat」。以前は「Man O' War」という塗装だった。現在はB-29-50-BW 42-24863号機の愛称が採用されているが、幾度か塗装が変更されたために実際のものと同じかは不明。 |
| B-29-45-MO                                        | 44-86292                   |          | アメリカ ヴァージニア州       | スティーヴン・F・ウドヴァー＝ヘイジー・センター | 公開     | 静態展示            | 「Enola Gay」。 広島に原爆を投下した機体。 |
| B-29-55-MO                                        | 44-86408                   | 写真     | アメリカ ユタ州               | ヒル航空宇宙博物館                              | 公開     | 静態展示            | 「Straight Flush」。これは本来B-29-35-MO 44-27301 の愛称であった。 かつては運用時の「Haggerty's Hag」を間違えたと思われる「Hagarty's Hag」という塗装がされていた。旧塗装 |
| B-29-??-MO                                        | 44-86???                   |          | アメリカ コネティカット州     | クエスト・マスターズ博物館                      | 公開     | 静態展示            | 尾部が現存している。 |
| B-29-80-BW TB-29-80-BW                            | 44-87627 12430             |          | アメリカ ルイジアナ州         | バークスデール国際勢力博物館                    | 公開     | 静態展示            | 「Bossier City」。 |
| B-29-90-BW KB-29M-90-BW                           | 44-87779 12582             |          | アメリカ サウスダコタ州       | サウスダコタ航空宇宙博物館                      | 公開     | 静態展示            | 「Legal Eagle II」。運用時の愛称である。 |
| B-29-90-BW                                        | 45-21739 13633             |          | 韓国 慶尚南道                 | KAI航空宇宙博物館                               | 公開     | 静態展示            | 「Unification」。 |
| B-29-97-BW                                        | 45-21748 13642             |          | アメリカ ニューメキシコ州     | 国立原子力科学歴史博物館                        | 公開     | 静態展示            | 「Duke of Albuquerque」。 |
| B-29-95-BW P2B-1S                                 | 45-21787 84029 (USN) 13681 |          | アメリカ フロリダ州           | フロリダ航空博物館                              | 公開     | 静態展示            | 「Fertile Myrtle」。 飛行登録ナンバーはN29KW。 かつては飛行可能だったが、現在は分解されて機首部分のみ展示中。ファンタジー・オヴ・フライトから貸与されている。 |
| B-29-100-BW F-13-100-BW RB-29-100-BW B-29F-BW     | 45-21847 13741             |          | アメリカ ネヴァダ州           | ミード湖                                        | 公開     | 放棄                | B-29として生産されたが、のちに偵察仕様のF-13へと改装された機体。試験飛行を行っていたところ、ミード湖へ墜落しそのまま放棄された。機体はアメリカの国家歴史登録文化財になっている。 |

## B-29のノーズアート
アメリカ軍では航空機の機体前部にノーズアートを描く風習が他の国の空軍より盛んであった。第二次世界大戦の末期には高い技術水準に達していたが、B-29の長くて滑らかな機首はノーズアートを描くには格好の環境であり、さまざまなノーズアートが描かれた。軍が公式に許可していたわけではないが、絵がまともであれば爆撃兵団の上層部が認め、アメリカ軍は黙認していたというのが実態である。ノーズアートを描くのは看板職人をしていた兵士であり、公務の傍ら任務時間外に腕をふるった。報酬は60ドルから100ドルぐらいで、その報酬はクルーらが出し合った。腕のいい看板職人の兵士には依頼が殺到し、1飛行隊全機の依頼が舞い込み、2時間ぐらいの作業で1,000ドル稼ぐことができたという。特に好まれたのが“なまめかしい”女性のノーズアートであり、当初は爆撃兵団の上層部も最低限の品性を備えていれば容認していたが、次第に過激な表現となってきたため、終戦の直前には従軍牧師が道徳的に問題があると騒ぎだして、女性のノーズアートはシンプルで品のいいシンボルや無機質な文字のノーズアートに差し替えられた。ノーズアートは主に機体の左側に書かれるため、B-29の公式な報道写真などは右側から撮影されることが多かった。第二次世界大戦が終わっても、依然として機体左側には無味乾燥なノーズアートが多かったが、機体の右側にもノーズアートが描かれるようになり、また、なまめかしい女性のノーズアートも復活し、特に朝鮮戦争開戦後に盛んとなった。この頃のノーズアートを主に描いたのはアメリカ軍の看板職人の兵士ではなく、B-29航空団の基地があった嘉手納飛行場や横田基地周辺の本職の日本人看板屋であった。

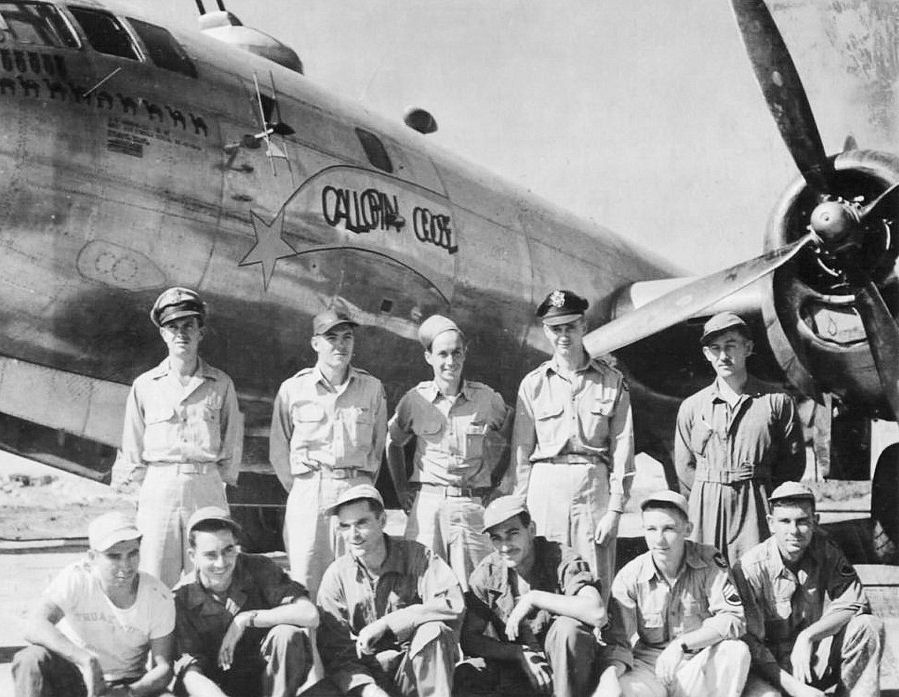
第468爆撃団 第794飛行隊所属「Gallopin' Goose」号のノーズアート、まだ初期のものでシンプル。本機は1944年12月7日満州奉天の爆撃任務で日本軍二式戦闘機「鍾馗」によって撃墜された
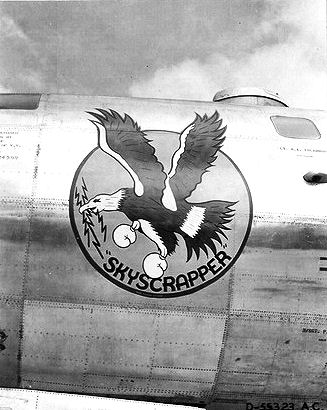
第497爆撃団 第869飛行隊所属「Skyscrapper」号のノーズアート。本機は1944年11月27日サイパンへの日本陸海軍機空襲にて地上で撃破された
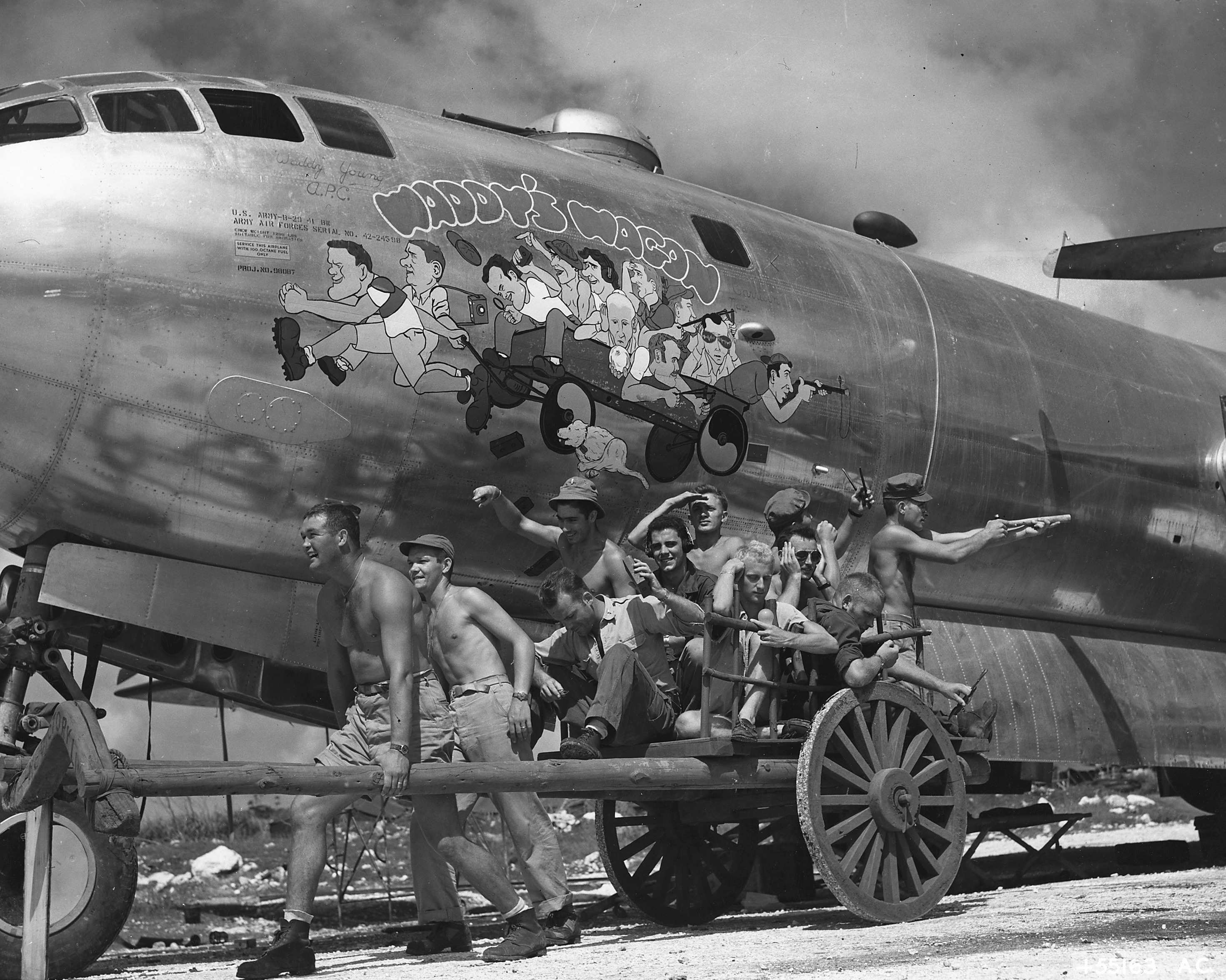
第497爆撃団 第73飛行隊所属「Waddy's Wagon」号と、そのノーズアートを再現する乗員達。本機は1945年1月9日の任務で損失
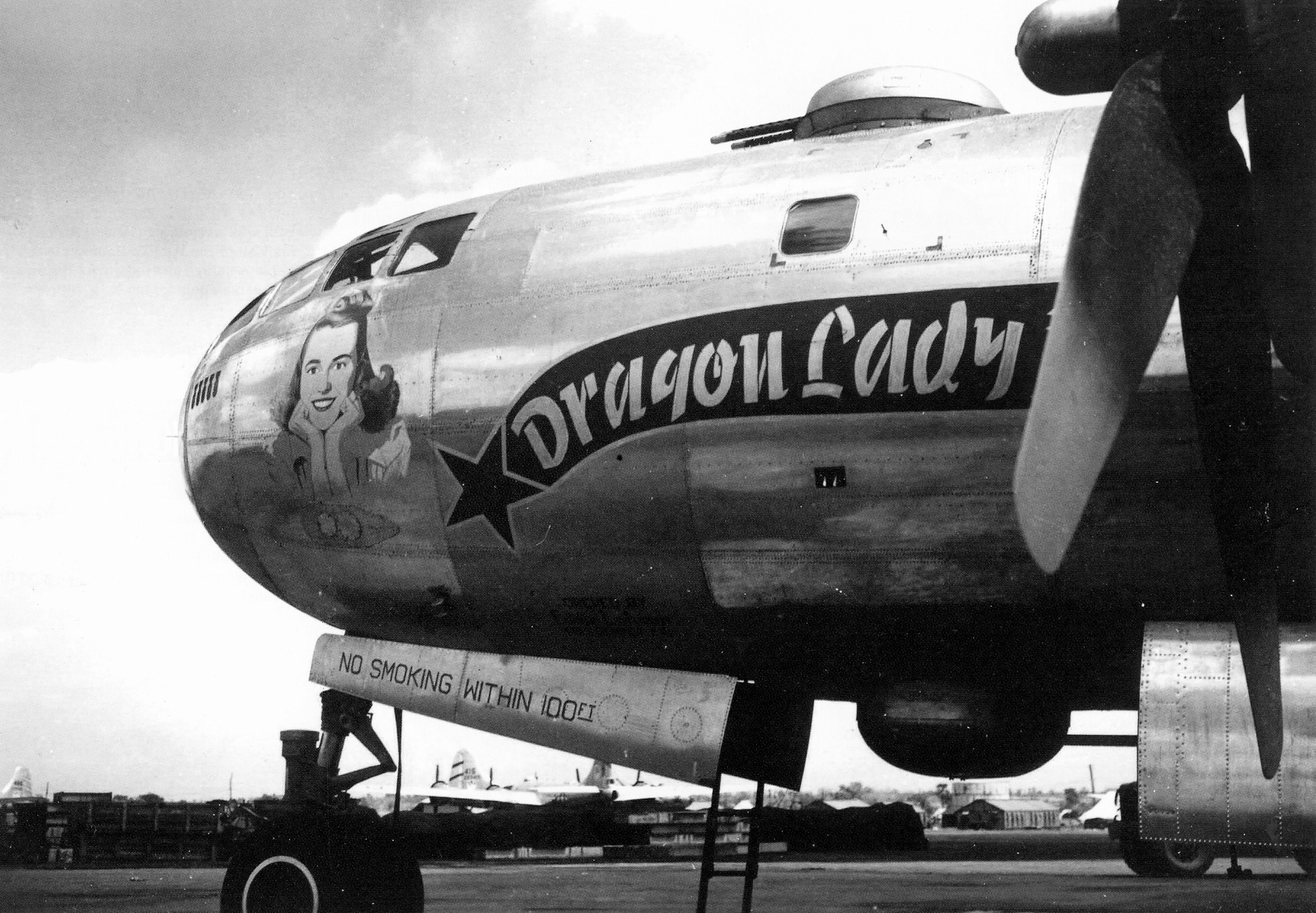
第468爆撃団 第793飛行隊所属「Dragon Lady」号のノーズアート。ノーズギアの格納部に「100フィート以内は禁煙」の文字も見える
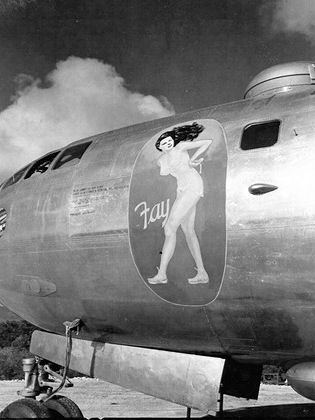
第498爆撃団 第874飛行隊所属「Fay」号のノーズアート、本機は1945年3月25日名古屋にて撃墜された
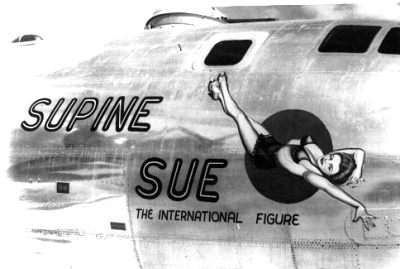
第500爆撃団 第883飛行隊所属「Supine Sue」号のノーズアート、本機は映画「火垂るの墓」に登場している
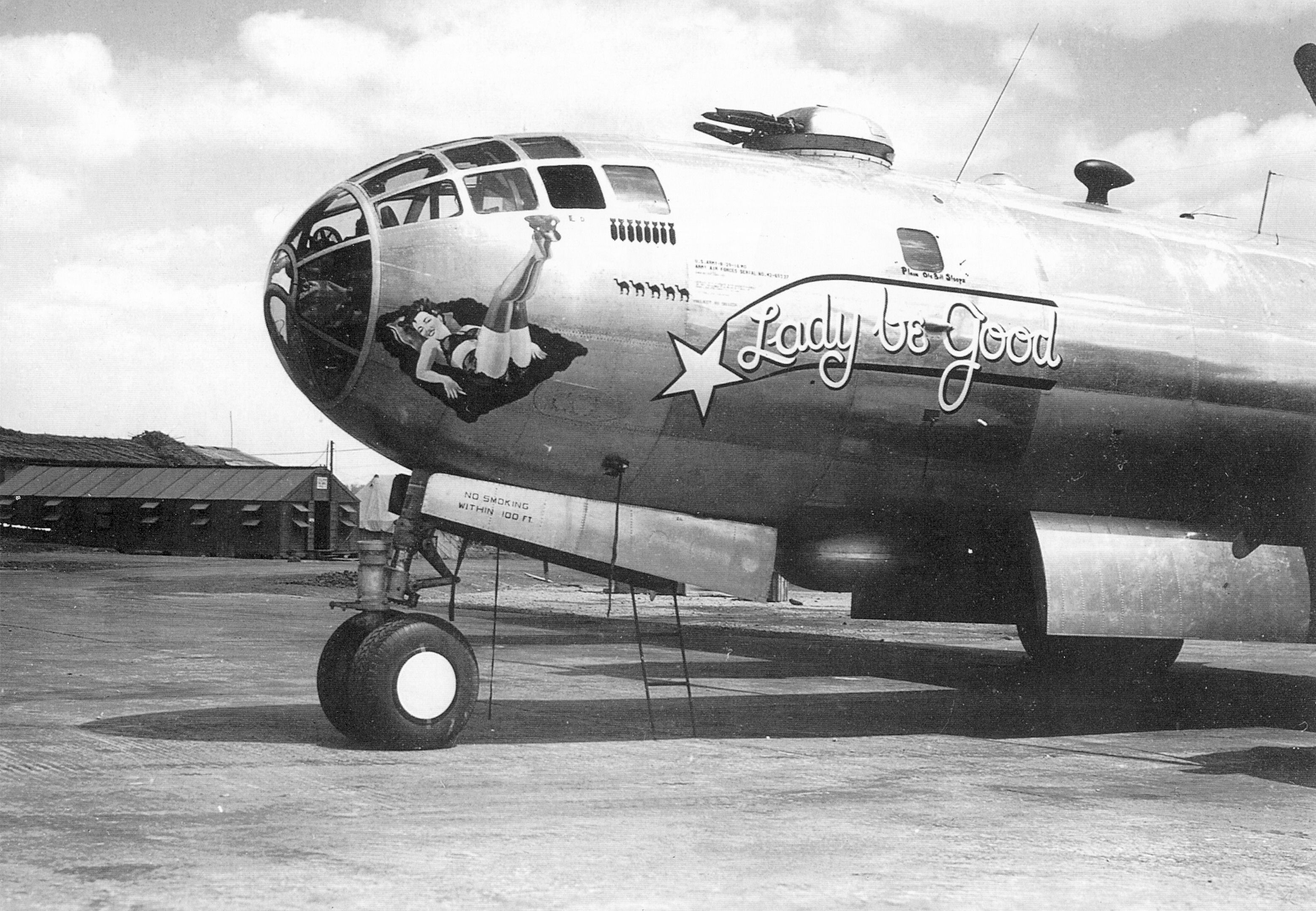
第468爆撃団 第792飛行隊所属「Lady Be Good」号のノーズアート
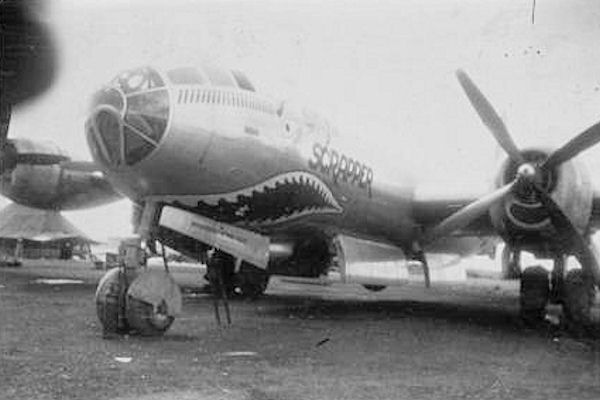
第497爆撃団 第869飛行隊所属「scrapper」号のノーズアート、B-29のノーズアートしては珍しい「シャークマウス」
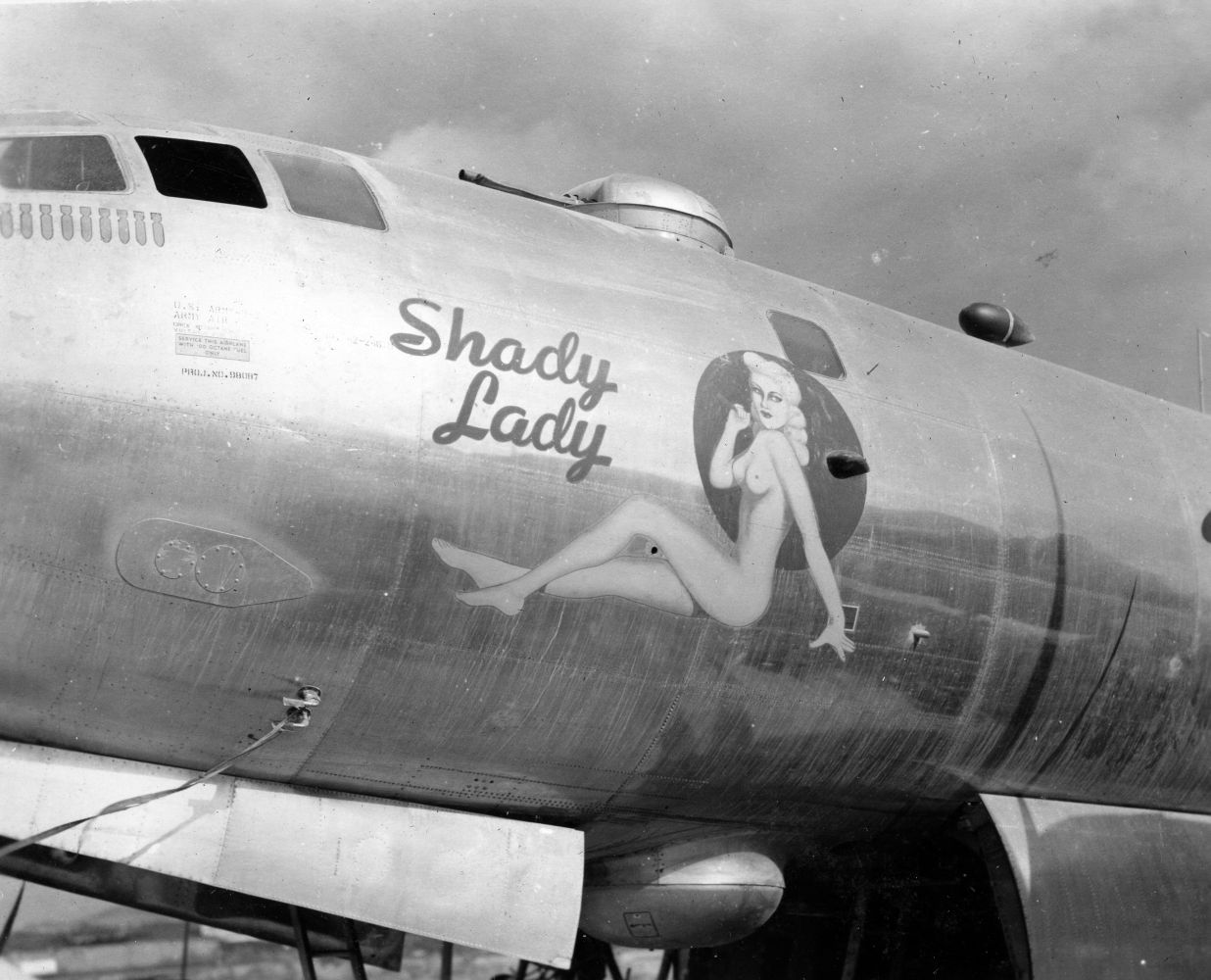
第497爆撃団 第870飛行隊所属「Shady Lady」号のノーズアート
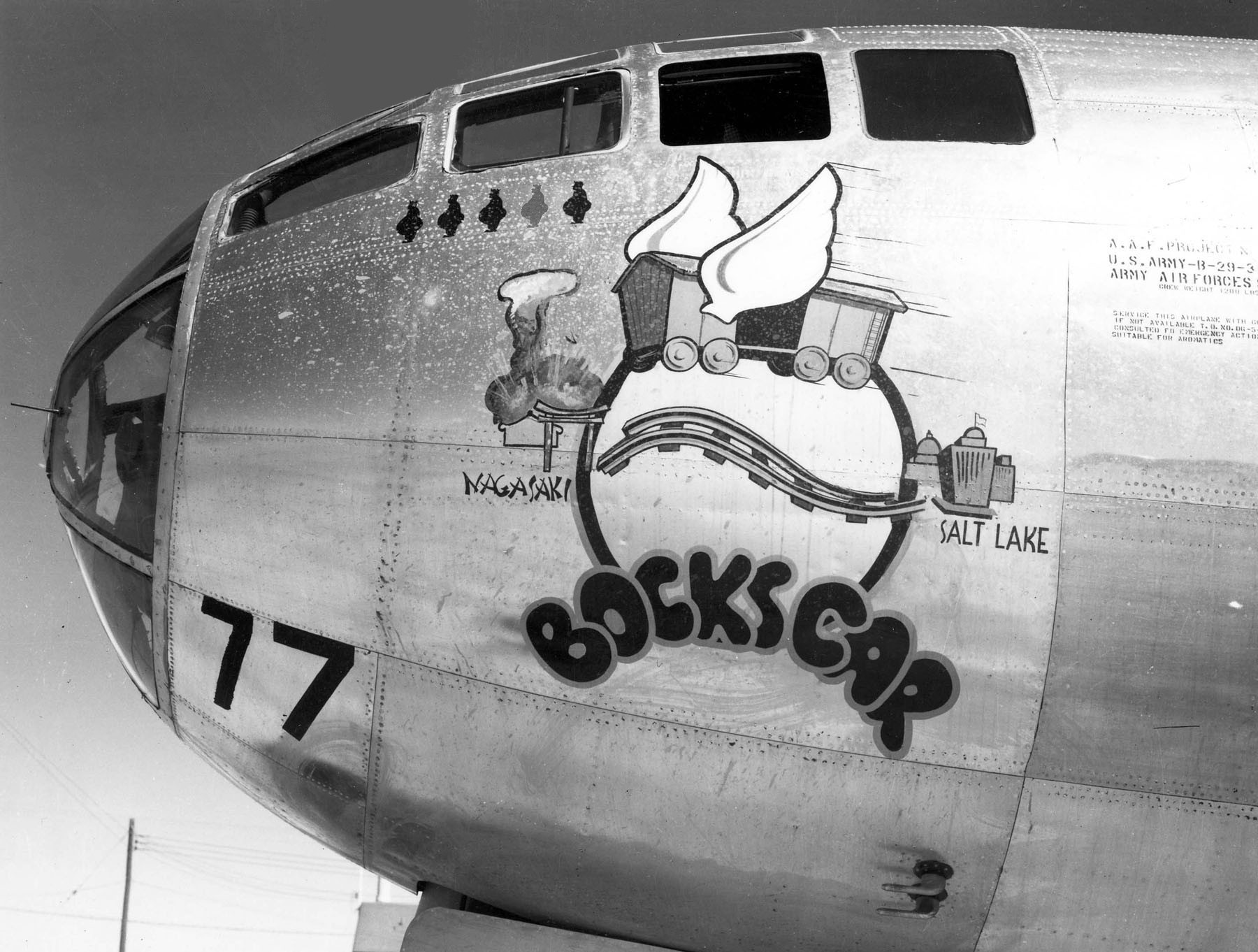
長崎に原爆を投下した「ボックスカー」のノーズアート。これは原爆投下後に描かれており、原爆投下任務時にはノーズアートはなかった
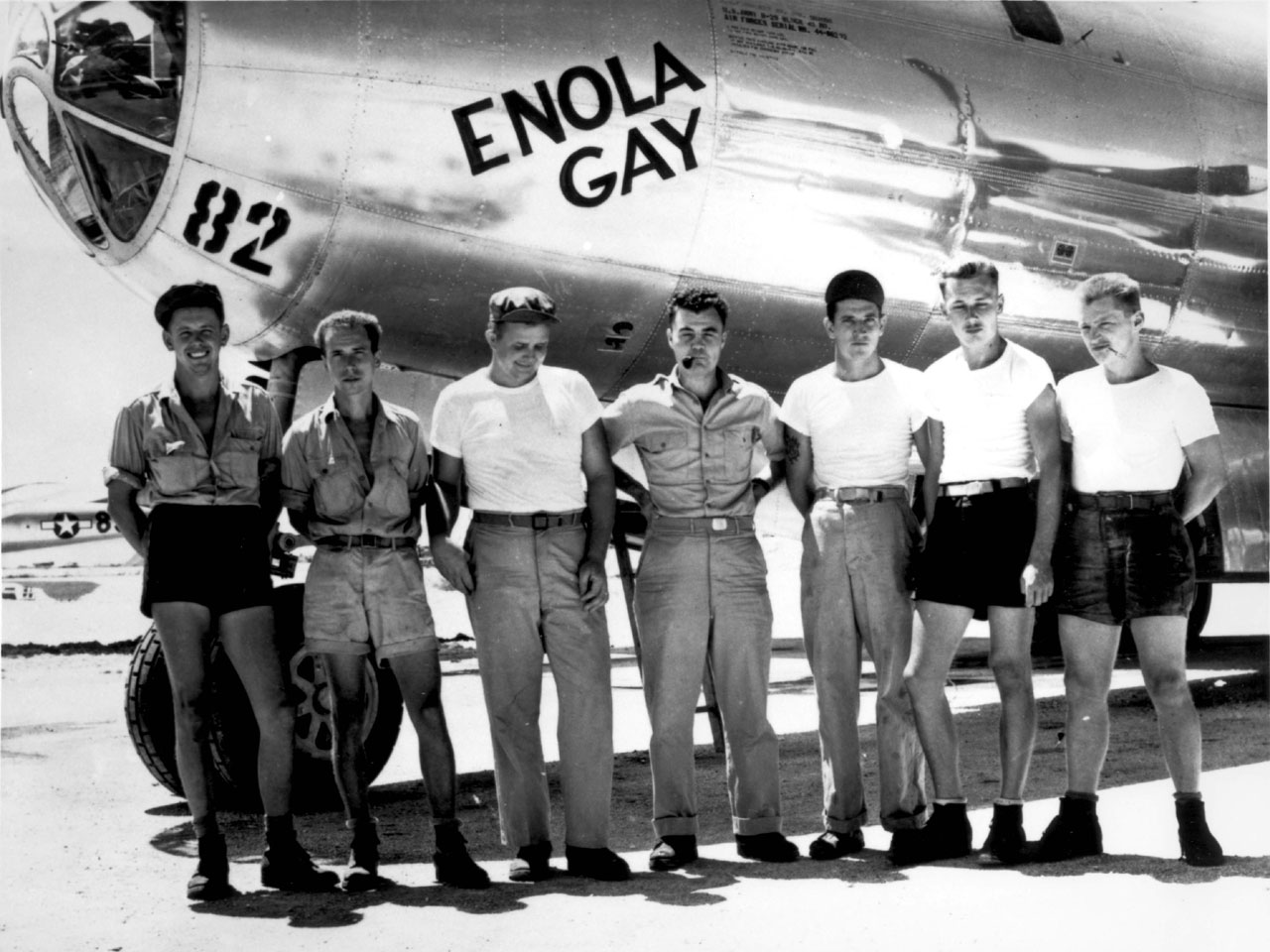
広島に原爆を投下した「エノラ・ゲイ」のノーズアート。中央でパイプをくわえているのが指揮官のポール・ティベッツ
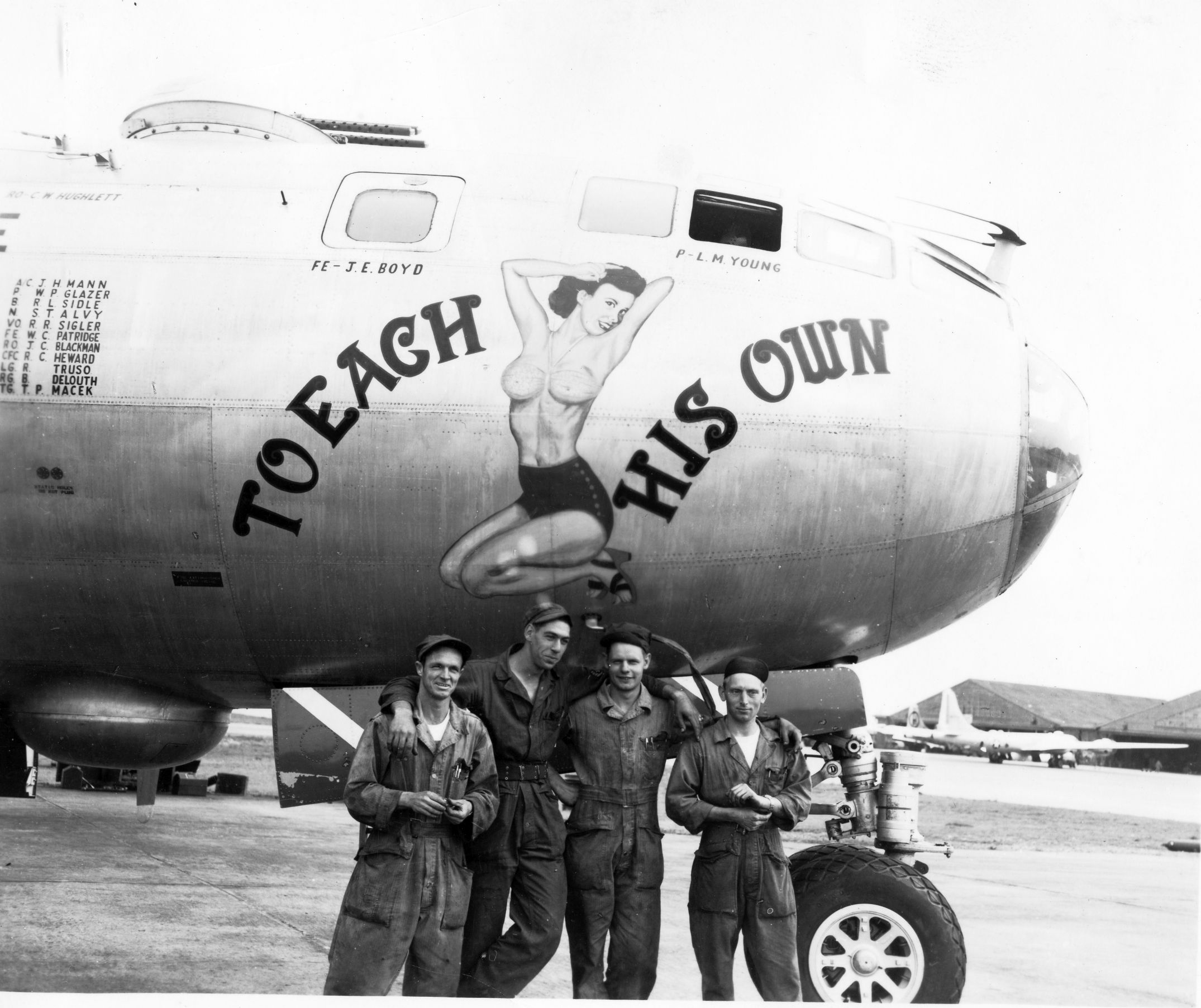
第二次世界大戦後（1950年）機体の右側に描かれた「To Each His Own」号のノーズアート

## 墜落事故
- 1944年11月21日（長崎県諫早市小長井町井崎沖）機体番号26278 - 11人死亡[356][357]
- 1944年12月3日（千葉県東庄町東和田）愛称ロゼリアロケット - 搭乗12人中7人即死、2人が陸軍病院で死亡、5人が捕虜となった後に米国に帰還[358]
- 1945年3月10日（宮城県刈田郡七ヶ宿町） - 3機のB-29が不忘山に相次いで墜落し、合わせて34人が死亡[359]
- 1945年4月2日（東京都東村山市秋津町） - 11人死亡[360]
- 1945年4月29日（鹿児島県鹿屋市輝北町）[361]
- 1945年5月26日（東京都足立区入谷町）- 足立区内の高射砲陣地からの攻撃で撃墜されたとみられている。足立区郷土博物館紀要第17号に掲載されたGHQ報告書によると、パラシュート降下した乗組員のうち1人は残虐行為を受けて死亡[362]
- 1945年5月29日（静岡県榛原郡川根本町）- 陸軍戦闘機屠龍の体当たり攻撃で空中分解して乗組員9人が墜落死、2人がパラシュート降下して捕虜[363]
- 1945年6月19日（静岡県静岡市安倍川上空） - 2機のB-29が空中衝突して墜落し23人死亡[364]
- 1945年8月28日（秋田県男鹿市本山）- 霧のため墜落、乗組員12人のうち11人が死亡[365]
- 1951年11月18日（東京都北多摩郡砂川村） - 乗員は全員無事だったが、誘爆により周辺住民など15人が死亡
- 1952年2月7日（埼玉県入間郡金子村） - 乗員13人と村民4人が死亡
- 1952年8月6日（東京都南多摩郡由井村） - 2人死亡
- 1952年10月7日（北海道根室市東方沖）※偵察爆撃機RB-29 - ソ連軍の攻撃を受け墜落
- 1954年11月7日（北海道別海町上春別）※偵察爆撃機RB-29 - ソ連軍の攻撃を受け墜落[366]

## 登場作品
映画
- 『GODZILLA 星を喰う者』

メトフィエスがハルオに見せた精神世界の中に登場。
- 『原爆投下機 B-29 エノラ・ゲイ ―一九四五・八・六・ヒロシマ―』(Enola Gay: The Men, the Mission, the Atomic Bomb)

1980年アメリカ作品、日本劇場未公開（VHSビデオ販売のみ）。広島への原爆投下に至るまでを、「エノラ・ゲイ」と「ボックスカー」に搭乗して2度の原爆投下任務に従事したジェイコブ・ビーザーを主人公として描く。ほかに重要な役としてビーザーの上官で第509混成部隊の指揮官ポール・ティベッツと妻ルーシーや「原爆の父」こと物理学者のロバート・オッペンハイマーや大統領のルーズベルトなども登場する。
- 『太平洋の翼』

1963年東宝スコープ制作。新鋭戦闘機「紫電改」で編成された実在の第343海軍航空隊を舞台としたフィクション。B-29は大編隊で日本本土への爆撃中に、主人公滝大尉が操縦する紫電改に体当たりされるシーンで登場。
- 『零戦燃ゆ』

柳田邦男原作のノンフィクションを映画化、1984年東宝株式会社配給。しかし映画化にあたっては登場人物等がフィクション仕立てとなっている（主役の浜田正一少尉など実在の人物をモデルにしている登場人物もいる）。主役の浜田が操縦する零戦に撃墜されるシーンと、女子挺身隊として航空機工場で勤労奉仕をしていたヒロイン吉川静子が空襲で死亡するシーンに登場。
- 『ローレライ』

福井晴敏原作の小説『終戦のローレライ』の映画化。東京に投下する3発目の原子爆弾を搭載してテニアン島から出撃するB-29が登場。
- 『グラマ島の誘惑』

アナタハン島事件を戯画化した作品。墜落したB-29の残骸が登場する。これは、本物のB-29のスクラップであり、同作品の予算でグアムから購入してきた物だという。
- 『スペース カウボーイ』

1958年のシーンで空軍の機体が登場。
- 『ぼくはジェット機』

B-29を擬人化したアニメ映画。アカデミー賞短編アニメ部門ノミネート作品。
- 『火垂るの墓』

野坂昭如原作の短編小説の映画化、スタジオジブリ制作、1945年6月5日の神戸大空襲のシーンで登場。劇中に登場するテールマーク「Z」のB-29は第500爆撃団のマークで、機体番号が確認できる6機は、「41」機（愛称マイプライドアンドジョイ）、「42」機（愛称スパイン・シュー）、「44」（愛称なし）、「47」機（愛称なし）、「50」機（愛称ファンシーディティール）、「51」機（愛称テイルウィンド）で実在の第883飛行隊の所属機であるが、史実ではこの日出撃していたのは「41」（マイプライドアンドジョイ）機、「42」（スパイン・シュー）機、「50」（ファンシーディテール）機、「51」（テイルウインド）機であり、「44」機は1944年11月29日の東京市街地への夜間空襲で、単機で東京市街地に突入したが帰路に行方不明となって、機長ハロルド・M・ハンセン少佐以下11名が戦死して以降は欠番となっており、「47」機は出撃していない。次の爆撃任務となった2日後の6月7日の大阪大空襲では「47」機も出撃している。
- 『はだしのゲン』

中沢啓治原作漫画のアニメーション映画化、アニメーションはマッドハウス制作。原爆投下シーンでB-29「エノラ・ゲイ」が登場。「エノラ・ゲイ」から投下された「リトルボーイ」にパラシュートが付いていたような描写となっているが、パラシュート付きで投下されたのは各種データを収集するために投下された測定器やラジオゾンデで、原爆本体には装着されていない
- 『ピカドン』

アニメーション作家木下蓮三・小夜子夫妻制作の短編アニメーション作品。のちにセル画をもとにダイナミックセラーズ刊で絵本化、はだしのゲンと同じ広島への原爆投下シーンで「エノラ・ゲイ」が登場するが、原爆投下前に「グレート・アーティスト」「ストレートフラッシュ」と3機で飛行するシーンがあったり、投下された「リトルボーイ」にパラシュートが付いていないなど「はだしのゲン」よりは史実に沿っている。
- 『ガラスのうさぎ』

児童文学作家・高木敏子によるノンフィクション文学のアニメーション映画化、映画「ガラスのうさぎ」製作委員会（ゴーゴービジュアル企画、マジックバス、アミューズメントメディア総合学院、共同映画、東京メトロポリタンテレビジョン）制作。1945年3月9日の深夜の東京大空襲のシーンで夜空を飛ぶB-29と投下されたM69焼夷弾が登場。
- 『戦争と青春』

早乙女勝元原作小説の映画化、1945年3月9日の深夜の東京大空襲のシーン夜間爆撃するB-29が登場、史実に沿って低空飛行していて地上からの登場人物からかなり大きい機影が見えており爆弾倉が開いているのも確認できる。
- 『この世界の片隅に』

こうの史代原作漫画のアニメーション映画化、アニメーションはMAPPA制作。主人公北條すずが居住する呉市にB-29が何度も空襲に来襲する。
- 『海賊とよばれた男』

百田尚樹原作小説の映画化、序盤の1945年5月の東京大空襲のシーンで登場、日本軍の夜間戦闘機月光の迎撃を受けるが返り討ちにして撃墜している。しかし、月光が迎撃に出撃した5月25日の夜間空襲においては、横須賀海軍航空隊の夜間戦闘機隊黒鳥四朗少尉と倉本十三飛曹長が搭乗する月光がB-29を5機撃墜、1機撃破の戦果を挙げて無事に帰投している。
小説
- 『B29の行方』
- 『宇宙戦争1945』

火星人本隊の地球到着を阻止すべく決行されたオリンピック作戦に「決戦機」として多数投入され、開発国であるアメリカのみならず、野中五郎、村田重治、江草隆繁ら日本人パイロットやイギリス、ドイツ、ソ連などの国々のパイロットが搭乗する。
武装に関しても火星人の飛行兵器の装甲を貫通可能な37mm機銃6丁（連装1基、単装4基）へと変更している。
- 『鋼鉄の海嘯』『南海蒼空戦記』

史実より日本やドイツが優勢な設定であるため、B-29は多数が撃墜されたり、対独戦に投入されたりする。
- 『征途』

北海道戦争（朝鮮戦争の日本版）に投入され、日本人民空軍のMiG-15 ファゴットに迎撃される。また太平洋戦争中には、1945年8月25日に函館市へ、26日には旭川市へ反応弾を投下している。
- 『大日本帝国欧州電撃作戦』

アメリカと講和して連合国側になった日本海軍・日本陸軍に供与され、枢軸側のソ連へ爆撃を行う。
- 『碧海の玉座』

アメリカが日英と戦う架空戦記。グアム島から日本を爆撃していたが、イギリス軍のランカスター重爆に滑走路を破壊されて離陸できなくなり、アメリカ軍自らによる爆砕処理に追い込まれる。
- 『レイテ驀進1 逆襲の機動部隊』

シンガポールのドックで整備中の海防戦艦に改造された「陸奥」を破壊するべく38機が飛来するが、陸奥からの対空砲撃を受け、4機が撃墜され3機が逃走したうえ、直撃弾は1発もなしという散々な結果に終わる。
- 『大逆転！幻の超重爆撃機「富嶽」シリーズ』

檜山良昭原作の空想戦記シリーズ、日本軍の幻の超巨大爆撃機「富嶽」が活躍する。B-29は「富嶽」の宿敵としてシリーズ中に何度も登場する。
- 『紺碧の艦隊』

後世世界（作品の舞台）にて、B-30の型式で登場（前世世界（現実）のB-30とは別物）。外見はB-29とほぼ同じだが、作戦行動半径は3,000kmと設定されている。照和17年4月18日に中国大陸から日本本土を来襲（いわゆるドーリットル空襲の逆コース）、一部部隊が東京上空に高度1万から侵入したが、蒼萊(現実における震電の後世版)によって全機撃墜された。OVA版では米国との和解後、対独戦の為に日本に供与され、日本軍機の戦略爆撃機としてインド戦線や蒙古決戦などで活動した。なお、前世におけるB-29とそれがもたらした悲劇は、転生者達の中でも強く記憶に刻まれており、前述の蒼莱も後世世界にB-29が現れた時の為に備えて作られた物であった。
ゲーム
- 『Fallout: New Vegas』

第三次世界大戦により文明が崩壊した後のラスベガスを舞台とした作品、作中においてネリス空軍基地の跡地に住む「ブーマー」と呼ばれる住民から受けられるクエストにミード湖に墜落したB-29を回収するというものがある。
- 『WarThunder』

アメリカ爆撃機ツリーのランクIV機体。バトルレートが7.0~7.3に設定されており、ジェット機とマッチングする事があるために断じて有利とはいえないが、本機ならではの爆弾搭載量は試合展開を大きく左右する。